# Història de Portugal

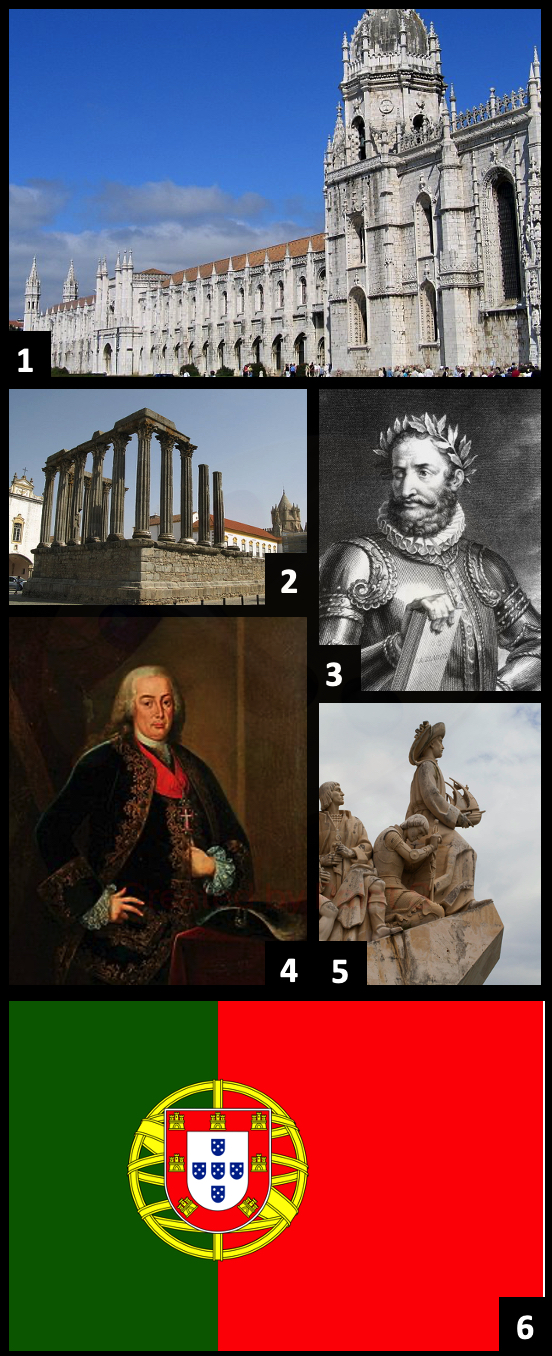
(1) Monestir dels Jerònims, exemple d'estil manuelí; (2) Temple romà d'Èvora; (3) Retrat de Lluís de Camões, figura emblemàtica i representativa de la llengua i literatura portugueses; (4) Marquès de Pombal, príncep il·lustrat per execel·lència a l'Europa de les Llums; (5) Monument als Descobriments, homenatge a l'Era de les exploracions iniciades per la corona portuguesa; (6) Bandera actual de la República de Portugal amb l'escut al mig, fusió del passat monàrquic i colonial

La història de Portugal com a nació europea remunta a la baixa edat mitjana, quan el comtat de Portugal -portucalense- es fa autònom del Regne de Lleó. No debades, la presència humana en territori portuguès és més vella que la situació que presenta el país durant l'edat mitjana. Durant la prehistòria els primers homínids trepitjaren el país. Les datacions realitzades sobre restes ens apropen a prop de 500.000 anys arrere. El territori fou visitat per diversos pobles: fenicis, que hi fundaren factories, més tard esdevinguts cartaginesos. Els pobles celtes s'hi establiren durablement, tot barrejant-se amb els nadius.
Al segle iii a.n.e. l'actual Portugal era, doncs, habitat per diversos pobles. Llavors Roma envaïx la península Ibèrica i hi estableix les bases per a una nova etapa. El país és romanitzat, és a dir, aculturat i reorganitzat. Esdevé una província perifèrica i s'hi desenvolupa notablement la vida urbana. La religió romana substituïx progressivament les antigues creences. La romanització deixà marques duradores com ara en la llengua, la llei o la religió. És efectivament amb el procés centralitzador i urbanístic romà que s'aplica durablement el principi de legalitat escrita en codis legislatius. La llengua llatina evoluciona cap al portuguès actual i amb el declivi de Roma, el país es cristianitza.
Amb la decadència de Roma, Portugal és ocupat per pobles germànics com ara sueus o visigots, i després per musulmans, els quals bastixen un reialme on florí la ciència i la cultura. De caràcter tolerant, sota l'espasa musulmana hi hagué un procés d'aculturació en què cristians, jueus i musulmans visqueren pacíficament sense grans incidències. Al nord de la península Ibèrica, però, s'hi muntà la resistència que feu caure l'Imperi àrab tot just començar l'any mil.
Des d'Astúries a partir de 1139, durant la conquesta cristiana, es funda el Regne de Portugal, inicialment un comtat atorgat pel rei castellà a un croat borgonyó. El comtat, nascut entre els rius Minho i el Douro, fou pugna entre Castella i els hereus del croat borgonyó que mirà de construir i ampliar el seu regne amb independència de Castella. Les fronteres s'estabilitzen l'any 1297 mercès en part a l'Església catòlica per bé que Castella mai abandonà el seu desig d'annexar-se Portugal.
Independent, Portugal inicia una etapa de prestigi imperial mercès a l'era de les exploracions. El regne fa avançar els coneixements de l'època, així com l'economia del país, a més d'europea, a costa de colonitzacions de pobles autòctons africans, asiàtics i americans. El contacte amb els pobles autòctons no sempre fou fàcil, sobretot per la doctrina europea d'imposició d'una suposada civilització representada en el cas portuguès per la llengua portuguesa i la religió catòlica. Així, doncs, Portugal s'expandix entre els segles xv i xvi a Àfrica, Amèrica del Sud, Àsia i Oceania, constituint el primer imperi global, hui fins i tot anomenat primera etapa de la globalització.
Envejosa de l'èxit portuguès, Castella es federa amb la corona catalanoaragonesa i de Navarra; tot prosseguint el seu projecte d'Espanya, Aconseguïx per la força annexar-se Portugal l'any 1580 després de la crisi de successió esdevinguda per la desaparició prematura en territori colonial del rei Sebastià. La historiografia actual portuguesa parla d'aquesta etapa com d'"Unió Ibèrica" per deixar en evidència que allò era la constitució de diversos regnes units per circumstàncies no sempre desitjades per tothom. A Europa tothom parlava aleshores d'Espanya per designar el conjunt de la península Ibèrica.
Durant aquesta etapa el poder hispànic amplia la seua exploració colonial fora i dins d'Europa. Poder envejat a Europa, posseïx territori de parla portuguesa, castellana, gallega, basca, catalana, francesa, luxemburguesa, neerlandesa i fins i tot alemanya. Gairebé tot Europa es troba sota els seus peus mercès a guerres i aliances dinàstiques. El Sacre Imperi Romanogermànic és la imatge d'un territori estamental per la dinàmica de les Corts. França i Anglaterra, principalment, envegen llavors el poder hispànic i per això miren de fracturar-lo amb l'objectiu de debilitar-lo. Portugal retroba, doncs, la seua independència arran d'això. La Guerra de Restauració iniciada juntament amb la Guerra dels Segadors l'any 1640 posa en el poder la dinastia Bragança. Portugal es negà a servir la Unió d'Armes i, de fet, a fer la guerra contra Catalunya. Aprofitant l'ocasió, hi té lloc una guerra de desgast fins a retornar a l'estat de sobirania.
El país passa a ser el centre dels debats filosòfics de les Llums un cop que Voltaire aprofita el terratrèmol de 1755 a Lisboa per qüestionar les explicacions mítiques. Una data clau, atès que sota l'impuls de les monarquies il·lustrades el país es reconstruïx urbanísticament i cultural. Fita que s'il·lustra avui per la plaça del Comerç de Lisboa, d'arquitectura clàssica i exquisida. El país arriba i tot a exportar un estil durant el barroc amb el manuelí i esdevé signe de modernitat mercès al marquès de Pombal.
Les invasions hispànica i francesa tornen a posar el país contra les cordes políticament i econòmica, malgrat que això contribuí a estrènyer els llaços força bons amb el Regne d'Anglaterra, que passa a ajudar el Regne de Portugal durant les guerres napoleòniques. L'any 1820 una revolta instaura la primera monarquia constitucional a Portugal mentre una disputa familiar dona la independència al Brasil. Comença llavors la decadència colonial portuguesa. Anglaterra aprofita l'avinentesa per a apoderar-se de part del territori colonial portuguès de l'Àfrica en la Conferència de Berlín. El país s'industrialitza durant el segle xix a ritme força lent però políticament s'adapta bé als nous corrents, sobretot mercès al paper que hi jugà la maçoneria.
Una revolució esdevinguda el 1910 posa fi a la monarquia i hi implanta la primera república. Però això no fou sinònim de liquidació dels problemes d'un país immers en un conflicte social, de gran corrupció i enfrontaments constants contra l'Església catòlica. El cop d'estat de 1926 dona lloc a la dictadura salazarista. La Guerra Civil a Espanya obliga la dictadura portuguesa de defensar-se atès que el règim feixista hispànic vol fer-se amb Portugal i Andorra, i callar les reivindicacions nacionals de bascs i catalans. Amb la implantació d'una dictadura pancastellana en part del territori peninsular, dues dictadures dibuixen bona part de la història del segle XX ibèric.
El final de la dictadura és sinònim de llibertat per a portuguesos i colònies. A l'Àfrica la guerra s'imposa. Les poblacions autòctones es rebel·len contra el règim i Portugal, després de dures derrotes sagnants, dona la independència a les poques colònies que posseïx. A Portugal, dementre, s'establix la democràcia pluralista i, alhora, s'incorpora al neoliberalisme mercès a la seua entrada a la Unió Europea. Aleshores el microestat ibèric, Andorra, aconseguix fer reconèixer la seua independència.
La crisi econòmica d'inicis del segle XXI atura sobtadament la seua reconstrucció postdictadura. Es torna objecte de polítiques de retallades imposades des de la troika, cosa que desencanta notablement la població. Aquesta s'adherix progressivament al comunisme alhora que ressorgix un cert sentiment de glorificació imperial. Part de la població pensa llavors que viure sota el salazarisme o sota democràcia no canvia gaire cosa. Mancat de memòria històrica, el país veu com, any rere any, la participació a les eleccions disminuïx notablement. La Unió Europea deixa de tenir la imatge de progrés i modernitat de què gaudia anteriorment. Així i tot, el país presenta signes de progressisme en adoptar el matrimoni homosexual sense violència ni manifestacions homofòbiques tal com sí que sorgiren a altres indrets d'Europa, com ara França, a més de ser percebut per les elits econòmiques europees com un país exemplar.

## Etimologia
El nom de Portugal deriva del terme romà Portus Cale. Cale era el nom d'un assentament primitiu, d'origen celta, ubicat a la desembocadura del Duero a l'oceà Atlàntic, on ara se situa la ciutat de Porto. Durant la Segona Guerra Púnica (final del segle III a.n.e.) els romans intervingueren a la Península Ibèrica en contra dels cartaginesos. En aqueix conflicte conquistaren la localitat de Cale, tot nomenant-la Portus Cale. Durant l'edat mitjana, la regió circumdant a Cale passà a dir-se Portucale per part dels visigots. Aquesta denominació derivaria en Portugale durant els segles vii i viii. El terme fou emprat per referir-se a la regió que s'estén entre el Duero i el Miño, convertida en la frontera entre Portugal i Espanya.
La partícula Portu prové del mot llatí Portus. En canvi, l'origen de Cale porta a discussió. Alguns historiadors pensen que deriva del grec Kalles ("bonic"), el qual faria referència a la bellesa de la Vall del Duero, allà on els grecs decidiren establir-s'hi. El mot l'haurien transformat els fenicis en Cales, donant pas a la denominació romana. Altres autors creuen que Cale deriva dels pobles galaics que habitaven la zona; per exemple, en gal·lès la traducció de "port" és cala.
La localització de l'antiga Cale és l'actual Vila Nova de Gaia, la ciutat que queda davant de Porto, a l'altra riba del riu. Hi ha una corrent que creu que ambdues ciutats haurien d'unir-se, a causa de la proximitat i els llaços històrics que mantenen.

## Prehistòria i protohistòria

### Els primers humans

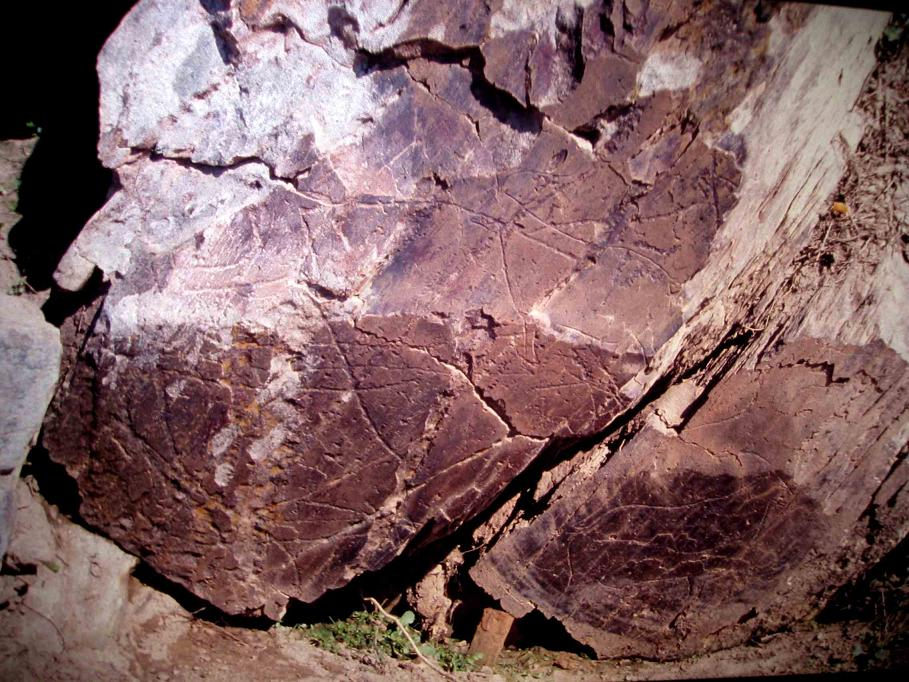
Gravat rupestre a Penascosa (Vila Nova de Foz Côa)

Portugal no és dels països més nodrits en restes arqueològiques procedents d'antigues espècies d'homínids, per bé que la península ibèrica en general sí que presenta força material mercès al jaciment d'Atapuerca. Els vestigis humans més antics trobats a Portugal ens porten a 500 a 300 mil anys arrere, moment en què els Neandertals haurien habitat amb certesa el país. Existeixen igualment vestigis d'Homo sàpiens que ens porten a 24.500 anys arrere. El fòssil d'un infant trobat a Lagar Velho, a la vall del Lapedo (Leiria) ha portat a diversos debats i cerques sobre si considerar que les restes de neandertals i sàpiens a Portugal poden ser híbrids d'ambdues espècies. La troballa del Vale do Lapedo ha estat interpretada així fins que s'ha hagut de descartar possibles descendents de sàpiens amb neandertals. Si més no, les darreres cerques en la matèria no donen la hipòtesi com a vàlida per bé que el debat seguix viu. El Vale do Lapedo és la mostra de neandertals més coneguda arreu de Portugal, per bé que existeixen altres llegats com les pintures rupestres del Vale de Cóa al nord del país o a la gruta de l'Escoural al sud.
Avui dia es debat força sobre el significat de les pintures rupestres deixades pels Sàpiens. Degut al fet que aquestes primeres poblacions no sabien escriure o no deixaren rastre d'escriptura fa que siga d'allò més difícil saber què s'amaga darrera dels dibuixos de les grutes o coves. Existix prop de cinc hipòtesis sobre per què es posaren a pintar. La primera i més estesa proposa que les pintures rupestres són utilitzades en rituals de caça màgics. La segona pensa que l'home hauria començat a pintar perquè simplement expressà aquest desig. També existix la hipòtesi que l'art és el llegat de les preocupacions ja existents sobre una proto-religió. Altres propostes pensen que és un llegat que vol explicar-nos l'estructura de les societats d'antuvi o una eina amb què l'home hauria mirat de dominar el seu medi ambient.

### La revolució neolítica

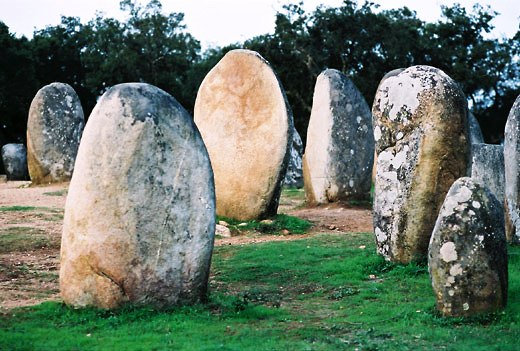
Cromlec d'Os Almendres.

Després que l'era glacial passés a descongelar-se i donar llum a plantes i vegetació, fa prop de 12 a 11 mil anys, les alteracions del clima permeteren començar una nova etapa mercès a la domesticació d'animals, de les plantes i l'aparició de la pesca. L'arqueòleg Vere Gordon Childe va ser el responsable de batejar aquest canvi amb el nom de Revolució neolítica. Segons l'autor, es tractà d'una revolució i certament això contribuí a sedentaritzar la població humana arreu del món.
Portugal conserva d'aquest període força estris de pedra així com cultura megalítica que es veu força reflectida a l'anta Grande do Zambujeiro, al cròmelch dos Almendres o a l'anta pintada d'Antelas. Les poblacions neolítiques a Portugal presenten moltes restes de ceràmica cardial, que s'estengué per tot el Mediterrani, arribant des d'Andalusia. Els historiadors i arqueòlegs portuguesos defensen una cultura megalítica força tardana, calculada entre el 4800 a.n.e. i el 3800 a.n.e. Tant a Andalusia com a Portugal, s'hi presencia un tipus nou de tomba, els sepulcres de fossa, que molts historiadors han volgut relacionar amb influències provinents del Llevant, per bé que les datacions mateixes no permeten arribar a aquestes conclusions.

### Colonitzacions gregues i fenícies de la península

#### La cultura ibèrica
Durant l'Edat del Ferro, la península ibèrica veu l'expansió de pobles indoeuropeus i llevantins per tot el territori. Del nord les migracions provenen del territori suís actual. Arriben celtes a partir de l'Ebre i la serralada central de la península. Pel mar Mediterrani arriben grecs, fenicis i cartaginesos. La barreja de cultures mediterrànies dona lloc a la formació del poble iber que tingué una presència notable als Països Catalans, el sud de Castella i de Portugal.
S'ha d'evitar considerar aquestes denominacions com a reflex d'una unitat ètnica o cultural que va estar molt lluny de produir-se.
El nord de la península estigué ocupada principalment pels celtes. La presència dels dos pobles donà amb el ròssec del temps un procés d'aculturació a totes bandes. Procés que els historiadors han volgut designat com a barreja celtibèrica. La presència ibera és molt més important que no pas la celta al conjunt de la península i per això en protohistòria portuguesa es dona una rellevància al poble iber.

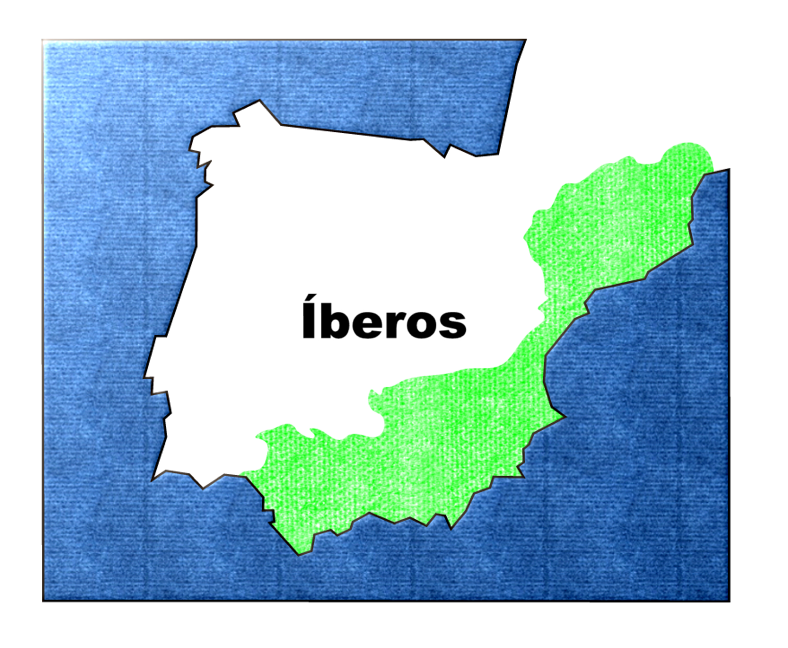
Expansió el poble iber.

Les recerques fetes al voltant del poble iber fan pensar que originàriament provenen del Caucas. La forma de teixir i acolorir la llana és la mateixa que a les regions caucàsiques. Les conclusions provenen d'evidències arqueològiques, genètiques i lingüístiques. Els ibers eren un poble sedentaritzat, hereu certament de la cultura comercial fenícia, grega i cartaginesa, força bons en el domini dels metalls i practicants ja d'una escriptura pròpia.
Es dividien en diverses tribus malgrat que conjuntament els grecs els designaren com a ibers. Posteriorment, les historiografies de la península han reprès aquesta designació, per bé que les cerques arqueològiques en l'àmbit fan pensar que celtes i ibers devien ser originàriament els mateixos, ja que semblen tenir la mateixa procedència.

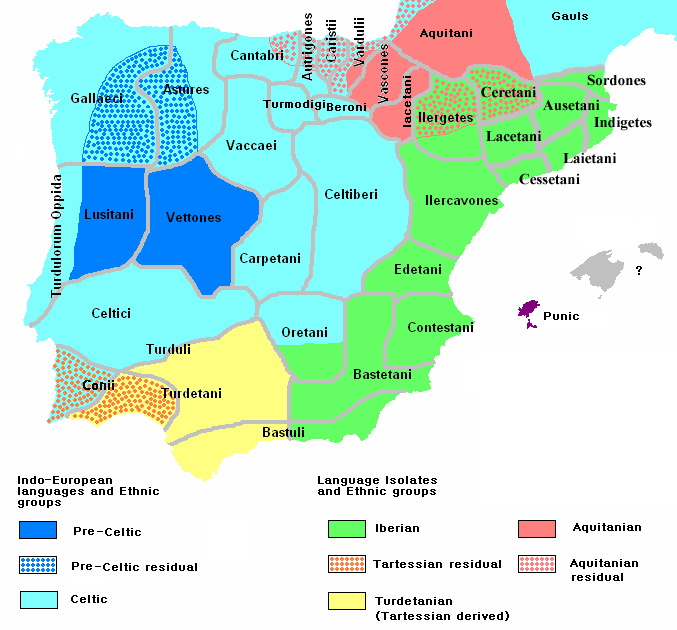
Etnografia ibèrica prerromana.

Bon escultors, han deixat mostres evidents del desenvolupament cultural de la seva civilització. Existeixen evidències que pintaven i esculpien amb influències provinent dels hitites amb un aspecte força jònic. De fet, l'art iber evoca ben sovint l'art xipriota i etrusc. La pintura ibèrica no reunix la perfecció i l'interès que oferix l'escultura però tampoc deixa de tenir la seua importància. Són un poble politeista amb una concepció religiosa de tipus cíclica. Es caracteritza per l'enterrament en urnes. Les restes trobades en alguns megalítics d'aquesta època fan pensar que s'utilitzaven com a santuaris. Dins hi ha una presència notable d'exvots. La construcció dels poblats es feia a base de fang i se situaven normalment en punts estratègics de pas.
La part atlàntica de la península Ibèrica va tenir menys contacte per això està menys documentada que la part mediterrània. A la zona de l'actual Portugal, les fonts romanes localitzen a pobles que denominen gallaecs (nord), lusitans (centre) i conis (sud).

#### La cultura celta
Per filiacions lingüístiques, es considera dins el camp científic que els celtes són indoeuropeus. Haurien aparegut a Europa fa prop de 3.200 anys arrere. La cultura celta més antiga localitzada és a Suïssa. A partir d'aquest indret, s'hauria expandit per tot Europa, principalment a Àustria, Alemanya, Bohèmia, Moràvia, Hongria i França, per bé que les actuals recerques en genètica semblen indicar que podrien procedir de Llevant.

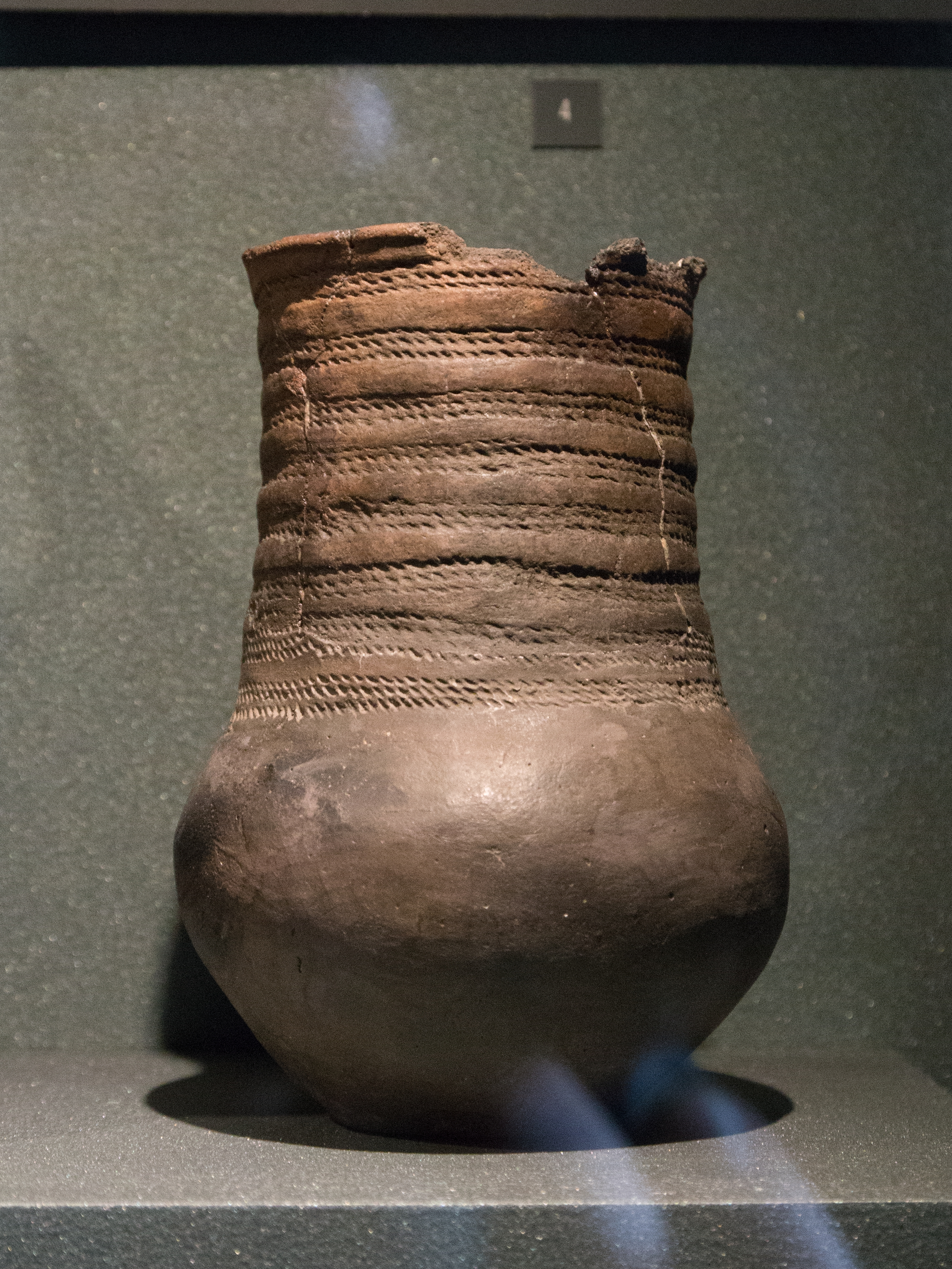
Mostra de ceràmica cordada, trobada a prop de Praga.

A Alemanya i Eslovàquia entraren en contacte amb altres pobles, com ara els germànics. Com succeí a la península ibèrica, en alguns indrets hi hagué una barreja que causà l'aculturació de totes dues ètnies. Són un poble de domini metal·lúrgic força avançat, amb cultura pròpia. L'ús de la ceràmica cordada els diferencia dels ibers que practicaven la cultura campaniforme.
Practicaven una religió politeista de caràcter cíclic; esculpien i tenien una organització sedentària força desenvolupada. Com els ibers, tenien escriptura per bé que no havien triat cap mitjà propi per expressar-se. Contràriament a allò que es podria pensar, tenien diverses llengües i dialectes, dels quals derivaren molts topònims actuals del món germànic. A cada lloc adoptaren l'alfabet de l'indret concernit per escriure en llengua pròpia.
Bona part de la història celta a Europa es referencia per les lluites que mantingueren amb el poder romà. Juli Cèsar, general romà i, posteriorment, governant, volgué envair-los per així controlar-ne els recursos naturals. Les fonts romanes els designa com a poble guerrer i ferotge. Es pensa que en realitat aquesta fou una estratègia per envair-los. Consistia en fer creure que les fronteres romanes es trobaren en perill per la presència d'un poble violent.
Els celtes tingueren una organització estructural fundada en assemblea. S'establiren igualment a Portugal, Castella i probablement al País Basc. Per bé que a aquest darrer lloc s'hi parlava una llengua no indoeuropea, de la qual derivà probablement el basc actual, l'origen del qual encara queda per determinar. Genèticament, si més no així ho confirmarien les recerques en aquest camp, el poble basc estaria aparentat als celtes i, de fet, per això s'ha volgut posteriorment designar el poble basc com una de les de les nacions celtes constituents.
Existeixen força topònims aparentats a la protollengua celta a Portugal. És el cas d'Abóbriga, Alanóbrica, Talavara, Uxonoba, Turgálio o Ossónoba. Els topònims marquen doncs l'evidència que Portugal fou ocupat igualment pels celtes. La majoria ja no són d'ús corrent, malgrat que les fonts escrites d'època i els assentaments testimonien que abans de la seva llatinització, els celtes s'hi havien assentats. És el cas de la capital portuguesa, Lisboa, que en l'època prerromana es deia Olisipo.

## Edat Antiga

### Dels contactes comercials a la colonització
Per entendre la invasió de Roma de la península ibèrica i, per tant, la romanització conseqüent dels territoris portuguesos, es fa necessari parlar del context d'època. La península ibèrica era aleshores una bona font d'or i metalls. Grecs, fenicis i etruscs iniciaren durant l'edat del ferro les seues colonitzacions particulars, pintades de religiositat, sobretot pel que fa als grecs, amb l'objectiu de proveir-se d'estany i altres matèries primeres.

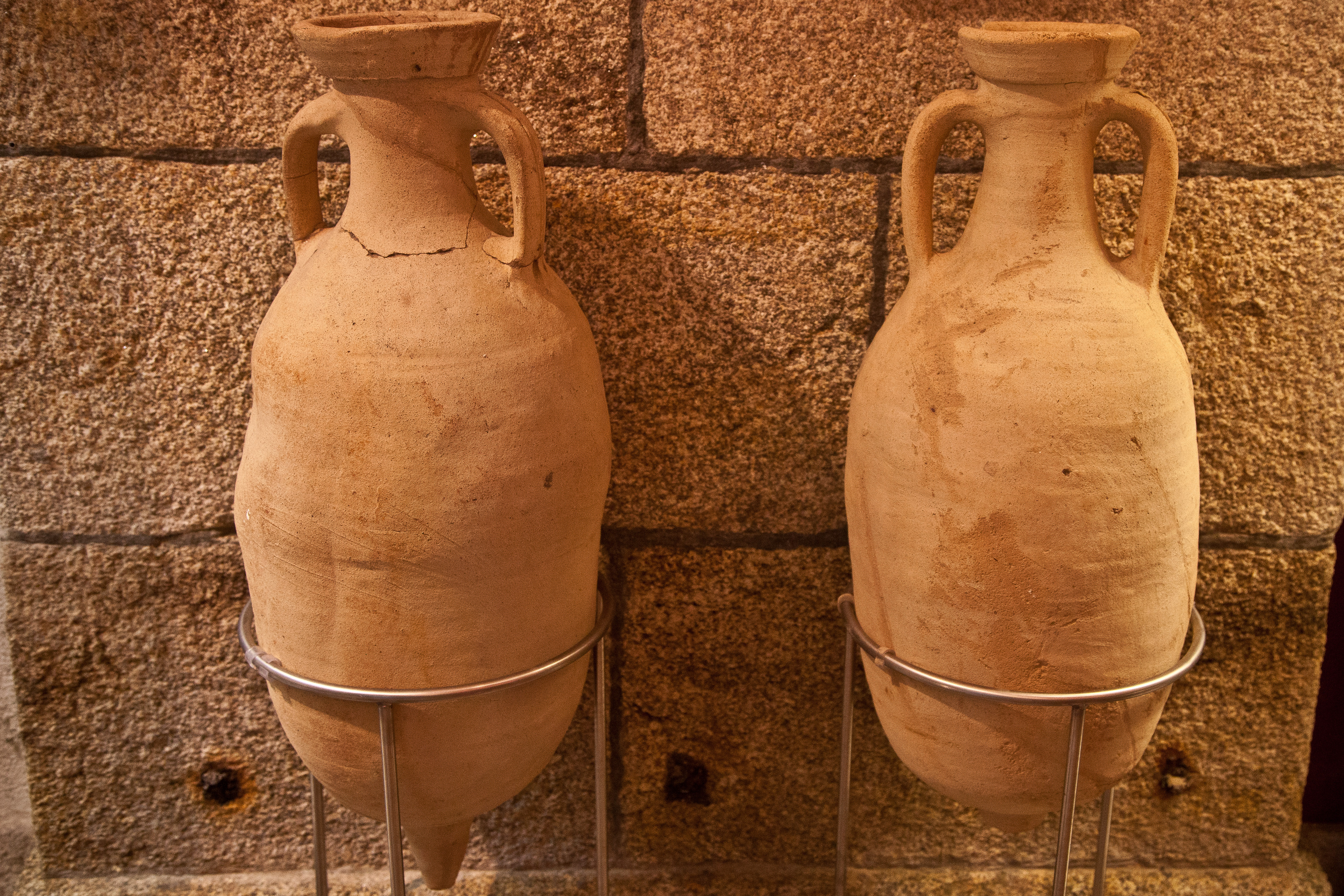
Àmfores romanes, per emmagatzemar oli i vi.

En introduir-se en territori ibèric, hi potenciaren els llaços amb els locals, els quals n'aprendrien molt. S'introduïx així doncs la moneda, la ceràmica al forn, la venda d'oli i vi, així com les formes artístiques. Les colònies eren factories de dimensions xiquetes, normalment ubicades al litoral.
A la península itàlica, mentre grecs, cartaginesos i fenicis engeguen la cursa colonial, un seguit de revoltes enderroquen la monarquia etrusca i s'hi funda un nou estat: Roma. Aquest inicia, com els seus homòlegs, guerres incessants per fer-se amb tota la península itàlica. Un cop aconseguia aquesta fita, l'estat romà, hereu de la tradició grega i fenícia, decideix al seu torn colonitzar tota la mediterrània amb una clara tendència ideològica.
Així doncs després de l'esplendor ibèric i celta a Portugal, així com a la resta de les nacions ibèriques, el territori es veu inquietat per les guerres púniques que donen la victòria a Roma i permeten que s'instal·le definitivament en territori ibèric. Les guerres es lliuraren inicialment contra Cartago, però, un cop enderrocat l'enemic, la cursa pels recursos virà Roma cap a una invasió del territori peninsular ibèric i, amb això, Portugal caigué i s'hagué de romanitzar.
La colonització romana de la península ibèrica, contràriament a la costa dàlmata o grega, fou molt més lenta i difícil. A la península, com en territori celta del nord europeu, les tribus celtes i ibèriques presentaren força resistència al poder romà, organitzant-se conjuntament per fer fora l'invasor.

### Invasió romana

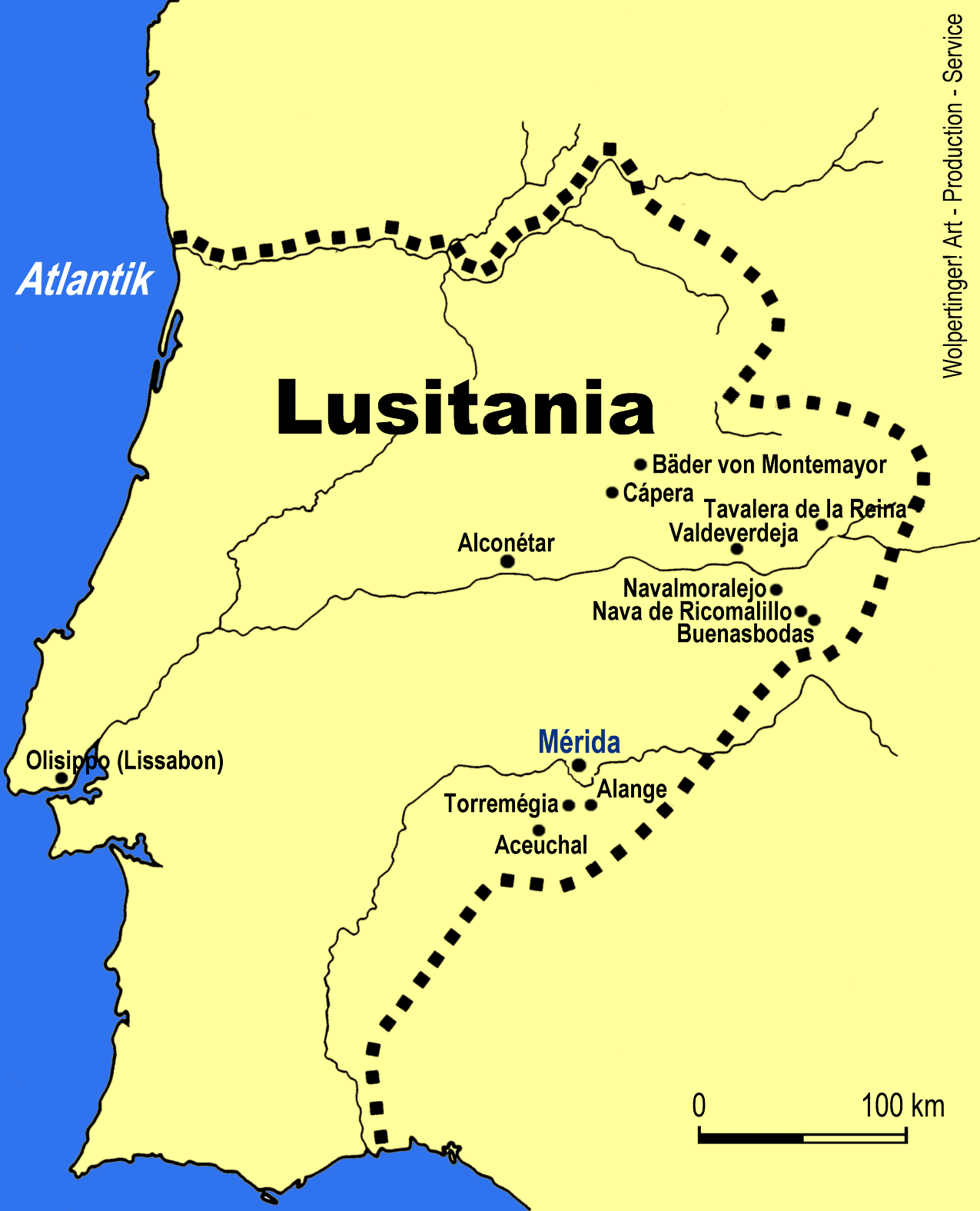
Mapa de la província romana de la Lusitània, al sud-oest de la península Ibèrica.

Els romans iniciaren la invasió de la península Ibèrica, que designaren ràpidament com a Hispània, vers el 218 a.n.e. durant la Segona Guerra Púnica contra Cartago. S'annexionaren al principi dues regions, transformades en províncies, la Hispànica Citerior (al nord-est) i la Hispània Ulterior (sud-oest). La mineria era el primer factor d'interès de la regió: un dels objectius estratègics de Roma era tallar la connexió entre Cartago i les mines hispàniques de coure, estany, or i plata.

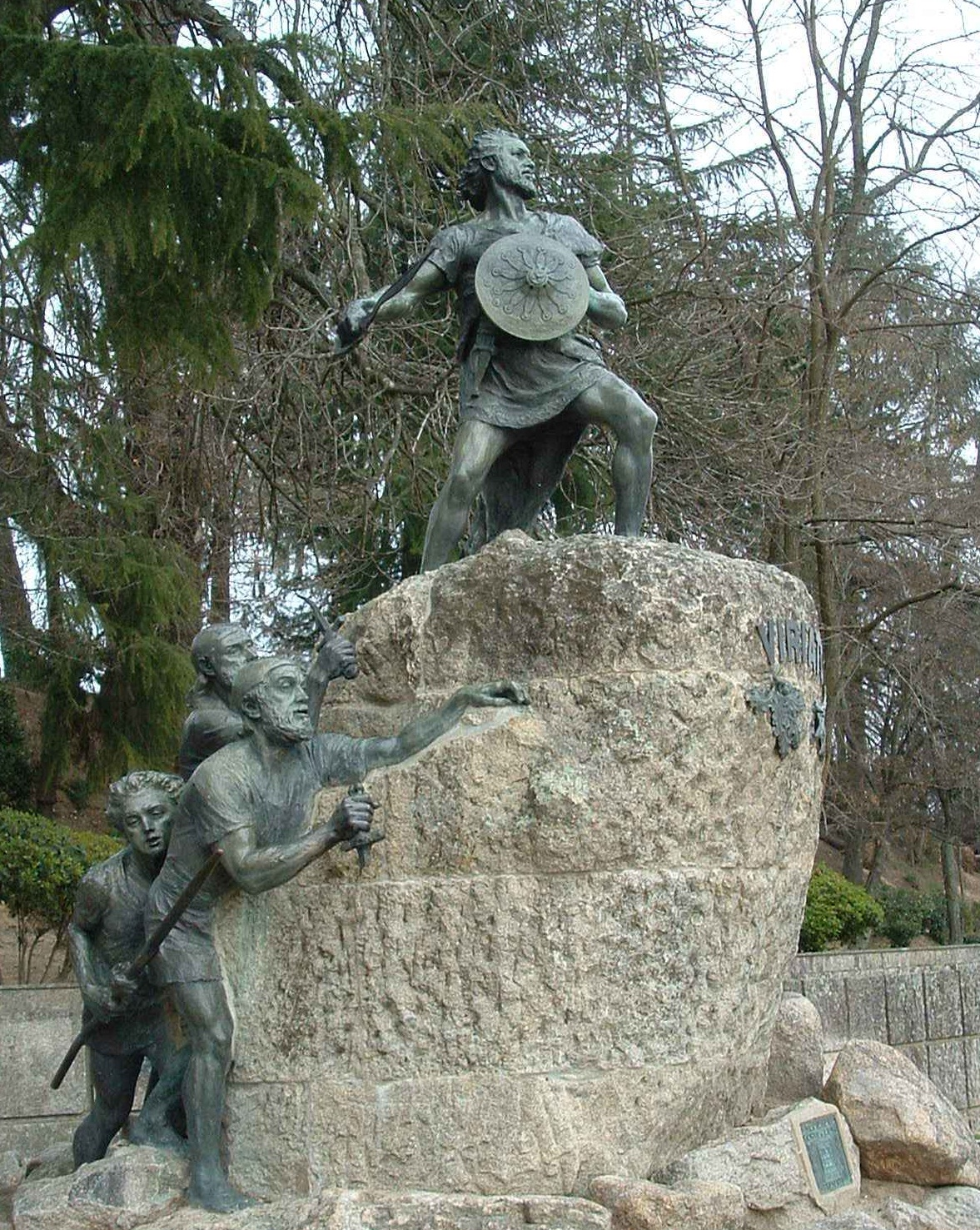
Estàtua en honor de Viriat, a la Cava do Viriato, a la localitat de Viseu. Fou esculpida pel català Marià Benlliure i Gil.

Cap al final del segle I a.n.e., Roma s'annexiona la província de Lusitània, que correspon a gran part al Portugal actual, des del riu Duero fins a Mèrida. Els romans explotaren amb intensitat les mines de Vipasca i São Domingos a la Faixa Piritosa Ibèrica que s'estenia fins a Sevilla.
Mentre el sud de Portugal fou ocupat amb relativa facilitat, l'annexió del nord donà més problemes, en part degut a la resistència dels pobles nadius. Els celtes s'organitzaren conjuntament per fer fora l'invasor. Un escenari que es repetix, si fa no fa, a totes les terres celtes que Roma mirà d'annexionar-se. A les cròniques romanes s'hi poden llegir líders en cap de les tribus celtes, més o menys bel·licosos, sempre alçats contra Roma. A Portugal, el lusità Viriat, suposadament un pastor dels Montes Hermínios, a la Serralada da Estrela, aconseguí contenir l'expansió romana durant anys. El cap guerrer hauria lliurat una guerra incansable contra els invasors, derrotant successivament diversos generals romans, fins que finalment caigué sota les tropes romanes, arrel d'una traïció l'any 139 a.n.e.
Viriat fou assassinat en mans d'alguns traïdors que havien estat enviats pel mateix Viriat per negociar un tractat de pau amb Roma. Els responsables de l'assassinat havien estat subornats pels romans, encara que els traïdors no reberen cap recompensa. En efecte, Roma els assassinà al seu torn perquè, segons que expliquen els relats romans, "Roma no paga als traïdors". L'assassinat es dué a terme mentre Viriat era entre el seu poble a la localitat de Viseu el 139 a.n.e.. La seua mort provocà una revolta, tot reprenent els escrits romans d'època. A partir del 138 a.n.e. els romans començaren a fortificar la zona en la qual es troba actualment la ciutat de Lisboa. Juli Cèsar arribà a Lisboa el 60 a.n.e. per aplacar el darrer focus de resistència lusitana.
Segons que deixà escrit Apià, els celtibers eren pagans i practicaven el sacrifici humà. Apià explica que ho descobrí durant les exèquies de Viriat. Mort, l'annexió de Portugal continuà amb molta més facilitat que d'antuvi. Tot amb tot, Roma trigà gairebé dos segles a fer-se amb tota la península ibèrica i mantingué el seu domini sobre el territori durant gairebé quatre segles.

### Romanització de Portugal

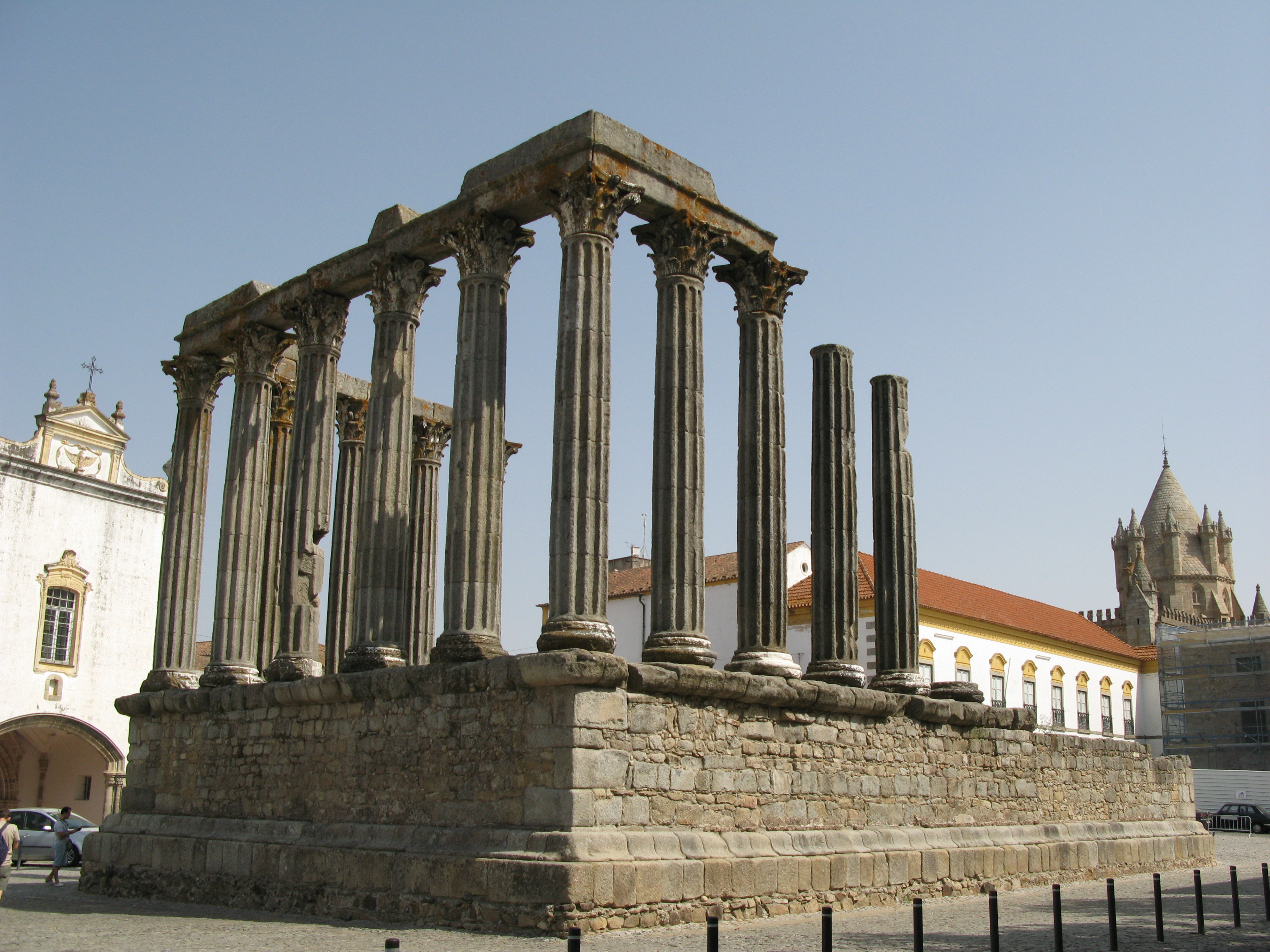
Temple romà d'Èvora, s. I

Amb l'establiment definitiu de Roma sobre Lusitània, el territori actual portuguès és objecte d'un procés d'aculturació que Theodor Mommsen teoritzà sota el concepte de "romanització" al segle xix. El territori lusità era altament poblat en el moment de l'establiment, si hem de refiar-nos dels geògrafs Estribà, Pomponi, Plini o Ptolemeu. El 27 a.n.e., coincidint amb l'arribada al poder de Cèsar August, tingué lloc una reforma administrativa en la qual es dividí la península Ibèrica en tres províncies: Bètica, Hispània Citerior o Tarraconensis i Lusitània.
Lusitània té la capital a Emèrita Augusta, on hi ha actualment Mèrida. Va ser subdividida, al seu torn, en tres convents jurídics, unitats territorials que foren presidides per ciutats capitals amb seu tributària i assemblees conjuntes de romans i nadius. S'hi troben:
- El Convent Emertiens, capital Emerita Augusta (Mèrida)
- El Convent Escalabità, capital Escálabis Júlia (Santarem)
- El Convent Pacense, capital Pax Júlia (Beja)

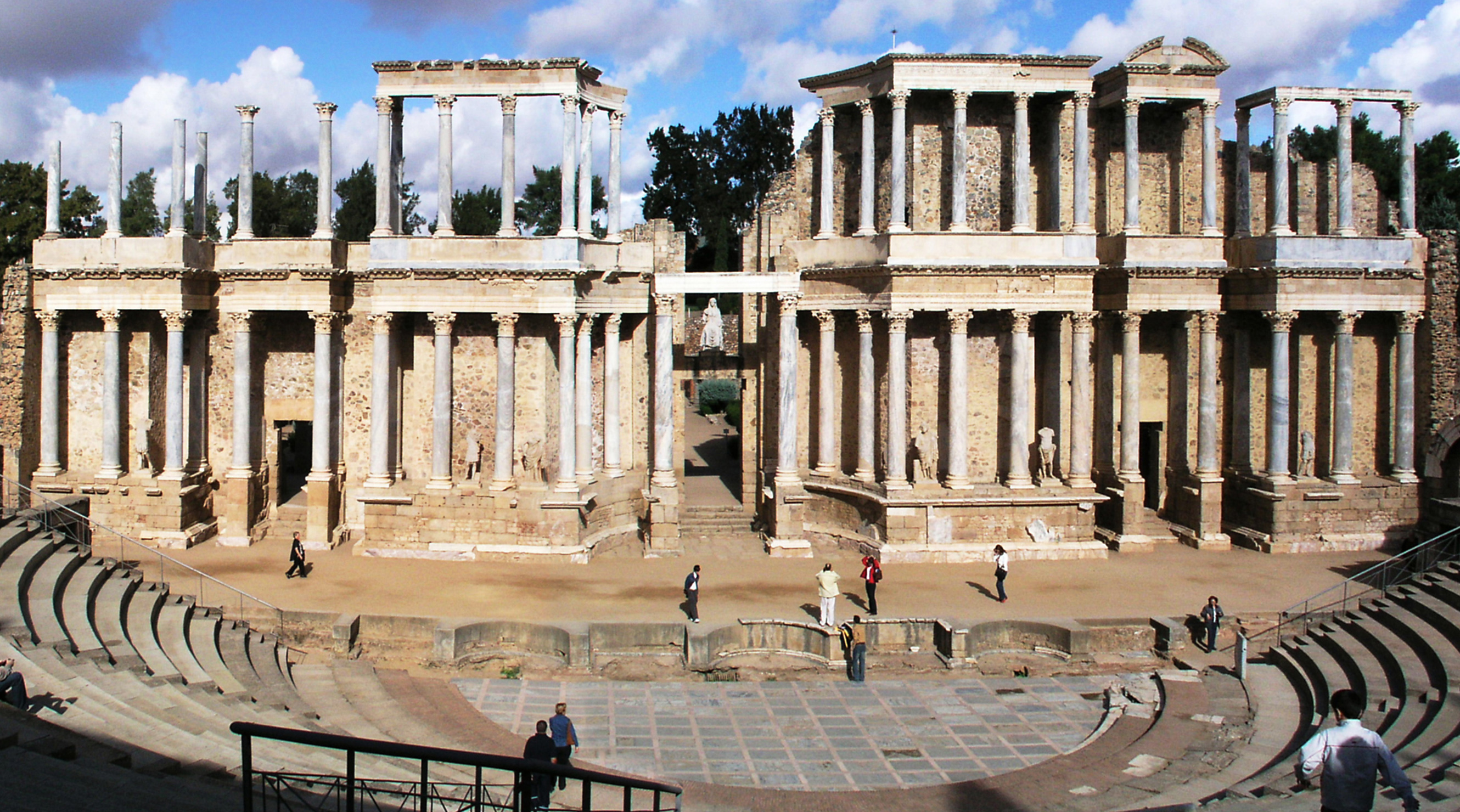
Teatre romà de Mèrida.

En aquestes ciutats capitals s'hi procedí a la urbanització del territori. Això significà la construcció de vies de connexió per tal de fer fruir el comerç i la construcció d'una xarxa d'habitatges copiada del model centralista romà. Alhora hi hagué una introducció forçada del model jurídic romà amb el model religiós romà, que, tot i així, acceptà les religions paganes amb asimetria, per tal d'assegurar-ne l'aculturació dels pobles ibèrics. Per això trobem principalment a aquestes capitals vestigis religiosos de l'època romana. És el cas del Temple Romà d'Èvora datat del segle i. A Mèrida s'hi troba un teatre romà construït sota el comandament del cònsol Marc Vipsani Agripa. Aquest teatre ens mostra clarament una herència grega dins la cultura i arquitectura romana. Una herència que trobem igualment a Portugal. Coïmbra, per exemple, fou capital romana i mostra una quantitat important de vestigis romans. S'hi han trobat paviments de mosaic, a més de restes de construcció, objectes, monedes, etc.

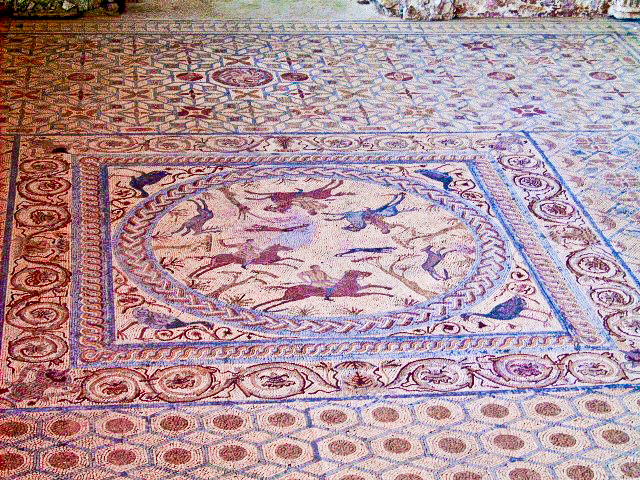
Paviment de mosaic a Conímbriga, hui Coïmbra, Portugal

A la província de Lusitània, una perifèria més inclosa dins d'Hispània, l'activitat econòmica principal fou la mineria, degut al fet que el país tenia recursos importants en aquest àmbit. Les mines eren explotades per esclaus i, per tant, no es descarta que els celtibèrics fossen utilitzats com a mà d'obra per fer florir el comerç i l'activitat econòmica de l'Imperi Romà. Tanmateix, s'ha de dir que l'activitat era anterior als romans i, de fet, l'establiment de Roma només canvià algunes dinàmiques comercials que probablement degueren reforçar-se. Hui tenim rastres a Portugal dels nuclis que podrien haver sorgit degut a aquesta activitat, tal com present a la torre romana de Centocela a Belmonte o a la Vil·la romana de São Cucufate. A banda, el poder romà explotà igualment la pesca i d'això en tenim mostres a Póvoa de Varzim i a Setúbal.
Durant aquest període, endemés, s'introduïx el llatí en detriment de la diversitat lingüística anterior. El llatí evoluciona amb els anys fins a incorporar puntuació i accents. Un cop que caigué Roma, el llatí que es parlava a Portugal evoluciona cap al portuguès actual, que tots els lingüistes pensen que degué de formar-se a Galícia. Allà el galaicoportuguès donà forma a un proto-portuguès que fou inicialment utilitzat dins la literatura castellana fins que Castella l'abandonà a favor del castellà. Les divisions territorials sorgides de la pugna a l'edat mitjana entre Castella i Portugal fa que sorgisca una realitat lingüística diferent entre Galícia i Portugal malgrat que tots dos territoris comparteixen unes llengües similars.
Durant l'antiguitat tardana, Dioclecià dividiria la Tarraconensis en tres províncies de les quals sorgí la Hispània Cartaginensis i Gal·lècia. La Gallæcia es componia pels territoris que es trobaven al nord del riu Duero. El terme Gallæcia es traduïx a les llengües neollatines per Galícia. En aquest territori les poblacions acceptaren molt malament la victòria romana atès que s'ha trobat casos de suïcidis. Tanmateix, com la resta de la península ibèrica, Roma acaba imposant-hi el seu model i romanitzant les poblacions. El territori gallec fou gestionat en forma de convents jurídics com el seu homòleg lusità i les ciutats es desenvoluparen seguint també el mateix esquema que els veïns del sud.

### La cristianització de Lusitània
La cristianització del territori portuguès i gallec es realitzà inicialment mercès a missioners. Alguns són mencionats en escrits romans tot i que posteriorment no s'haja pogut comprovar que fora exactament així. Moltes de les seues missions evangelitzadores estan cobertes de suposats miracles. És d'aquests que eixiren posteriorment rutes de pelegrinatge com la de Santiago de Compostel·la.
D'allò que queda clar és que al segle IIIè hi ha clarament una presència important de missioners i, per tant, el cristianisme ja s'ha fet sentir. En aquest segle les conversions degueren de fer-se amb certa facilitat atès que la documentació històrica parla dels "cristians de les Espanyes […] perseguits" sota Dècio l'any 250. Roma no acceptà el cristianisme atès que el seu concepte de pacifisme pertorbava el bon funcionament de l'armada imperial i de les seues polítiques expansionistes. El territori es trobava aleshores en plena estratègia de protecció contra els pobles germans que per un seguit de canvis climàtics portà a una migració d'alçada vers el mediterrani, la qual cosa donà un desplaçament poblacional de diverses cultures.
Roma volgué veure en els germans uns "invasors" ferotges i per això calia tenir una població que ajudara a lluitar-hi, contràriament a allò que promou el cristianisme. Així doncs la persecució contra els cristians que es dugué a terme a la península itàlica, també es reproduí a la ibèrica. Una llarga tradició de martiris es desenvolupa a Portugal i al si de l'Església catòlica que tot i els diversos episodis adversos, acaba estenent el cristianisme a tota la població portuguesa.
El conclau d'Elvira realitzat entre el 300 i el 303 demostra que el territori portuguès degué estar força influenciat pel cristianisme atès que els documents fan menció d'una jerarquia força ben implantada i un desenvolupament eclesiàstic força alt. Fet que explica amb més claredat les persecucions probablement més ferotges a la península. Tanmateix, el territori portuguès també veié l'aparició de cismes cristians considerats com a heretgies per part de l'Església catòlica. Braga, ciutat portuguesa, fou de fet lloc d'acollir de concilis en què s'hi tractà les qüestions relacionades amb els nous cismes.

## Edat mitjana

### La pugna entre Sueus i Visigots

Expansió dels visigots a la península Ibèrica.

El 409 els anomenats aleshores pobles bàrbars (forasters) calen a la península Ibèrica. Des del Neolític que un conjunt de pobles instal·lats a les estepes russes hi viuen amb un sistema conscientment nòmada. Les seues pràctiques funeràries inspiren profundament l'arquitectura de les dinasties xinesa, japonesa o coreana medievals. Són pobles amb un ús avançat de la metal·lúrgia i de la guerra. Per causa d'alteracions climàtiques, aquests pobles es veuen en l'obligació d'assentar-se més avall, la qual cosa crear pressió demogràfica en territori ocupat per tribus germàniques. Els pobles germans es veuen doncs empesos a penetrar territori romà, així com pobles provinents de Pèrsia. Això debilità notablement l'Imperi romà fins que caigué a mans estrangeres. A Portugal un contracte federatiu signat per l'emperador Honori fa saber que Sueus i Vàndals es destinaren a Galícia mentre que Alans, d'origen persa, contràriament als anteriors, s'instal·len a Lusitània. Els pobles vàndals acaben migrant cap a Algèria i el Marroc mentre que els sueus lluiten per mantenir-se dempeus davant l'entrada dels Visigots a la Península ibèrica. Aquests s'instal·len durablement a Lusitània, tot expulsant vàndals i alans.
Al nord-oest europeu, els francs es desfan dels visigots a cop d'espasa i ritme teocràtic. Cal combatre els arrians per fer-se amb el suport de l'Església catòlica. És així perquè les idees imperials franques voldrien reconstruir l'Imperi romà. Expulsats del nord de França, els visigots marxen cap al sud i, des d'aquest, envaïxen la península ibèrica amb els mateixos arguments que els seus enemics: desfer-se dels heretges. En efecte, els sueus són arrians i alguns practiquen el priscil·lianisme. Una pugna entre Sueus i Visigots té lloc durant prop d'un segle.
El regne sueu fou impulsor de reformes dins el cristianisme. Convocà el primer concili de Braga, el qual constribuïx a debatre sobre l'acceptabilitat de diversos cismes cristians. Gairebé com allò que s'acabarà produint en territori franc a mans de Gregori de Tours, Idaci de Chaves sembla estar arrere de la primera crònica dels reis sueus. Escrita el 470, la seua crònica s'autodefinix com a universal però en realitat mostra clarament que és més aviat regional, així com l'obre de Gregori de Tours parla exclusivament del regne franc. La crònica de la història dels francs de Gregori de Tours era un intent de legitimar la implantació del regne franc. El cristianisme, adoptat pels francs, fou acusat efectivament d'haver fet caure Roma i, per això, amb retòrica a la mà, els regnes francs miraren de justificar-se. Podríem veure quelcom de similar a mans d'Idaci de Chaves.
Amb les invasions desapareixen les institucions romanes però es manté l'organització eclesiàstica. Els sueus instal·len la seua capital a Braga i es converixen al catolicisme. Expandixen el seu territori fins a Coïmbra. Sobre la base de l'organització eclesiàstica romana, sueus i visigots gestionen el seu territori a partir del segle Vè. Sant Martí de Braga és el responsable d'haver convertit tots dos regnes de forma que el govern es basà en parròquies, documentades a Porichiale Suevorum (aprox. 569). El regne sueu es presenta així doncs com el primer regne cristià d'Europa, així com el primer a encunyar moneda pròpia.
Amb la destitució del rei sueu Eboric (583-584), comença la decadència del regne sueu. Els problemes entre sueus i visigots són cada vegada més visibles. El Regne Visigot de Toledo fou implantat des d'un vell principi amb intencions ideològiques. Des que ixen del sud de França, els visigots tenen la intenció declarada de desfer-se dels sueus. Organitzen un estat amb certa centralització, es cristianitzen per tenir el suport de Roma i fan dels reis personalitats amb mandats divins. Treuen de la Bíblia antics rituals hebreus per coronar els monarques, iniciativa que després és represa pels monarques francs. Els visigots volgueren recrear la Hispànica romana i per això tingueren com a objectiu d'annexar-se territori sueu i unificar tota la península ibèrica.
Texts d'època parlen d'una suposada conxorxa a partir de la qual s'aconseguix destituir Eboric i aparcar el successor. El 585 el rei got Leovigild pren Braga i annexa al Regne Sueu. Quatre anys abans, envia tropes per callar la resistència basca. El rei Loevigild pretextà llavors una ajuda incondicional al seu germà per part sueva per mirar de fer-se amb Galícia i, tot seguit, la part portuguesa sueva. Els germans visigots no s'entenien i per això el rei sueu Miro decidí ajudar el germà discordant. L'objectiu era evitar la invasió. Fet no gaire aconseguit perquè amb l'entrada de les tropes visigòtiques, el rei sueu acaba per esdevenir vassall i, per tant, s'apaga el regne dels sueus.

#### Les marques de dominació visigòtica

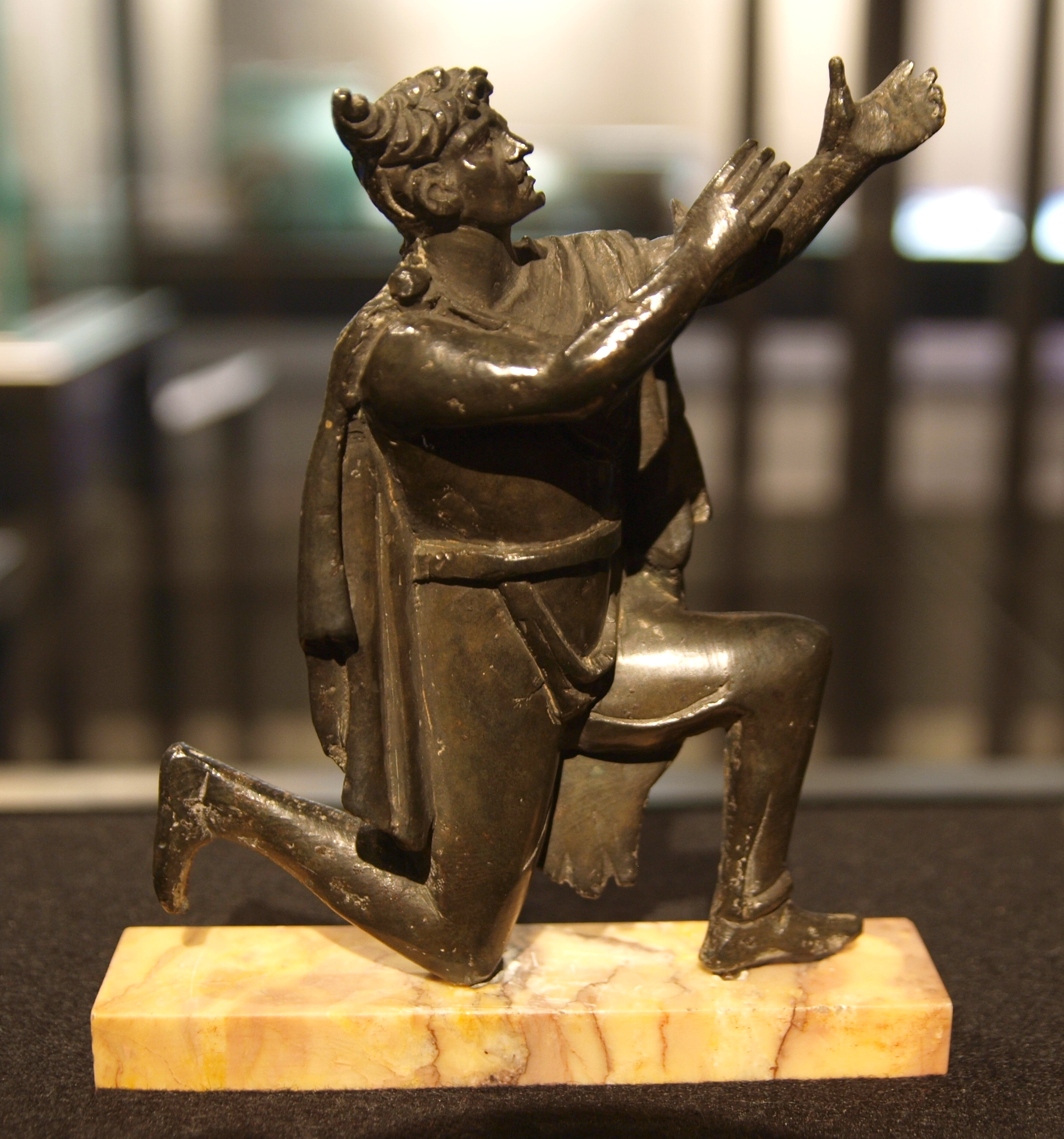
Figura de bronze romana que representa un home germànic abillat amb vestimenta sueva, s. I-II

L'un dels grans interessos dels visigots pel regne sueu era l'or. Els sueus encunyaven la seua pròpia moneda amb or i a la resta de la península ibèrica de vegades hi havia escassesa d'or. La primera conseqüència fou doncs la possessió de l'or sueu. La situació social i econòmica, durant la dominació, no varià gaire de l'època sueva. El progrés de la ruralització s'anà estenent en detriment de moltes ciutats romanes. De fet, no es fundà cap nova ciutat o poble. Dignataris visigots foren traslladats per controlar antics nuclis urbans. Les antigues càrregues fiscals es mantingueren però ara les percebien els visigots.
L'antiga organització sueva que mantenia certes divisions per classes i grups ètnics fou abolida mentre s'implantà el codi visigot. El regne visigot se sustentava sobre la base de la fortuna i el poder militar exercit per clients del rei. Les relacions comercials i culturals inclouen transaccions amb Irlanda i França amb seguretat, probablement Andorra de forma hipotètica. Els monestirs comença a utilitzar-se com a font per propulsar l'economia i la cultura de les poblacions. Moltes seus episcopals esdevenen centres intel·lectuals, dotats de biblioteques i d'escoles.
El territori visigot fou lloc de refugi de molts intel·lectuals d'Àfrica del Nord, expulsats pels vàndals, els romans d'Orient i els musulmans. En època de Justinià el Gran, el regne visigot fou envaït al sud per les tropes romanes d'Orient, de les quals algunes arribaren a trepitjà l'Algarve portuguès. Amb la dominació visigòtica dels sueus, el regne s'especialitza en compilacions literàries, produint obres originals en el camp de la història, el dret o la teologia. Les escoles visigòtiques transmeteren la cultura clàssica i formaren part de la jerarquia catòlica.

### L'Àndalus: brillantor musulmana

#### Caiguda visigòtica
El 711 és una data força emprada en historiografia per anunciar el final del regne visigot. És en aquest any que les tropes musulmanes del califat de Damasc calen la península ibèrica i inicien una guerra que desfà el regne visigot de Toledo durablement. Molts visigots han de fugir cap al nord i des d'Astúries hi acaben formant un principat que tingué com a objectiu la formació d'una resistència que vingués anys més tard a "expulsar" els "bàrbars" de les "terres visigòtiques".
La caiguda del Regne Visigot és deguda a una gran agitació interna. Problemes polítics agreugen problemes socials. Les disputes internes pel poder aboquen a un malestar creixent a la societat. Augmenta el bandolerisme davant un estat quan més va més opressiu. Problemes econòmics que assoten l'estat que ha d'augmentar els tributs i la pressió fiscal. Persecució de jueus i de cismes cristians considerats per l'Església catòlica com a heretgies o paganisme. Corrupció ambient entre Església i estat. Són només alguns dels punts que més destaquen. A cada nou concili a Toledo, les crítiques i queixes augmenten notablement.

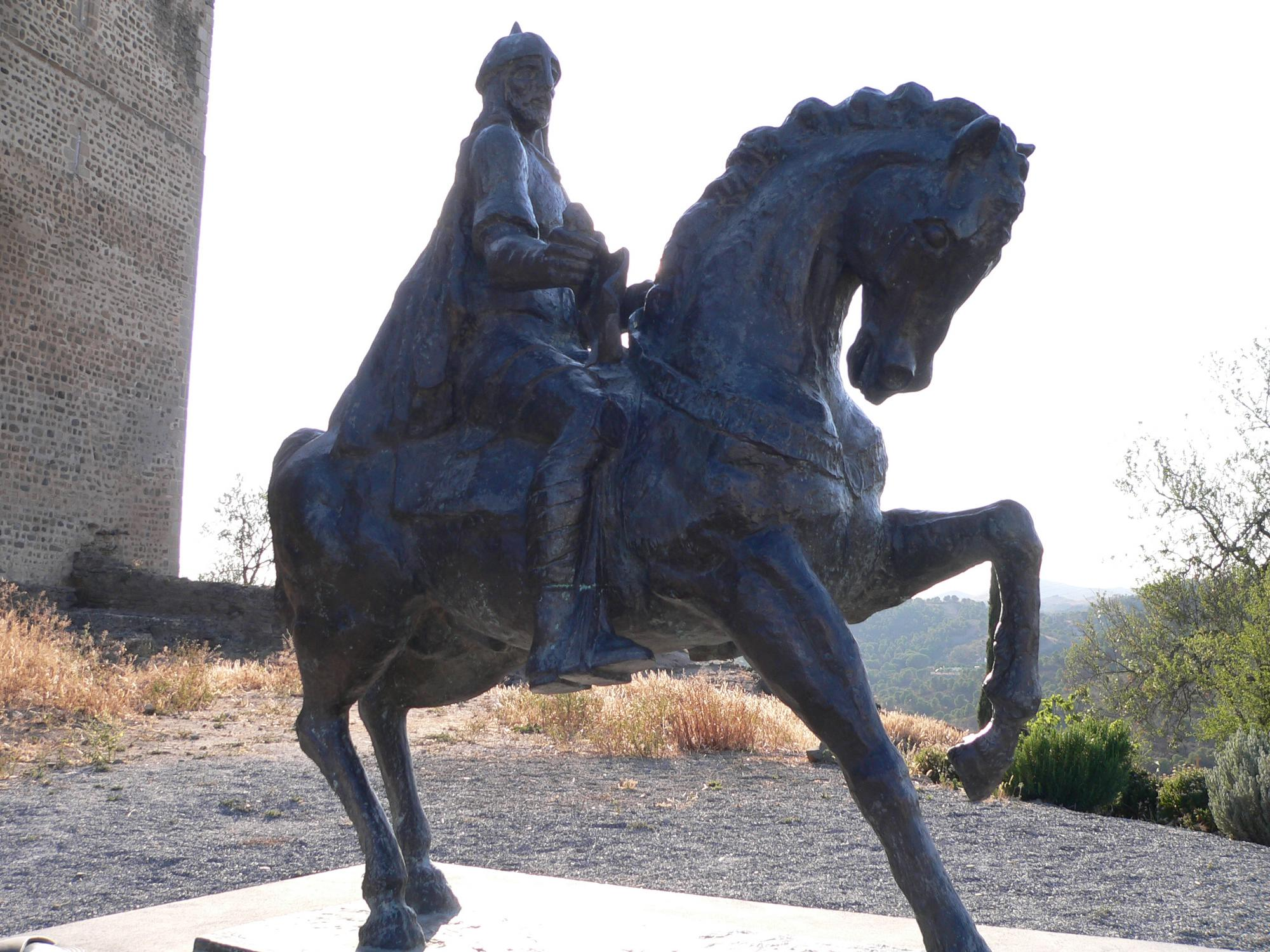
Estàtua d'Ibn Qasi, senyor de Mértola (1144-1147).

Conscients d'aquesta situació, els exèrcits musulmans atiaren l'agitació social per tal d'enderrocar el regne Visigot i fer-se d'aquesta manera amb el territori ibèric. La dissidència sorgida a la mort del profeta Mahoma, fa que els omeies construïsquen el seu propi regne, l'Àndalus, el qual s'establix durablement durant gairebé quatre segles. Portugal s'acultura llavors al nou ocupant. El 712 cau Toledo, la capital visigòtica. El 716 l'armada de Damasc controla tota la península, encara que el control al nord esdevé més nominal que militar. Els esforços són dirigits llavors cap al Pirineu per prendre el regne Carolingi. Travats a Poitiers, l'Àndalus no aconseguí avançar més enllà dels Pirineus.

#### Esplendor musulmà
La dominació musulmana fe de la península ibèrica el centre cultural i científic d'Europa. Des de l'Àndalus es traduïen els clàssics grecs i romans, es filosofava sobre els texts clàssics i la religió, es produïen obres mestre i, a més a més, s'avançava en l'àmbit de la ciència i l'economia. En una Europa en què retrocedien les ciutats i el món intel·lectual, privat dels clàssics, el califat de Còrdova aportà un aire fresc a tot el continent.
Un dels llegats visibles actualment d'aquesta dominació es troba en la llengua portuguesa. Part dels mots que utilitza actualment el portuguès procedeixen de l'àrab, el qual era utilitzat per a la lectura de la Bíblia. Alhora hi ha un floriment cultural. Es construeixen mesquites amb una arquitectura molt esquisida, tal com s'apreciaria a l'Alhambra. Es rivalitza llavors contra Bagdad o Constantinoble. Prop de 70 biblioteques nodriren de cultura la ciutat de Còrdova que fou el centre neuràlgic de l'imperi àrab.
Portugal es confinà a la perifèria però així i tot, la convivència entre cristians, jueus i musulmans fou oberta i tolerant. Malgrat l'asimetria imposada, les tres confessions visqueren sense incidències i, de fet, hi hagué fins i tot lloc per a una certa aculturació que avui designem amb el nom de mossàrab. Els moriscs són la prova que l'estat andalusí era de caràcter obert i progressista. Hi hagué desenvolupament comercial amb Orient i Occident. La indústria es nodrí de novetats tecnològiques com la nora o molins. Els majors avenços es donaren en el camp de l'agricultura. S'introduí l'arròs, la canya de sucre, la llimona o les carxofes. L'economia creix i la urbanització també.
Avui moltes vestigis donen fe dels avenços i de l'estil de vida islàmic com ara els patis, les terrasses, el costum de la pintura blanca per a edificis, les xemeneies algarveses, el traçament tortuós de molts carrers, muralles, castells, etc. Dins la ciència es pot parlar de la introducció de l'alquímia, d'un progrés en l'astronomia, la introducció dels números àrabs, un gran avenç a les matemàtiques, el primer mètode científic, etc.
Els segles viii i el ix significarien un creixent poder musulmà, a pesar dels nuclis cristians del nord de la península. En el segle x, Abd-ar-Rahman III converteix l'Àndalus en un califat independent. Tot això no és exempt de política imperial. Durant l'establiment del califat de l'Àndalus, hi hagué política bel·licista contra el Magrib i de poder tou contra Bagdad i Constantinoble.

### L'any mil: a ritme de croades

#### Els regnes cristians del nord

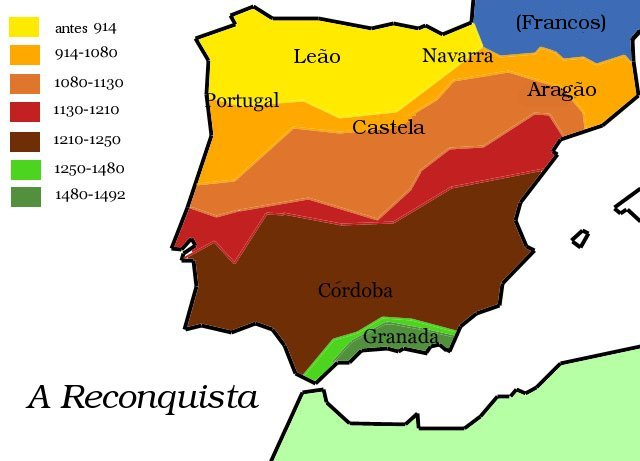
Evolució de les fronteres dels territoris de la península Ibèrica entre 914 i 1250

La invasió musulmana no aconseguí fer-se amb el nord de la península ibèrica, si més no el territori que va des de Galícia fins a Cantàbria. Fins i tot el territori basc fou difícil de sotmetre. Al País Basc actual hi hagué una revolta important contra el poder musulmà arrel de la seua derrota a Poitiers. Es podria dir doncs que al nord de la Península ibèrica s'hi construí un nucli de resistència visigòtica que fou decisiu per al desenvolupament posterior. En efecte, a partir d'Astúries, un cap militar visigot anomenat Pelai, fugit de Guadalupe, crea un primer regne cristià, el qual és tot seguit expandit.
Alhora molts visigots fugits es traslladen a la serralada dels Pirineus mentre Carlemany inicia una croada contra el califat musulmà de la península ibèrica. L'objectiu era fer-se amb aquest territori i expulsar aquells que el regne franc considerava com a heretges. Però, tanmateix, els bascs expulsaren les tropes carolíngies. Per una cosa o una altra, també nasqué un nucli de resistència entre el País Basc, Andorra i Catalunya. I, per tot això, tot el nord de la península ibèrica veu com es formen progressivament diversos regnes cristians. Lleó, Castella, Navarra i els Comtats Catalans expandixen terres avall el seu domini. Els Comtats Catalans es federen amb Aragó i d'aquesta manera neix un regne més, el d'Aragó, mentre Castella absorbix Lleó.
Actualment bona part del nacionalisme portuguès com gallec vol veure en Lleó l'etapa inicial del que futurament s'anomenarà Regne de Portugal. Castella lidera en aquesta etapa la seua particular Reconquesta del territori àrab. I, ja des de llavors, ambiciona tornar a recrear la Hispània unificada pels visigots. Quelcom que amb el ròssec del temps esdevé impossible per la resistència constant de les poblacions i dels regnes existents a la península ibèrica. Els pobles basc, català, andorrà o portuguès, així com gallec, sempre han presentat resistència a tal ambició, fins al punt que Portugal només és sotmès al regne hispànic durant prop de 60 anys que, comparats al temps d'independència, són gairebé anecdòtics.
La Reconquesta es dué a terme mercès a una política de repoblament a banda i banda. Política caracteritzada per les anomenades cartes pobles que foren molt emprades als Països Catalans actuals així com a Portugal. A la vegada, una fracturació progressiva del llatí porta a la formació de noves llengües com ara el portuguès, el català o el castellà. La cort reial castellana utilitzà inicialment el portuguès com a llengua literària. Part de l'etapa inicial de la història de la literatura hispànica té el portuguès com a llengua d'escriptura i expressió. Fou així fins que Castella es desdir del portuguès en favor del castellà el qual avança llavors per tota la península ibèrica de forma àgil i dinàmica. Durant el període de la reconquesta, tant el portuguès com el català brillen a la península. El català donarà fins i tot els primers llibres en prosa sobre història mentre que el portuguès donà els primers llibres en poesia.

#### La Reconquesta

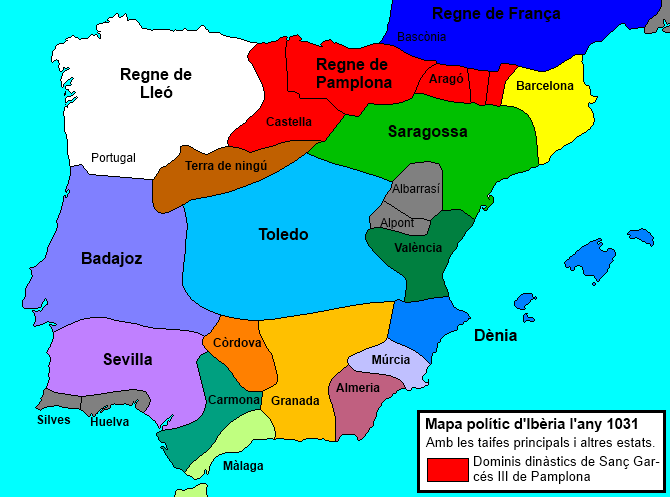
Taifes a l'any 1031.

La Reconquesta fou molt més lenta i gradual que la Invasió musulmana d'Hispània. Les desfetes inicials dels regnes cristians tenen al cabdill Almansor com a protagonista. L'Àndalus sabé reorganitzar-se per fer front als regnes cristians i malgrat això començà a fracturar-se arrel de la mort del cabdill. A partir de 1031 l'Àndalus pateix guerres civils que fan sorgir unitats independents anomenades taifes. És arrel d'això que els regnes cristians avancen lentament.
Al mateix temps els regnes cristians, principalment Castella i Lleó, demanen l'ajuda a regnes centreeuropeus davant la desfeta de 1086. Una vertadera croada és organitzada al centre d'Europa per venir a socorre els regnes cristians peninsulars. Les croades feren venir un nombre important de cavallers francs i borgonyons a la península. Tenien caire religiós o, si més no, l'Església catòlica fou utilitzada per justificar una suposada guerra justa contra el domini musulmà.
Indulgències, privilegis i altres recompenses eren les promeses que feren desplaçar personatges com ara Enric de Borgonya. L'exèrcit musulmà usà de l'ajuda de la dinastia dels almoràvits per fer front a la invasió cristiana. El territori islàmic, però, continuà reculant fins a ser finalment derrotat pels exèrcits dels Reis Catòlics a la Guerra de Granada. Aquesta és considerada per una part de la historiografia hispànica com el punt final de l'edat mitjana. Una lectura força etnocentrista que és contestada. Per això de forma majoritària es pren la desfeta de Constantinoble o l'arribada de Colom a Amèrica com a etapa final de l'edat mitjana.

### Formació i consolidació de Portugal

#### El nucli secessionista borgonyó

Bandera del Comtat de Portucale

Portugal com a Estat a part neix en realitat d'una disputa comtal. La croada que es convocà a Europa portà nobles, cavallers i altres personatges de Borgonya. D'ençà la mort de Carlemany que el territori franc viu una fragmentació constant. Lotaríngia és cedida a Lotari I, descendent carolingi, el qual torna a veure fragmentat el seu territori. Mentre Luxemburg passa a territori francès a mans del seu germà Carles el Calb, Suïssa passa en l'òrbita d'un nou regne, el de la Baixa Borgonya. L'afebliment del poder carolingi, l'arribada dels vikings al nord-oest i la dels hongaresos a l'est propicien les condicions idònies perquè els comtes locals es vagin afirmant cap al segle x. Per això mateix hi hagué lloc per la formació d'una nova corona amb la seua pròpia dinastia, la de Borgonya.
El regne de Borgonya ambiciona estendre territori i per això trava batalles contra hongaresos del costat est. Però des del costat nord, mira de construir un regne unificat que reunisca les Bèlgica, Luxemburg i Holanda actuals. Són els Països Baixos borgonyons. Aquest per menut ens servix per comprendre els esdeveniments de la península ibèrica. El rei de Castella i Lleó, Alfons VI, rebé dues ajudes primordials per fer recular el poder musulmà: Enric i el seu germà Ramon de Borgonya. La guerra sanguinària que portaren a terme contra el poder musulmà permeté fer avançar notablement el territori castellà i per aquest mateix motiu Alfons VI els premià.
- Enric de Borgonya rebé la mà de Teresa, pretesa filla il·legítima del rei, encara menor d'edat. Alhora se li donà l'any 1096 el govern de les terres que anaven del riu Mondego fins al riu Minyo, és a dir, el comtat de Portugal[115]
- Ramon de Borgonya rebé la mà d'Urraca, filla legítima del rei, a més de Galícia l'any 1093[115]

Procedents de casa reial ambiciosa, ràpidament els germans miraren de deslliigar-se de Castella i crear el seu propi regne. Vassalls inicials, tornen a fer ús de la religió per legitimar-se. L'objectiu inicial fou sempre el de tenir el vist-i-plau papal i, d'aquesta forma, fer reconèixer la independència del comtat de Portugal. Ençà que la Reconquesta tingué doble cara. No només calia expulsar els heretges que havien "envaït" territori visigot, sinó que ara calia expulsar-los per mostrar a Roma que des del comtat de Portugal es donava suport a l'Església catòlica.
A la mort d'Enric de Borgonya, el successor és menor i la regència l'assumeix Teresa de Galícia. Una família noble gallega, els Trava, resolen llavors instal·lar-se al comtat i mirar d'influenciar la regència. Relacions més que amistoses neixen entre Ferran Peres de Trava i Teresa, la qual cosa porta a un recel per part de l'entorn de Teresa que hi veu la pèrdua de l'autonomia i una ingerència creixent per part d'Alfons VI de Castella. L'oposició entre els qui volen la secessió i els qui voldrien continuar dins el regne de Castella i Lleó porten a la batalla de Sant Mamede en què el jove successor, l'any 1128, s'afronta contra l'exèrcit de la seua mare, Teresa, antigament regenda. Vençuda, Teresa s'allunya i el comtat de Portugal és llavors assumit per Alfons Enric I.
La historiografia portuguesa considera que d'ençà aquesta data es pot parlar ja de la formació de Portugal com a regne a part. Però això no és realment així. Portugal era un comtat i continuà sent vassall directe del rei Alfons fins al 1179. Però els historiadors portuguesos consideren que d'ençà la Batalla de Sant Mamede, el comtat de Portugal exercí de facto com a regne. És així perquè Alfons Enric I inicià una guerra a dues bandes. Primer, de terres avall, amb l'objectiu de foragitar els musulmans i així aconseguir el suport eclesiàstic a la seua pretesa secessió i, per tant, en segon lloc, la guerra també es lliurà contra Castella que considerà en tot moment el comtat com a territori castellà.

#### Guerra per la Independència

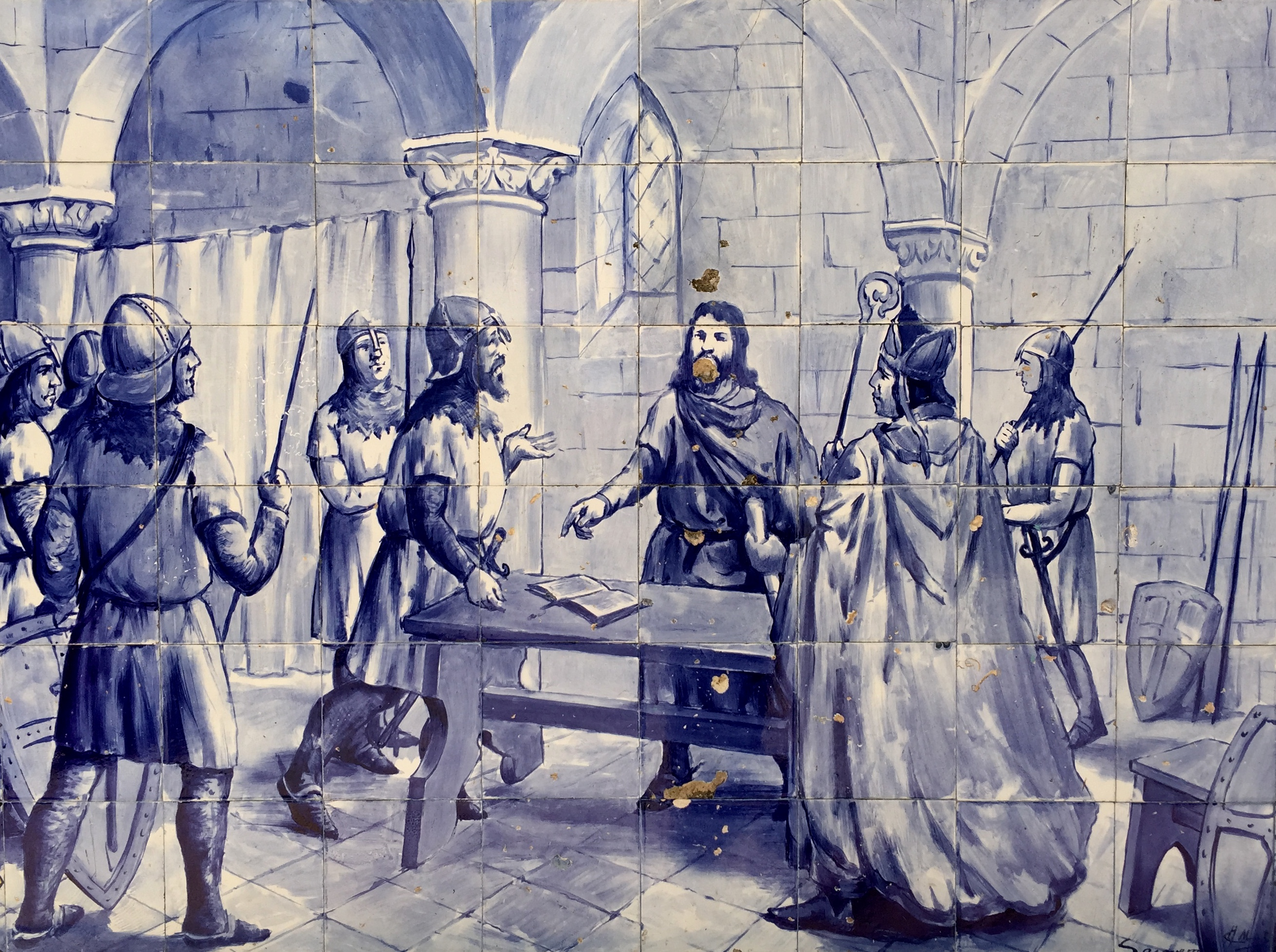
Retrat de la signatura del Tratat de Zamora sobre mosaic d'inicis de, a Portimão.

Els plans d'Alfons Enric I de Portugal anava orientada a tenir tota la costa atlàntica de la península. Durant els primers anys posteriors a la Batalla de Sant Mamede, mirà de fer-se amb Galícia, cosa que aconseguí amb força èxit. I, al mateix temps, comandà exèrcits al sud per fer-se amb territori musulmà. Hi havia doncs la intenció de veure unificats els territoris actuals de Galícia i Portugal. Actualment, una part del nacionalisme portuguès i gallec encara desitgen aquesta unificació, malgrat que mai s'ha portat realment a terme. En efecte, la resistència musulmana no fou gens fàcil i per aquest motiu, Alfons Enric I de Portugal hagué d'abandonar les seues pretensions sobre Galícia de manera que l'any 1137 cedeix el territori a Alfons VII de Castella i Lleó mitjançant el Tractat de Tui.
A partir d'aquest punt, Alfons Enric I concentra les seues forces a fer reconèixer la independència del comtat i estendre el seu domini fins al sud. El resultat que ix al final de l'edat mitjana és un regne peninsular que es vertebra a través de les costes de l'oceà pacífic. A Castella la situació no agradà mai i per això de manera intermitent, el rei castellà mirà de reconquerir el territori portuguès. L'exèrcit portuguès comandat per Alfons Enric sempre aconseguí defensar-ne el territori malgrat que no sempre rebé el suport esperat per part del papat. A Castella, des d'Alfons VI ençà, hi ha una intenció declarada de reconstruir la Hispània romana i visigòtica. Per això les vel·leïtats no s'abandonaren d'un dia per l'altre.
L'any 1143 Alfons Enric I de Portugal aconseguix que Alfons VII de Castella i Lleó el reconega com a rei a part a la Conferència de Zamora amb el vist-i-plau papal. El cardenal Guido de Vico s'hi desplaçà a propòsit per segellar una pau que malgrat les aparences no fou duradora. La proclama del rei castellà com a "Emperador hispànic" porta el rei Alfons Enric I a sotmetre's com a vassall i, per tant, a tornar a batallar per fer reconèixer el seu títol. La conferència fou de fet en tot moment una tapadora. El rei castellà s'havia ja proclamat emperador hispànic abans mateix que es reconeguera el títol de rex a Alfons Enric I.
La batalla diplomàtica a Roma tampoc fou gaire fructífera. D'ençà la batalla de Sant Mamede que transcorren prop de 100 anys sense que la jerarquia eclesiàstica vulga reconèixer Alfons Enric com a rei portuguès. I, per això, també es podria dir que el papat participà a la Conferència de Zamora amb les mateixes aparences que el monarca castellà. L'un dels elements que contribuïren definitivament al reconeixement papal fou el suport a l'Ordre Templari. A França el monarca resol perseguir l'ordre templer i desposseir-lo de tota la riquesa acumulada. Conscient de la juguesca política que hi havia darrere de l'assumpte i, alhora, conscient de la importància que tingueren els ordres religiosos i militars en la "reconquesta" de la Península Ibèrica, el comtat-regne de Portugal decidix transferir l'Ordre Templari a través d'un nou ordre religiós. La qüestió era salvaguardar els béns i evitar les conseqüències de la persecució.
Fet i fet, el monarca portuguès aconseguix finalment el suport papal i l'any 1179 rep la Bula Manifestis Probatum en què Roma comunica finalment que reconeix que el comtat de Portugal és un regne a part i diferent del regne de Castella. Alfons Enric I pot doncs considerar-se des de llavors com el primer rei de Portugal. Així i tot, Castella continua fins als nostres dies posant en entredit la independència de Portugal, tal com demostra l'actitud dels monarques hispànics a cada crisi successòria portuguesa.

### La vida al Portugal medieval

#### Feudalisme i consolidació territorial
El tarannà de la població portuguesa durant l'edat mitjana està marcada per la religió. Època de fanatisme per excel·lència, els monestirs marquen el tarannà de la població. Són font de legitimitat de poder així com de repoblament. El monarca portuguès implanta a cada nova reconquesta diverses esglésies i monestirs per crear vida. Les cartes pobles acompanyen aquesta dinàmica. Cada nou monestirs es nodrix d'una vertadera política territorial. La vida és majoritàriament agrícola i rural. Les ciutats no són realment visibles i, en aquest sentit, domina indubtablement l'art romànic.
Les fires són utilitzades de banda a banda per comerciar i proveir la població d'aliment primari. La vida és precària i sotmesa a un sistema estamental de tres classes. És el feudalisme. El clergat assumix el rol de salvaguarda espiritual de guerrers i nobles. Els nobles protegixen la població i la monarquia mentre el poble dona aliment a les altres dues classes. Una jerarquia es forma llavors, i, en aquest context, l'Església catòlica assumix un poder cada volta més i més invasiu, diríem i tot que decisiu. Els monarques són formats per l'Església catòlica que és l'única en poder posseir cultura i coneixement.
Com a bona pràctica medieval, els castells i castres són construïts una mica per tot el territori per part de la noblesa, amb vist-i-plau reial, amb l'objectiu d'anar assentant el poder de cara a altres nobles i, sobretot, de cara a la resistència musulmana. Heus ací algunes de les fites de la reconquesta a Portugal:
- Març de 1147 es conquerix Santarém
- Octubre de 1147 es pren Lisboa amb l'ajuda de croats de porto i Terra Santa
- Octubre de 1147 es conquerix Sintra i Palmela
- Any 1158 es conquerix Alcàcer do Sal
- Any 1159 es conquerix Èvora i Beja
- Any 1211 es reunïxen les primeres Corts portugueses a Coïmbra per elegir a Afons II, successor de Sans I de Portugal
- Any 1223, successió de Sans II de Portugal i primera col·laboració amb el rei Alfons IX de Castella i Lleó per reconquerir territori musulmà
- Any 1238 es conquerix Mèrtola
- Any 1240 i 1241 es conquerix Alvor

#### Formació de la llengua portuguesa

Mapa cronològic amb l'evolució de les dues llengües, portuguès i gallec, així com de la resta de les llengües de la península ibèrica.

El portuguès neix a Galícia entre els primers regnes cristians vers el segle Vè i VIIè. Es nodrix de la llengua àrab, del castellà, del visigòtic i del sueu. És una llengua romànica que com la resta de llengües neollatines sorgix amb la caiguda de Roma. Abans que Alfons Enric I de Portugal aconseguisca ser reconegut rei de Portugal, el territori que anava des de Galícia fins a Coïmbra aproximadament parlava galaicoportuguès, és a dir, portuguès arcaic. Hi havia unitat lingüística. Però, tanmateix, el reconeixement de Portugal com a regne i la cessió de Galícia a Castella promou una vertadera ruptura de la unitat lingüística entre Galícia i la resta del territori de parla portuguesa.
Això és així perquè Castella abandona llavors el portuguès com a llengua d'expressió i adopta el castellà. Pretén des d'aleshores imposar el castellà com a llengua de la seua desitjada Hispània reconvertida visigòtica. Aquesta situació provoca disglòssia a Galícia i arrel d'aquesta podríem dir que neix el gallec com a llengua a part. El portuguès i el gallec seguixen doncs cadascun per la seua banda dos camins diferents.
Els texts escrits en portuguès més antics coneguts són A Notícia de fiadores (1175). Es tracta d'una llista xiqueta de noms exposats a mode poètic. Ara bé, els lingüistes i historiadors agafen el Testament d'Alfons II de Portugal com a primer document fundador de la llengua portuguesa atès que, a banda del contingut lingüístic, és també una declaració política: fer del portuguès la llengua del regne, tot separant-se així de Castella. Datat de 1214, inclou el projecte reial portuguès, és a dir, la reconquesta del sud de la costa pacífica, l'establiment del "portuguès com a llengua vulgar" i oficial del regne, així com la constitució d'unes Corts portugueses. Bona part de la cultura intel·lectual del regne es troba llavors en mans de la Cort reial que fomenta expressament la cultura trobadoresca.
No obstant, no tots els lingüistes veuen el gallec com una llengua a part i seguixen mantenint arguments que veuen unitat lingüística entre Galícia i Portugal. Aquest assumpte és força controvertit. A Galícia hi hagué sempre una forta tradició escrita des de 1175. No és fins al 1225 que comença un procés de castellanització. Per això una part dels lingüistes no consideren que hi haja llengua a part amb el Testament d'Alfons II de Portugal. I, de fet, el gallec no desaparix com a llengua de cultura fins al 1530. La imposició del castellà és progressiva i a vista de la documentació que ens queda, veiem com de banda a banda, és a dir, entre Portugal i Galícia, hi ha exactament la mateixa llengua.
Malgrat aquesta realitat, és del tot cert que durant l'Edat moderna principalment, veiem com a Galícia es manté una llengua "portuguesa arcaica" mentre a Portugal aquesta "llengua arcaica" evoluciona i pren una forma diferent del parlar gallec. Per això mateix actualment la majoria de lingüistes parlen ja de dues llengües diferenciades del castellà: el portuguès, d'una banda, i el gallec, de l'altra.
En tot cas durant l'edat mitjana el rei portuguès, Dionís I, decidix promoure les lletres amb clares intencions polítiques. Fou un rei culte per la seua època i donà protecció a les lletres. Els monestirs així com la Cort són indret per fomentar la cultura. El rei mateix fou trobador i sabé destacar-se. Demanà la traducció d'algunes obres estrangeres a llengua vulgar, la qual cosa posa els ciments per a la construcció d'un regne a part del castellà. Fou també el primer rei que signà documents en nom propi, així com el primer a obligar oficialment l'ús del portuguès a tot el seu regne. Les festes, torneigs, caces, entre d'altres, així com peces teatrals, eren llocs ideals per fomentar la cultura medieval. Tingué l'un dels regnats més duradors de la monarquia portuguesa. Fomentà el comerç així com les fieres, de les quals es dona nom als dies de la setmana en portuguès. Promou llaços estrets amb la corona anglesa, la qual cosa servix en properes disputes contra Castella una garantir per la independència del regne portuguès.
Dionís I de Portugal estigué en l'origen de la primera universitat portuguesa. Després d'estendre la cultura i la llengua a les catedrals, decidix muntar una universitat a Lisboa l'any 1290 amb l'objectiu de divulgar-hi els triumvirat. Des de Lisboa es promou l'art, principalment el romànic que s'estén per tot el país. El gòtic entra tímidament entre el segle xii i XIII, com una mostra de la represa econòmica que promogué el rei. L'Ordre Templer ajudà i força a aquesta política i per això s'acabà reconvertint en l'Ordre de Crist.

### Castella i Portugal: guerra de trons

#### La primera deposició reial
Durant la Reconquesta del sud ibèric, i malgrat la col·laboració entre la corona castellana i portuguesa en aquesta àmbit, Castella aprofita totes les divisions internes de la Cort portuguesa per mirar d'annexar-se Portugal. Arrel d'això les discrepàncies al torn portuguès provoquen una primera deposició. Sans II assumix doncs aquesta situació. Rep el tron quan encara és menor i la regència es veu sacsejada per la noblesa. Aquesta pren cada vegada més poder i pressiona la regència. Abusos de tributs i excomunicacions, porten la regència a demanar al papa Inocenci IV, l'any 1245, de governar el regne mentre Sans II siga menor. S'evitava d'aquesta manera una inestabilitat massa gran que donés ales a Castella per annexar-se el regne.
Però la decisió i l'acceptació papal no tingué prou efecte i per aquest motiu el país es veu sacsejat fins al 1248 per una guerra civil. Deposat i exiliat a Toledo, Castella aprofita l'ocasió i en plena reconquesta de l'Algarve portuguès, li fa la guerra Portugal fins al 1253. L'any 1254 es convoquen les Corts a Leiria on, per primera vegada, el clergat, la noblesa i representants del poble escullen una nou monarca, Dionís I de Portugal, el qual restituïx la situació anterior i, de fet, marca una vertadera política de construcció per diferenciar-se de Castella.
A banda, el regnat continuà deixant-se portar per les intrigues de palau i, sobretot, per les pretensions castellanes. Davant la situació, Dionís es casa amb Isabel d'Aragó, nascuda el 1270. La reina tingué un paper importantíssim per la construcció del regne. El projecte polític sumà certa política en favor dels més desafavorits. Si més no, la monarca volgué donar aquesta imatge. Així donà suport al desenvolupament comercial i agrícola incentivat pel seu marit. Fundà ordres hospicis i estigué rere la importació de cereals per garantir un represa econòmica.

#### Assassinat a la Cort

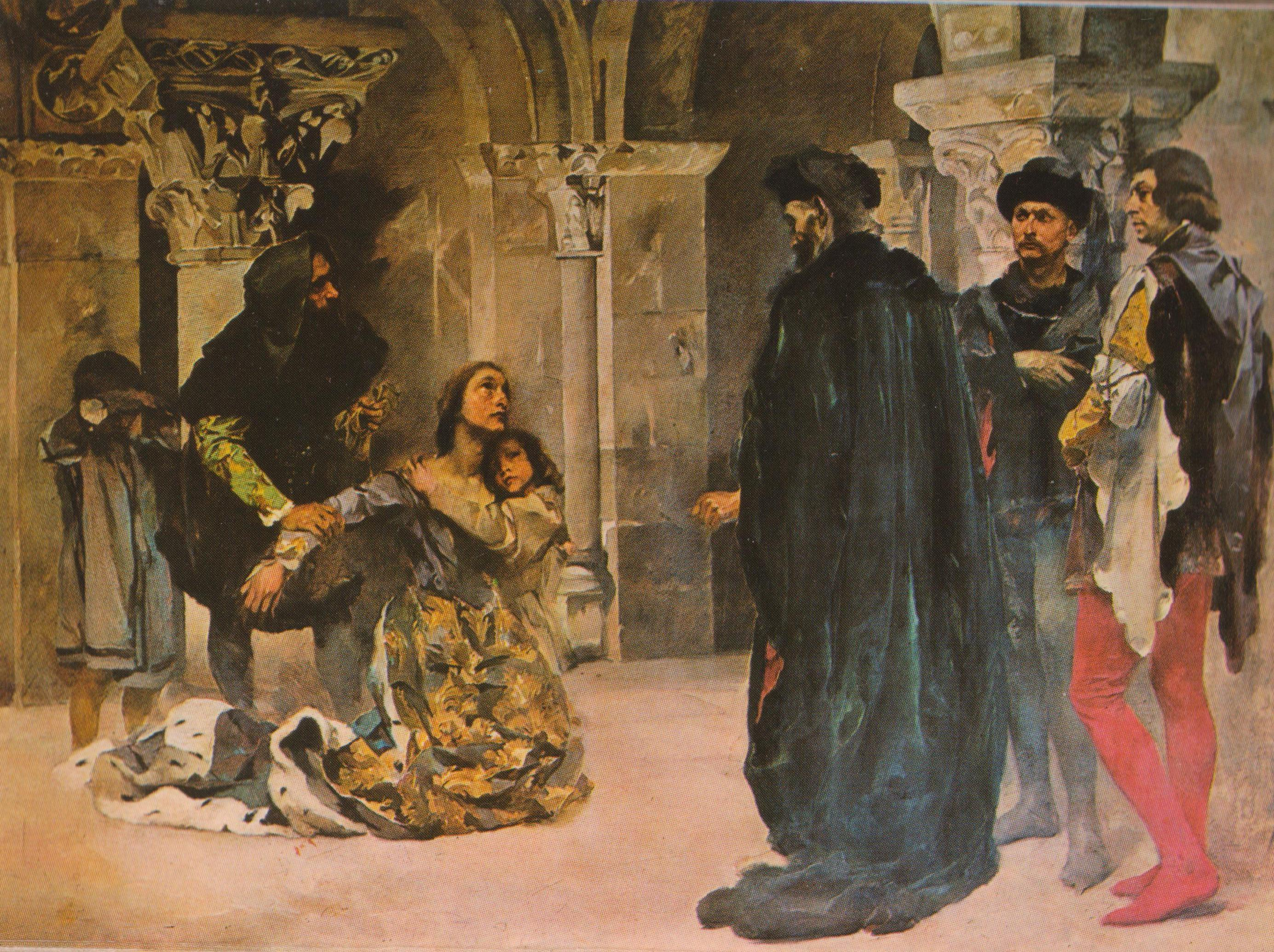
Mort d'Agnès de Castro

Castella és un regne que mirà de teixir durant l'edat mitjana i Moderna una xarxa matrimonial per tot Europa amb l'objectiu de fer-se amb un imperi copiós. Imperi que preveia la unificació de la Península Ibèrica. Per això mateix la Cort portuguesa estigué endinsada en diverses intrigues de palau amb finals força tràgics. És el cas de l'Agnès de Castre (1325-1355). Noble gallega, filla de Pere Ferran de Castre, arriba a Portugal en la comitiva de Constança Manuel i es casa amb el fill del rei portuguès.
Tots dos es casaren en secret i aquest fet deixa en evidència les poques amistats que devia haver-hi entre Castella i Portugal. És a la mort de Constança Manuel el 1345 que es revela l'aliança matrimonial amb la controvèrsia subsegüent. Quatre fills i descendents són llavors posats a llum. El rei i pare de Pere, Alfons IV, temorós que aquesta aliança acabés donant nous motius a Castella per annexar-se el seu regne, resol condemnar a mort a Agnès de Castre en una tràgic esdeveniment que el propi pare volgué fer públic. En efecte, es garantí que els fills presenciassen la mort de la seua mare, degollada a Coïmbra. Oimés, davant la revolta del fill, l'obligà a jurar-hi vassallatge i fer-se responsable d'haver amagat al pare l'aliança matrimonial davant la Cort.

#### Conspiració a la Cort
Fill de Pere I de Portugal, que presencià la decapitació de sa mare de jove, Ferran I de Portugal fou un rei molt actiu sexualment parlant. En efecte, prometé casar-se amb la filla del rei aragonès per després prometre la mà de la filla del rei castellà l'any 1371. Ni amb l'una ni amb l'altra, finalment s'acaba casant d'amagat amb la filla del rei anglès. Unes aliances que donaren una vertadera crisi successòria arrel d'interminables guerres contra Castella.
A la tercera en llista, l'any 1369, la pau es segella amb el matrimoni de la filla del rei portuguès i el fill del castellà. El Tractat de Salvaterra de Magos havia d'haver posat punt final a les pretensions castellanes perquè el tractat fixava com havia de ser la successió. Això havia de ser perquè a la mort de Pere I de Portugal comencen les intrigues de palau. La regència l'assumeix Teresa, filla de l'hereu castellà, tal com s'havia fixat però aquesta, en lloc de fer cas al tractat, torna a casar-se per aquí i per allà, apropant-se a la corona de Castella. Si, tot haguera continuat així, la unió entre Castella i Portugal estava a tocar i això mateix fou el que un grup de nobles volgueren evitar. Nuno Àlvaro Pais i el gran-mestre d'Avís, Joan, fill bastard de Pere I de Portugal, atia el poble menut i amb la revolta al carrer, orquestra l'assassinat el conte Joan Ferran Andreio que havia d'esposar-se amb la descendent de l'herència, Leonor de Teles.
L'objectiu era apartar tots els descendents i tota possible vinculació amb els llaços matrimonials mantinguts des de Pere I de Portugal. És així com Joan Ferra, gran mestre de l'Ordre Militar d'Avís, és entronitzat a la Cort, amb ajuda militar, el 1383, provocant la fugida de Leonor a Santarém. Exiliada, la legítima hereua del tron demana ajuda a Castella i sorgeix llavors una pugna pel poder. Castella comença doncs a preparar l'armada per envair Portugal mentre els conjurats atien el poble de Lisboa amb l'objectiu fer a Joan d'Avís el primer monarca aclamat "popularment".
Dos camps rivals s'afronten en una guerra de resistència. La sang vessa a la Batalla d'Atoleiros que dona la victòria al camp conspiracionista. El 1384 Castella ha de renunciar al tron portuguès. Un any després es convoquen les Corts a Coïmbra on Joan d'Avís és proclamat rei malgrat que Castella hi presentés el seu pretendent. El regne veu la successió d'una nova dinastia, la dels Avís, garant de la independència de Portugal. Quelcom que contrarià i molt Castella, la qual declara la guerra al nou monarca. I, finalment, és a les Batalles d'Aljubarrota i Valverde on la sang torna a donar la victòria al camp d'Avís. Portugal consolida llavors la seua independència. Castella no troba més forces armades per fer front a la situació i s'imposen llavors les aliances geopolítiques.

#### Jocs d'Escacs: aliança anglosaxona
La dinastia d'Avís mirà de trobar aliances militars per garantir-se la independència de Portugal. És d'aquesta manera que s'apropa al rei Ricard II d'Anglaterra en un context de croades a Europa com al Llevant. En efecte, des de la Primera Guerra dels Cent Anys que anglesos i francesos s'esbatussen pel sud francès. La guerra és aprofitada pel monarca francès per fer-se amb les possessions catalanes de la corona d'Aragó. L'Església catòlica, per la seva banda, aprofita per perseguir els càtars al Migdia Pirineus alhora que convoca una croada a Jerusalem. La primera guerra no s'acaba de resoldre i una Segona Guerra dels Cent Anys s'abat entre Anglaterra i França. Anglaterra vol el tron francès i havent posseït part del sud de França, és lògic pensar que vegi en la corona castellana un enemic.
En efecte, Castella no només lluita contra Portugal, sinó que manté no poques bel·ligeràncies contra Navarra, a tocar de la frontera francesa. És lògic pensar que l'ambició de totes parts s'acabi creuant. Anglaterra troba llavors un bon aliat durant les Croades a Jerusalem. Quan el rei Ricard II d'Anglaterra apel·la a la guerra, Portugal hi acudeix i, de retruc, Anglaterra forja amistat amb el regne portuguès. El 9 de març de 1386 les dues parts signen el Tractat de Windsor. Anglaterra assegura la independència portuguesa amb l'exèrcit a canvi que Portugal deixi de comerciar amb Castella i passi a fer-ho amb Anglaterra.
Per donar fe de la bona voluntat d'ambdues parts, el rei portuguès, Joan I es casa amb la filla del duc de Lancastre, Filipa el 2 de febrer de 1387 a la Catedral de Porto, Portugal. Sis fills acaben sorgint d'aquesta aliança. Tracte fet, Castella deixa de jugar la carta militar i aposta per una política tova que s'aprofita de tota dissidència interna en la successió per fer-se amb Portugal i crear el seu projecte d'Espanya.

## Edat Moderna

### Era de les exploracions

#### Els descobriments

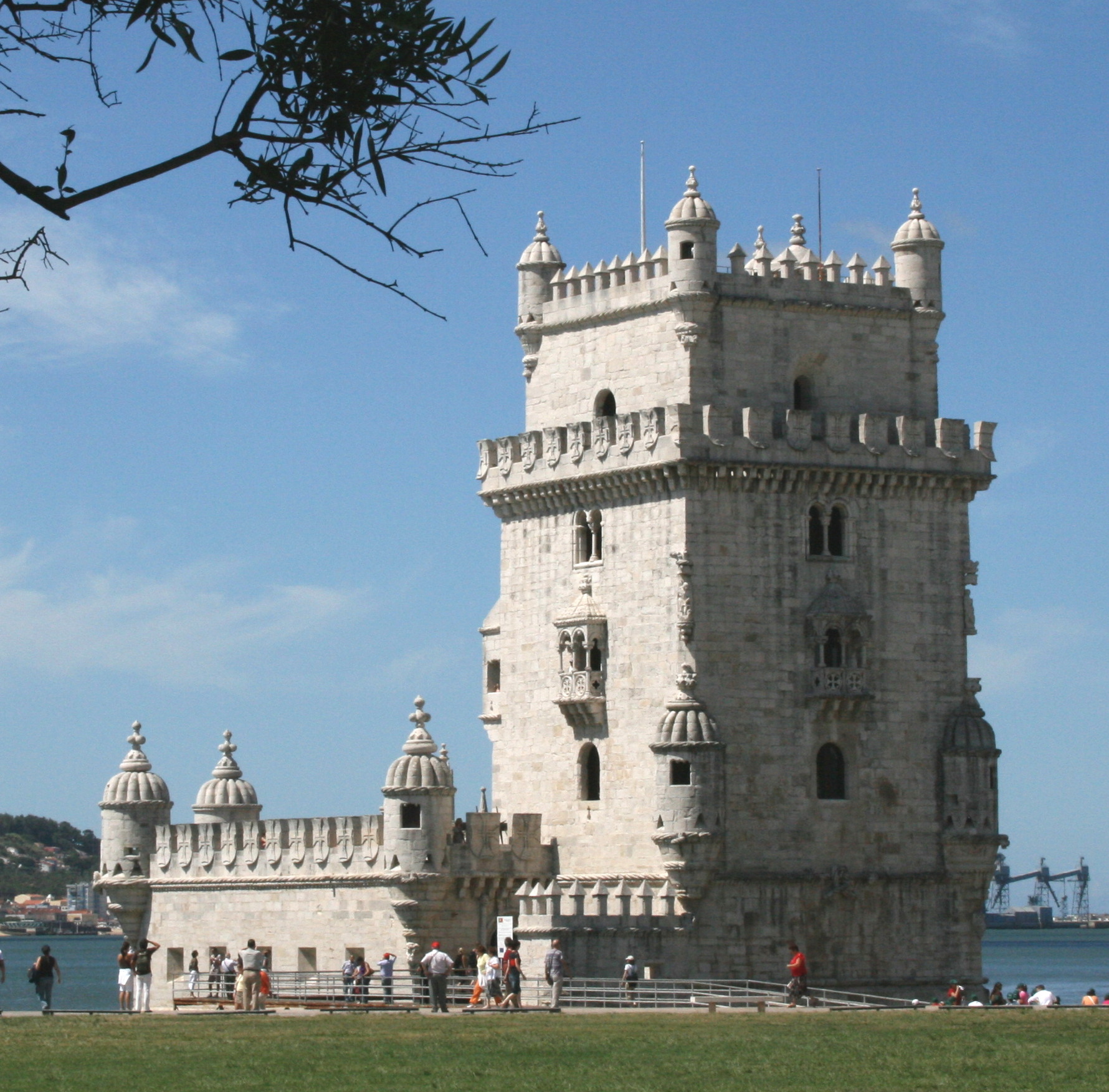
Torre de Belém, construïda el 1510, és un símbol històric de Portugal i Lisboa.

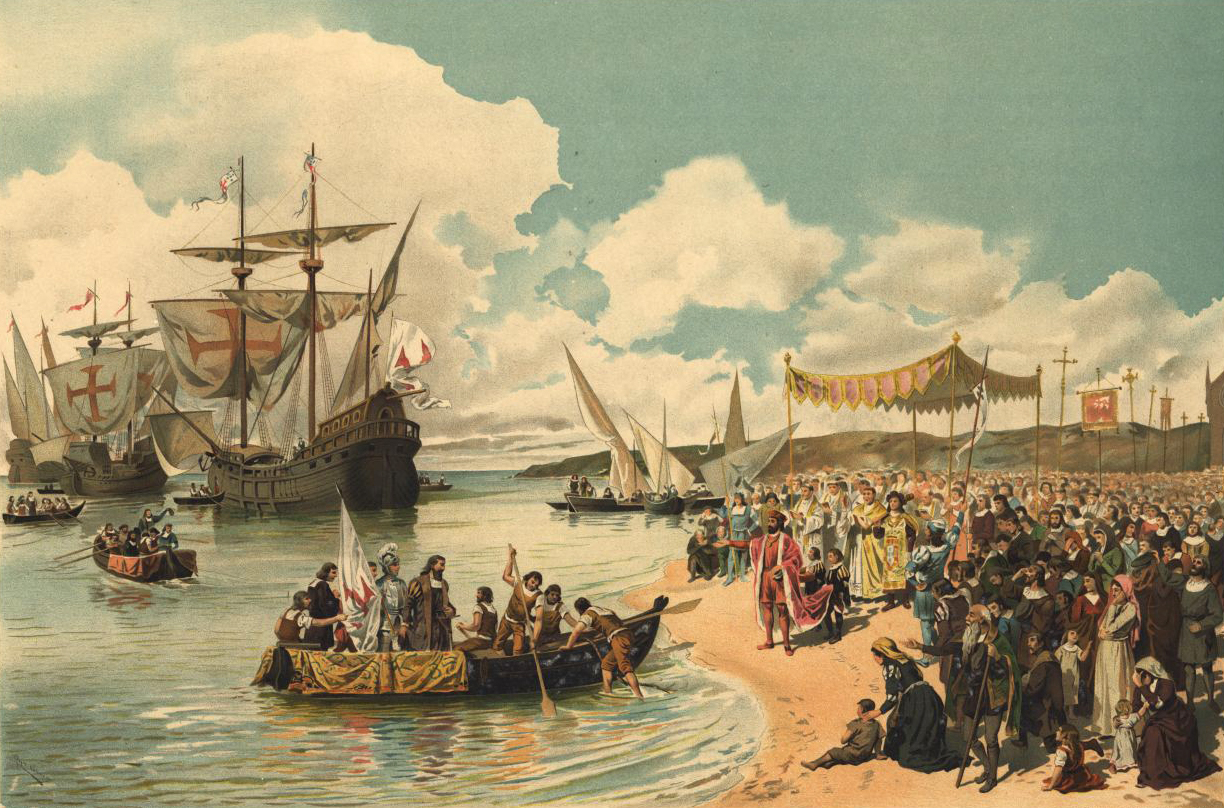
La Sortida de Vasco da Gama a l'Índia (1497).

Amb la fi de la guerra contra Castella, Portugal inicià un procés d'exploració i expansió conegut com a Era de les descobertes, de les exploracions o dels descobriments i que constitueix un punt d'inflexió. Europa passa llavors a l'Edat moderna i coneix altres continents. La ciència avança indubtablement i progressivament s'abandonen els relats mitològics. A pesar d'això, el món s'europeïtza a cop de colonitzacions, les quals són motius per a noves guerres.
Diversos motius expliquen que fora Portugal qui emprengués la cursa de l'exploració:
- Portugal gaudix d'una llarga costa marítima que s'havia d'explotar tard o d'hora. De fet, gaudeix de més mar que de territori i la noblesa necessita treure més rendiments. Les exploracions donen terres a la noblesa.
- Portugal posseeix aleshores les condicions tècniques i científiques per explorar mar enfora (ex.: brúixola, astrolabi, cartografia, vaixells, etc)
- Portugal posseeix llavors certa estabilitat política malgrat les vel·leïtats contra Castella. La guerra contra Castella agreujà l'estat de l'economia portuguesa i el regne hagué de trobar sortides, com ara explorar els mars. El territori és pobre i no posseeix metalls preciosos. Les exploracions són una ocasió perfecta per fer-se de riqueses.
- França i Anglaterra estan exhaustes. Les dues guerres de Cent Anys les han destruïdes completament i no poden dedicar-se a explorar res, perden tot el protagonisme
- La caiguda de Constantinoble talla la Ruta de la Seda. Europa ja no pot accedir a les espècies provinents de la Xina i cal aleshores trobar una ruta alternativa. La troballa d'un camí alternatiu que tornés a obrir la Ruta de la Seda volia ser utilitzat pel rei portuguès com a mecanisme de propaganda. Volia presentar-se davant la "cristiandat" com un Defensor indubtable de la Fe cristiana, quelcom que li aportés reputació

Són molt variades les dates de cada moment de les exploracions i seria difícil mostrar-se en forma de crònica. Mirem-les doncs a partir d'aquests punts:
- Ocupació de Ceuta el 1415 per Joan I que permet la descoberta de Porto Santo per João Gonçalves Zarco i Tristão Vaz Teixiera
- Descoberta de l'Illa de Madeira per Bartolomeu Perestelo el 1415
- Descoberta dels Açores el 1427 per Diogo de Silves
- Gil Eanes passa pel Cap Bojador demostrant que hi ha capacitat científica per anar més lluny
- Descoberta de les Illes del Cap Vert per Lluís de Cadamosto el 1455
- Pedro de Sintra passa per Serra Lleona el 1460
- João de Santarém i Pêro de Escobar arriben a Sant Tomé i Príncep
- El 1482 Diogo Cão passa pel litoral d'Angola i arriba a Namíbia, establint "relacions" amb el rei del Congo
- Descoberta per Bartolomeu Dias el 1488 del Cap de Bona Esperança. Es dona per confirmat que no existeix un precipici després de les terres emergents. La cartografia en Creu de tipus medieval cau estrepitosament.

A partir del segle xv les exploracions comencen per part de Castella alhora que Anglaterra i França es precipiten. Noves descobertes són desvetllades:
- Descoberta de Sofala el 1505
- Descoberta de Moçambic el 1507
- Descoberta de Kiwa el 1512
- Descoberta de Mombassa el 1593
- Descoberta de Malindi el 1509-1698
- Descoberta de Socotra el 1507-1521 i arribada a Adèn
- Vasco da Gama comanda la primera flota vers l'Índia i arriba a Calicut el 1497
- Duarte Pacheco Pereira explora l'Atlàntic Sud el 1498
- Gaspar Corte Real arriba a l'illa de Terranova, Canadà, el 1500
- Lourenço de Almeida és enviat a les Maldives i arriba a Sri Lanka el 1505
- Diogo Lopes de Sequeira passa pel golf de Bengala i arriba a Malaca el 1509
- Jorge Álvares arriba al sud de la Xina el 1513
- Diogo Pacheco hauria visitat Kimberley a Austràlia el 1520
- Gomes de Sequeira i Diogo da Rocha arriben el 1525 a Oceania
- João Rodrigues Cabrilho arriba a Califòrnia el 1542

L'era de les exploracions fa viure a Portugal el seu Segle d'Or i per això seguix utilitzant-se les descobertes com a orgull nacional en l'actualitat. La imatge romàntica que Portugal vol fer-se d'ell mateix és la d'un poble aventurer que obre portes i s'atrevix a explorar la mar.

#### Colonització i imperialisme

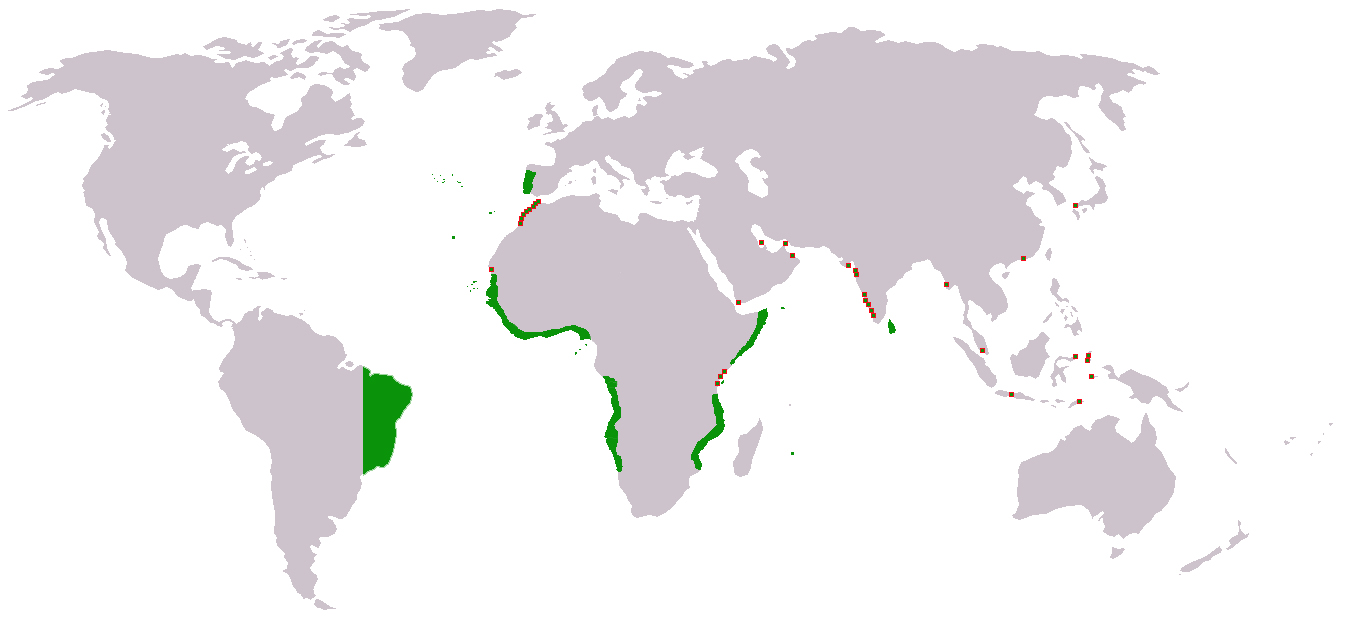
L'imperi Portuguès durant el regnat de Joan III.

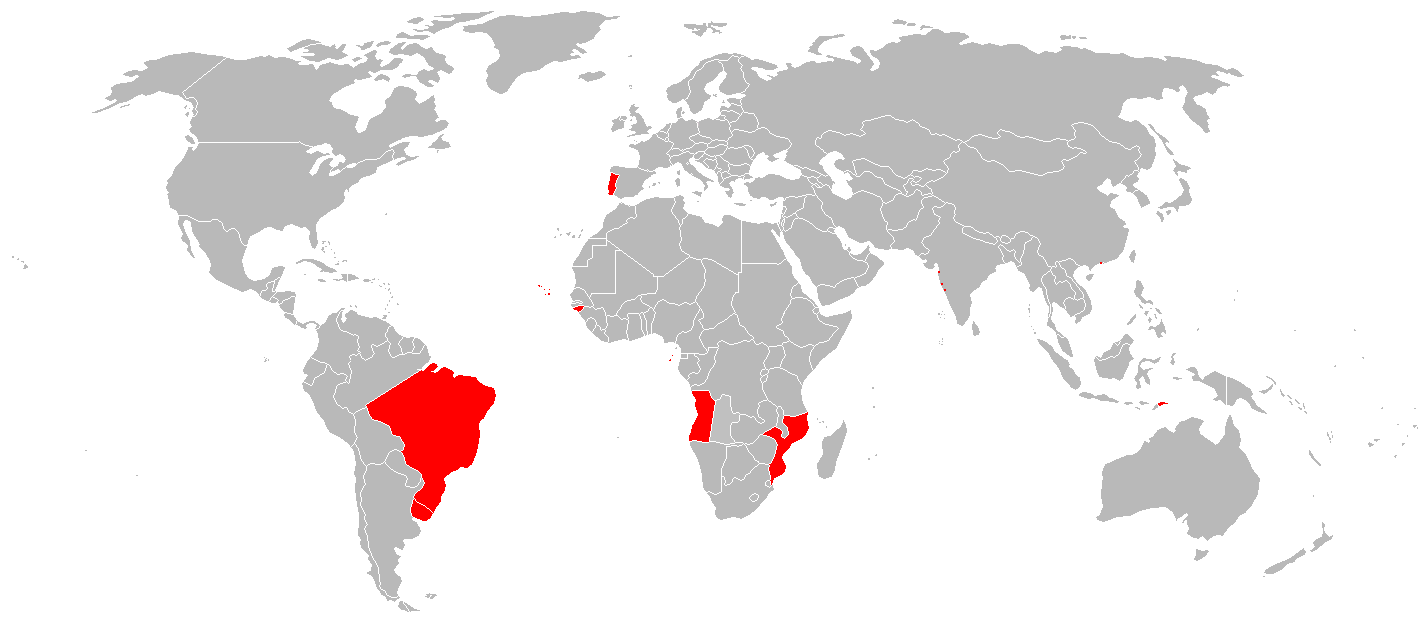
Extensió màxima de l'Imperi Portuguès el.

L'era de les exploracions constituí un vertader afer geopolític. Les descobertes de Portugal eren rebudes amb un pam de nas a tot Europa, principalment Castella que decidix entrar en competència contra Portugal en una nova guerra per la sobirania, aquesta vegada de forma tova. A Castella les ambicions imperials s'engrandixen. Isabel la catòlica es casa amb Ferran d'Aragó de forma que els Països Catalans actuals queden annexats a Castella. Les guerres de religió són un pretext per mirar d'annexar-se Navarra. Amb aquestes dues fites aconseguides, Castella ja només ha de fer-se amb Portugal i, d'aquesta manera, haurà complert el seu desig de construcció de l'Espanya visigòtica i romana. Per arribar-hi s'annexa territori centreeuropeu mercès a polítiques matrimonials calculades que posen la monarquia hispànica al vell mig del Sacre Imperi Romanogermànic.
La rivalitat entre Castella i Portugal s'acaba visibilitzant i tot amb la guerra encara existent en l'actualitat sobre la nacionalitat de Cristòfor Colom. Els uns pensen que era italià, els altres jueu, mentre Castella el fa espanyol i als Països Catalans es fa català. Autors portuguesos el fan portuguès mentre que d'altres el fan gallec. Tothom al capdavall es disputa la reputació que s'ha volgut atorgar a Cristòfor Colom. I, això, posa en evidència que l'afer no era dels qualsevol. França com Anglaterra s'inicien a les colonitzacions després de veure la fortuna que amassava Castella. Alhora els Països Baixos no trigaren a fer-li la competència a Anglaterra i França, les quals ja s'avenen durant la Guerra dels Trenta Anys de dividir-ne el territori per garantir-se que no hi haja una competència contra seua. Més i tot, a l'entrada del segle xix, les colonitzacions esdevenen l'ambició de tots els estats europeus. Itàlia, Alemanya, Bèlgica, Rússia, etc, tothom vol posar peu sobre territori aliè per explotar-ne els recursos i sotmetre a l'anul·lació les poblacions autòctones.
L'era de les exploracions posa doncs el punt de partença a l'economia incipient capitalista. El bullonisme fou durant l'Edat d'or portuguès la forma emprada per enriquir l'Estat a Castella i Aragó com a Portugal. D'aquest ix la fisiocràcia a França, que deriva després en proteccionisme econòmic o liberalisme al món anglosaxó. Una dinàmica que crea les primeres companyies modernes alhora que obre el camí al contraban de tot tipus de producte. Primerament el tabac, posant les bases de microestats com Andorra i, de fet, de tot el sistema neoliberal. Després amb les drogues, a les guerres que el Regne Unit promou durant el segle xix contra la Xina. Els nous productes que s'importen de l'exterior fan augmentar l'esperança de vida. Patates, xocolata, espècies, pell, bacallà, etc. El camp europeu viu una revolució agrícola.
De totes totes, el tràfic més lucratiu acabà sent l'esclavatge, el qual feia moure immensos oceans d'exèrcits. S'establix un triangle comercial entre Amèrica, Àfrica i Europa per on s'hi mercadeja amb ésser humans, considerats com a mercaderia pel simple fet d'ésser de color negre. Vides truncades, assassinats, explotació, abusos, etc, són algunes de les desgràcies que haurà de patir molta població africana i americana. De fet, amb les colonitzacions els pobles autòctons foren anul·lats des del punt de vista humanístic. S'exterminà les seues cultures amb una introducció a propòsit, parlaríem fins i tot d'imposició, del portuguès, el castellà, el francès o l'anglès. Les cosmovisions religioses d'aquestes poblacions queden d'un dia per l'altre destruïdes. S'imposa el catolicisme o el protestantisme. Europa es construïx llavors sobre la base d'una explotació racista de l'altra meitat del món. Civilitzats contra bàrbars.
La disputa d'imperis porta a Castella i Portugal repartir-se el món en dos. Els desencontres comencen a les illes Canàries. Castella reclama la seua descoberta, Portugal li nega. El 1479 ambdues parts arriben a acords i mitjançant el Tractat d'Alcàçovas Castella es queda amb les illes Canàries mentre Portugal es queda amb el domini dels territoris que van més enllà de les Canàries. Un assumpte que a jutjar actualment per molts historiadors, no fou gens ingenu. Es pensa que Portugal preveia ja una escenificació de descoberta de Brasil. Per això al Tractat de Tordesillas, la corona portuguesa es queda amb la línia oriental. La revelació de noves cartografies per part de portuguesos era crim d'Estat a Portugal. Així doncs podria no haver-se revelat que Portugal ja sabia de l'existència de Brasil i signà cadascun dels tractats amb Castella posant l'ull sobre futurs projectes colonials. En qualsevol cas, l'any 1494 Portugal i el regne de Castella i Aragó es parteixen el món en dos. Dos hemisferis, un per cada corona i, tot plegat, amb el vist-i-plau papal. Roma declara fins i tot a Isabel I de Castella i Ferran I de la Confederació d'Aragó com a Reis Catòlics.
La colonització portuguesa començà amb la presa de Ceuta i continuà estenent-se per tot el Marroc. Inicialment, la corona portuguesa establix sobretot ports comercials a tota la costa litoral africana. Algunes excepcions com ara Angola o Moçambic permeten penetrar més enllà de les costes. Cosa diferent fou la situació al Marroc. El regne hi travà diverses guerres, sobretot a Tànger, no sempre exitoses. El sistema colonial portuguès es basa en la repartició del territori dominat en capitanies-donatàries. Brasil, per exemple, fou dividit en paral·lels i cadascun d'aquests era cedit a un noble portuguès. Portugal arribà a comptar prop de 16 capitanies-donatàries al Brasil. A cada nova terra descoberta, els portuguesos hi plantaven una Creu catòlica i declaraven la descoberta com a possessió de la corona de Portugal. Amb la competència castellana i, sobretot amb la introducció de França i Anglaterra a la cursa colonial, les possessions portugueses abandonen aquesta dinàmica i es decidix colonitzar més enllà dels ports. Angola, Moçambic i Brasil són els dominis més importants de l'Imperi portuguès malgrat que també cal comptar altres indrets com ara Macau.

#### El Renaixement portuguès
L'Era de les Exploracions a Àfrica en primer lloc i després a Amèrica del Sud comença amb el Renaixement italià. A la Cort reial torna a haver-hi un ambient intel·lectual després de les guerres travades contra Castella durant l'edat mitjana. Ací la intenció era de fer del Renaixement una forma per al regne portuguès de fer-se propaganda a fora. El rei portuguès, Joan I, tingué sis fills amb la seva esposa anglesa, de la casa dels Lancastre. Els fills protagonitzen un vertader renaixement cultural. Cadascun potencia la cultura i les lletres, a més de contribuir a les exploracions en pròpia persona i la regència del poder. És l'anomenada Ínclita Generació o Ínclita Geração en portuguès. Nom encunyat pel poeta portuguès Lluís de Camões que marca la història de la literatura portuguesa.
En Duarte es postulà com a futur rei mentre Pere assumí la regència. Enric fou mentor i dirigent de l'exploració portuguesa. A banda, Ferran Lopes, al servei dels fills del monarca, esdevé cronista oficial del regne. Dins el camp artístic, un nou estil que barreja el gòtic tardà amb pinzellades renaixentistes, anomenat manuelí, dona empenta a l'arquitectura, l'escultura i la pintura portugueses. Molts artistes portuguesos són demanats a fora de les fronteres nacionals. El país beu en pintura de Flandes mentre que en arquitectura s'apropa molt més a Itàlia malgrat no introduir tota l'estètica grega clàssica. L'estil manuelí queda força ben representat en la Torre de Betlem i el monestir dels Gerònims de Lisboa. Era un corrent artística de caràcter naturalista, inspirat de la nàutica i constructor d'uns símbols dits nacionals.

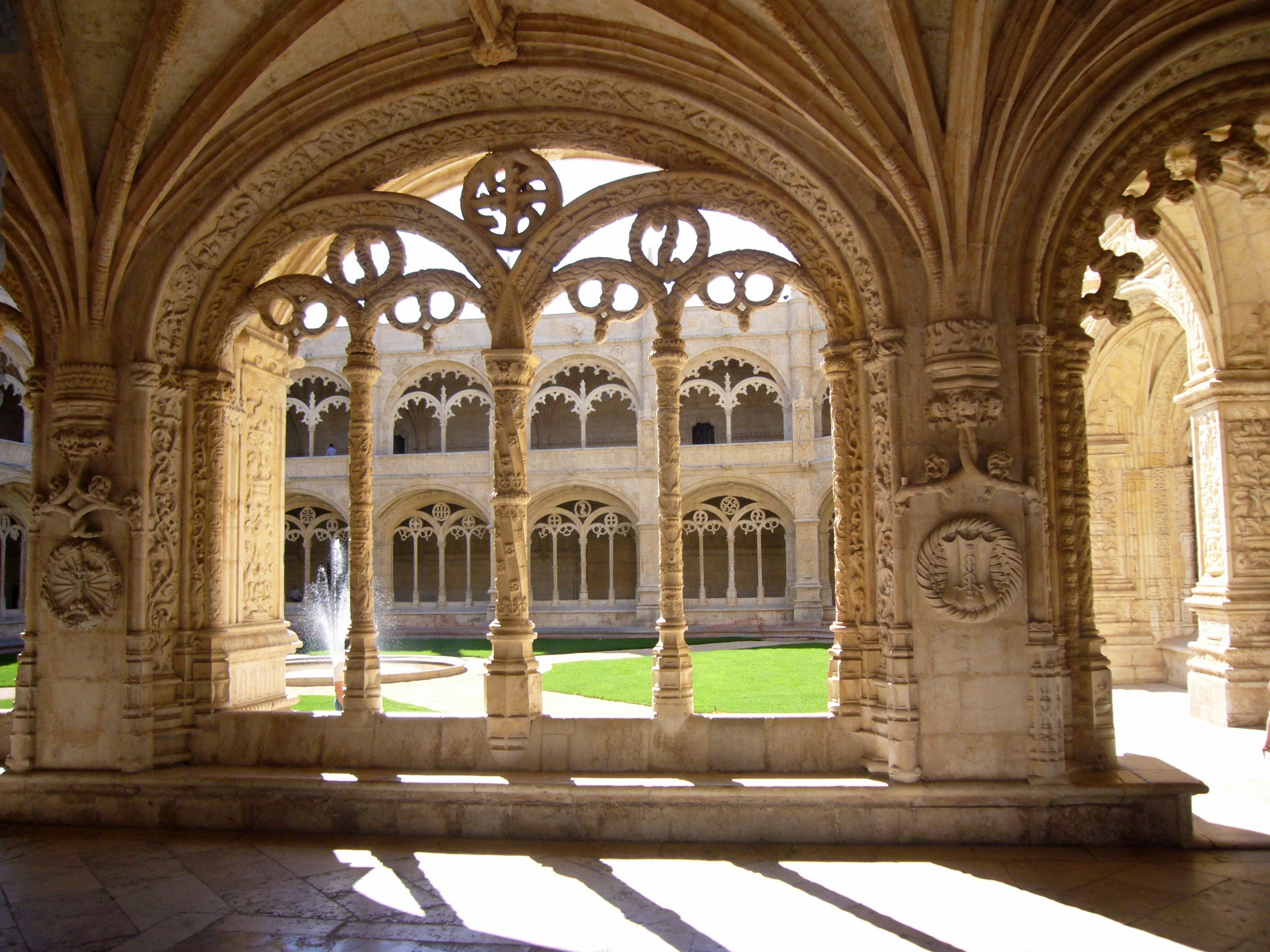
Claustre del Mosteiro dos Jerónimos, Lisboa
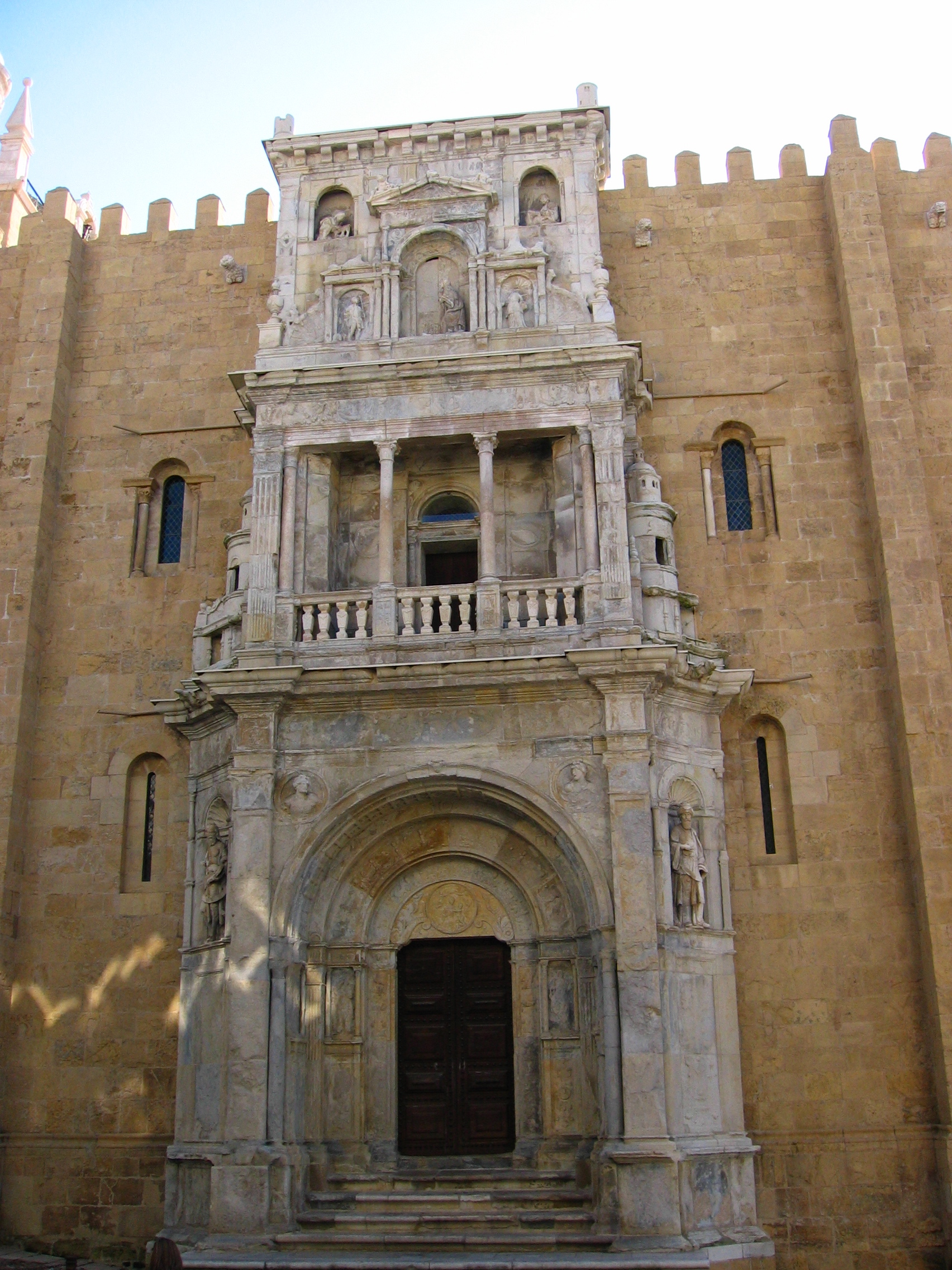
"Porta especiosa" de la Sé Velha de Coimbra (1530), João de Ruão, Coïmbra
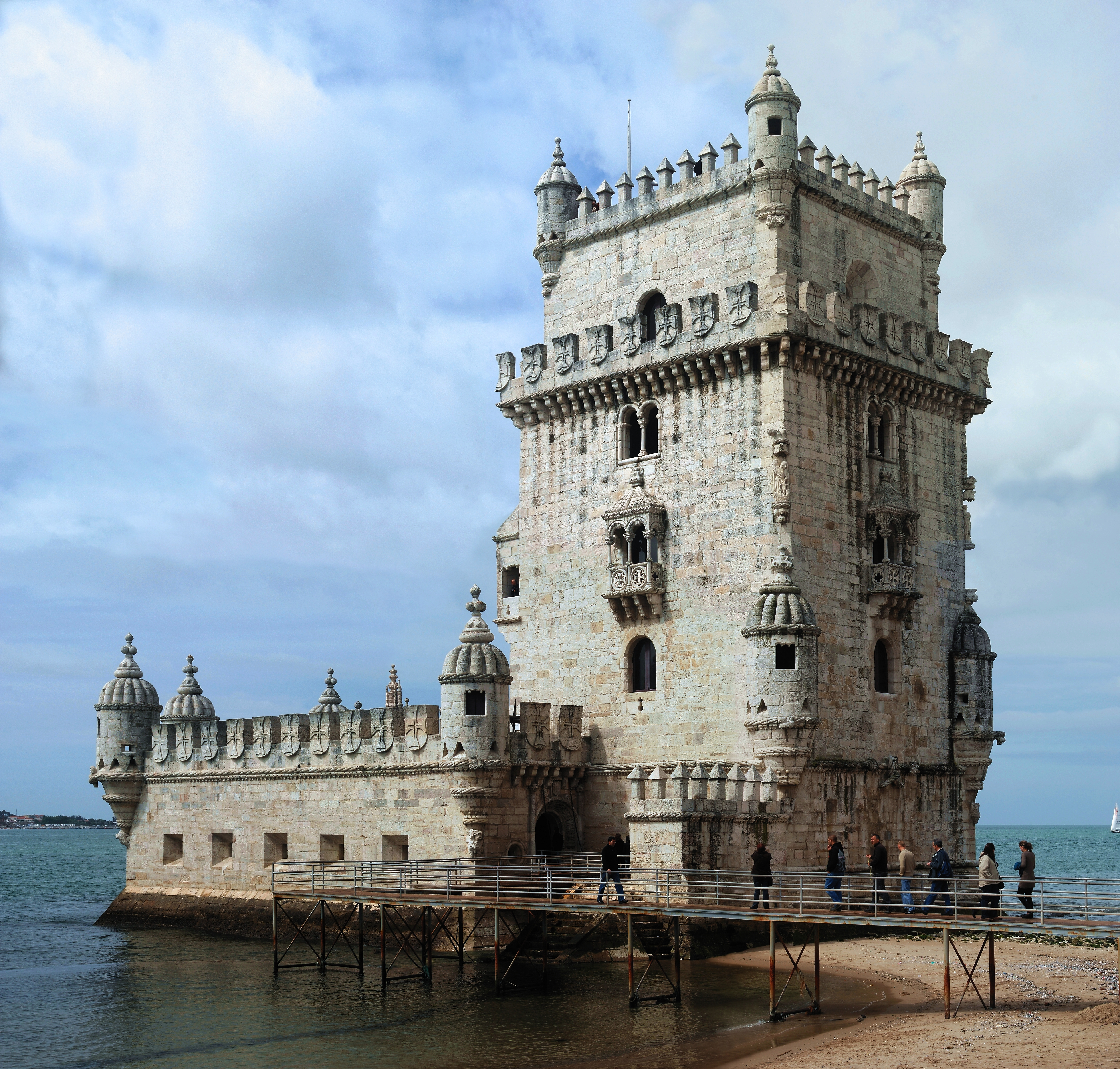
Torre de Belém (1514-1520), Francisco Arruda, Lisboa
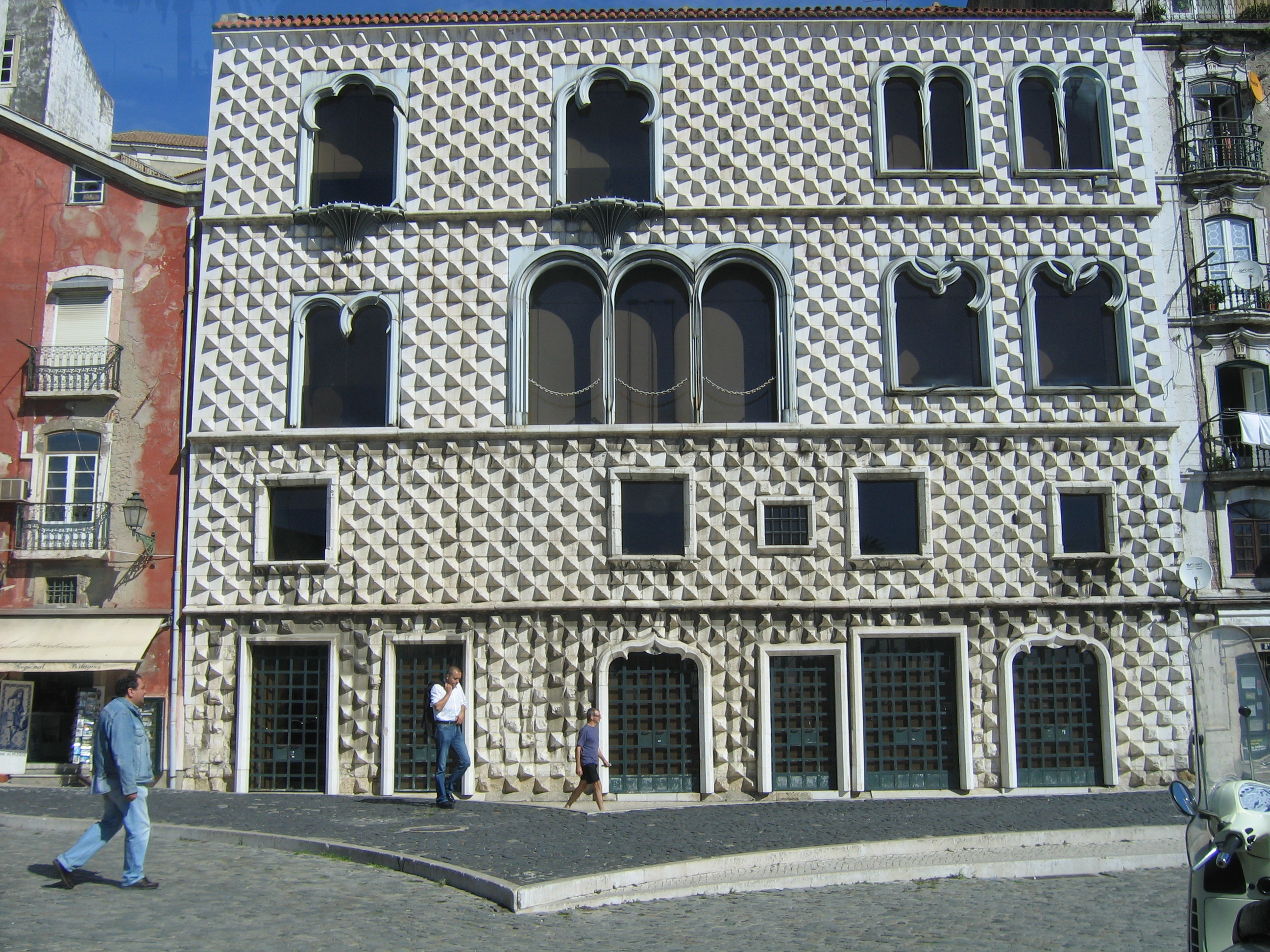
Casa dos bicos, 1523, Lisboa
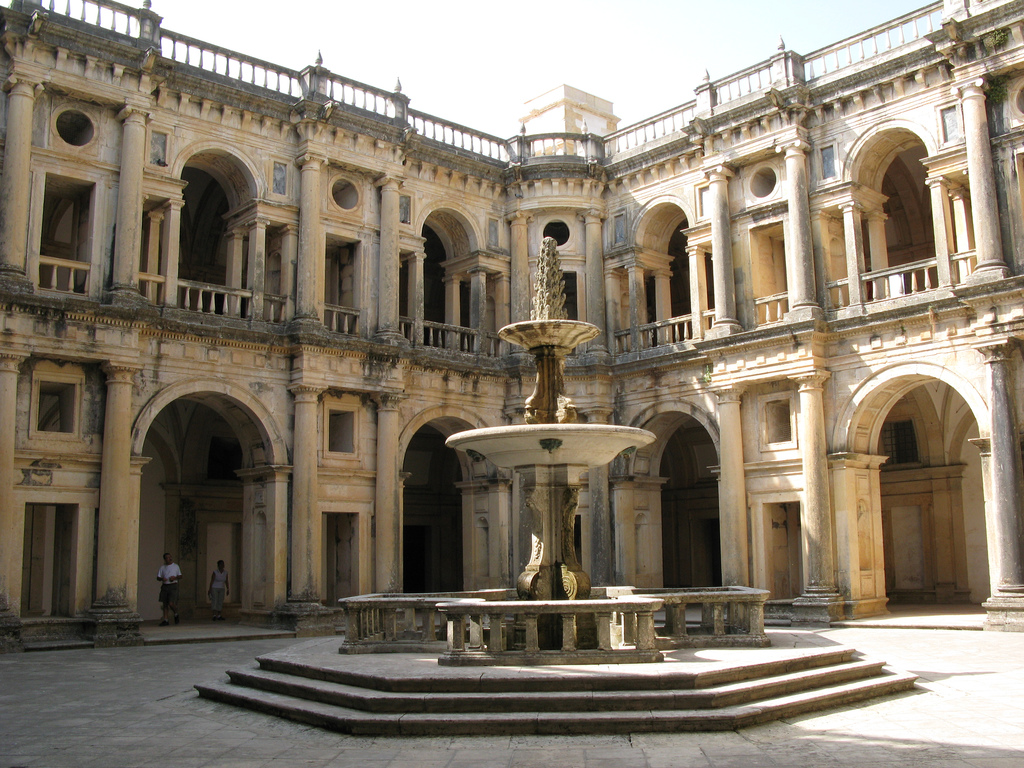
Claustre de Joan III, al Convento de Cristo em Tomar

A nivell de la literatura sovintegen els llibres de viatges que acaben fins i tot per seduir personatges cabdals com ara Thomas More. Lisboa esdevé el centre neuràlgic del Renaixement a Portugal. La ciutat pateix unes transformacions radicals. L'augment del comerç, el port i la presència d'intel·lectuals vinguts d'Europa potencia l'urbanisme de la ciutat projectant-la al món. Dins la literatura cal destacar a Fernão Mendes Pinto que desenvolupa una narrativa de viatges, fruït de la seua exploració d'Etiòpia, Aràbia, la Xina o Japó. Lluís de Camões fou el poeta per excel·lència de la literatura portuguesa. Gil Vicente destacà en el teatre mentre que António Ferreira ho fe a través de la tragèdia. João Barros, d'altra banda, esdevingué cronista de la Cort, donant la cara prosista de la literatura portuguesa.
A banda, el país també lluí mercès a tot el coneixement que aportaren les exploracions. Europa descobrix una fauna i flora que fins llavors mai s'havia vist. Apareix la botànica i la zoologia. El contacte amb nous pobles ens porta progressivament cap a l'etnologia. La geografia evoluciona considerablement. L'home europeu aprèn que la terra és rodona que existeixen illes i continents. La llengua portuguesa així com les altres llengües vernacles introdueixen més vocabulari al seu diccionari. Noves malalties assoten el continent europeu i per això la medicina dona una cara del tot nova. S'adquirix força coneixement nàutic així com un desenvolupament i coneixement de l'ús de metalls.
El Renaixement a Portugal està doncs lligat a les exploracions. Aquesta època daurada permeté engrandir el poder portuguès i posar les bases per a una certa decadència de les ciutats italianes. El comerç al Mediterrani es trasllada a l'Atlànic on Portugal hi porta una política de monopoli. És el primer país a controlar el comerç amb l'Orient. Això provoca canvis notables en l'economia que s'encareix i la Cort que es rodeja del luxe més refinat. La burgesia pren cada vegada més importància, deixant els nobles i el clergat en segona instància. Luxe i ostentació fan de Lisboa una capital gairebé mundial. La demografia evoluciona amb vagues de migracions cabdals. El cristianisme s'acaba expandint, fet que contribuí aleshores al prestigi de Portugal de cara a l'exterior.

### A la perifèria de l'Imperi hispànic

#### La Inquisició
Amb l'ascens de Manuel I de Portugal al tron, la Cort reial s'acosta de mica en mica al projecte d'Espanya volgut per Castella. La reina castellana, Isabel I, es casa amb el rei aragonès, Ferran i, amb la derrota del Regne de Granada tots dos passen a ser designats com a Reis Catòlics. Part del desig castellà queda llavors realitzat. Els Reis Catòlics controlen així doncs Granada, els Països Catalans actuals i, d'ençà que la doble corona mira de fer-se amb Navarra, és a dir, el País Basc.
La política d'unificació de la península ibèrica mirà de crear una població homogènia culturalment parlant. Per això els Reis Catòlics tingueren la potestat de nomenar els bisbes i una part no gens menyspreable de la jerarquia catòlica. A més a més, començaren a perseguir jueus i expulsar-los del regne. I, en aquest sentit, les llengües de cadascun dels regnes absorbits, com ara el Regne de València, foren aparcades i sotmeses a una situació conscient de diglòssia que les portà a un clar retrocés. El català entra doncs en una etapa de decadència. Part d'aquestes polítiques foren adoptades pel rei portuguès Manuel I. En efecte, decidix perseguir els jueus del seu regne i expulsar-los massivament. Després promogué matrimonis amb la doble corona de Castella i Aragó. Es casa el 1497 amb la filla primogènita dels Reis Catòlics. El rei adherí a la idea de l'Espanya visigòtica i gairebé tota la seua política s'orientà cap a aquesta finalitat.
Per tant, durant el segle xvi portuguès s'implanta la Inquisició. L'Església catòlica pretexta llavors la suposada existència de bruixes per eliminar qualsevol opositor a les seues polítiques. Hi passen musulmans, jueus i tot de ciutadans innocents víctimes d'un fanatisme religiós altament estès. Les víctimes eren mortes públicament a la foguera i torturades rere les càmeres amb màquines fabricades expressament per infligir dolor. A Portugal la Inquisició es fe sentir de forma molt violenta. La presència de la Inquisició, la voluntat propagandística del regne i el fanatisme religiós ambient dificultà i molt la penetració del protestantisme i contràriament a allò que succeí, per exemple, a França, Anglaterra, Escòcia, Txèquia o Suïssa, a Portugal no hi ha hagué vertadera adhesió a les idees de Luter o Calví.

#### Guerra de Successió Portuguesa

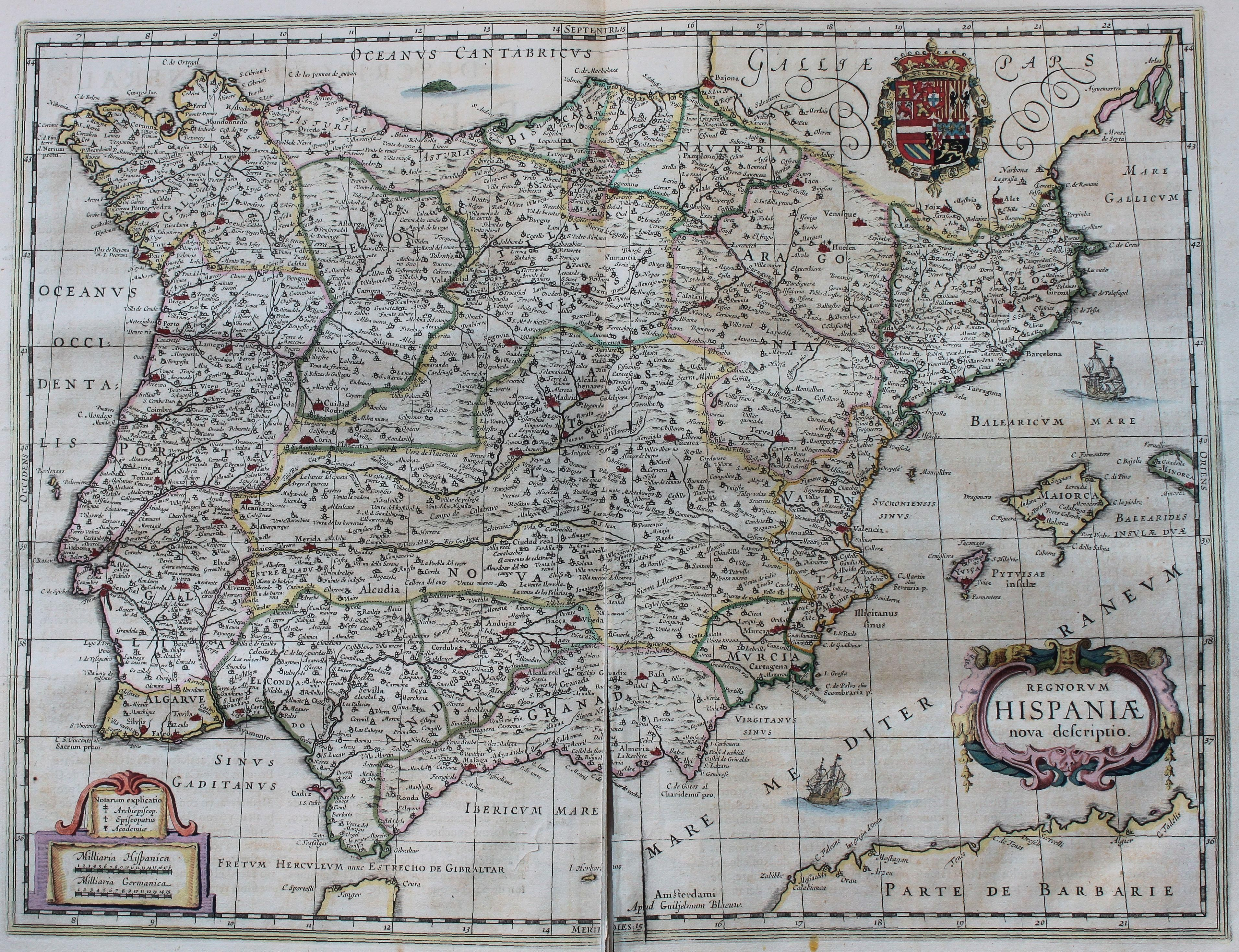
Mapa de principis del titulat originalment en llatí "Regnorum Hispaniæ nova descriptio", és a dir, Regne de la Hispània nova descripció; inclou les nacions gallega, portuguesa, aranesa, catalana i basca sotmeses a la castellana i la seua idea imperial dita "hispànica" representada sobre cartografia.

Amb la successió al poder del rei Sebastià I, el país entra en una època de decadència. Perd les batalles colonials i és annexat per Castella. Llavors es podria dir que tota la península ibèrica és Espanya. El projecte hispànic compleix llavors el seu desig. Durant prop de seixanta anys el regne portuguès queda subjugat a les ordres de Castella que comença a programar un Estat centralitzat en què Portugal, els Països Catalans actuals, el País Basc, Andorra, Galícia i el País d'Aran actuals són assimilats a regions castellanitzades.
El rei fou educat en la cavalleria i tot el folklore que hi és associat. Àvid de conquestes i glòria, pren el cavall i l'exèrcit per anar-se'n a "conquerir" les ciutats de Safí, Azamor, Alcàcer Ceguer i Arzila. Les ciutats foren abandonades per Joan III una vegada que quedà evidenciat que seria difícil fer-se amb terres marroquines. El 1578, però, durant la Batalla d'Alcàcer-Quibir el rei desaparix. Les seues tropes perden la batalla mentre el rei es dona com a perdut. Ningú sabé si era mort o si es trobava empresonat. La missió fou doncs un fracàs. A Portugal ningú hi veia clar. Abans mateix que el rei s'endinsés en l'"aventura" l'entorn pensava que calia deixar-ho de banda i no arriscar-hi la vida per no res.
En efecte, el cap militar àrab, Mulei Mohamed, demanà ajuda a Sebastià I per ajudar-lo a sotmetre Tànger i fer-se amb el tron. El 1574 resulta que Mulei Moluco es troba llavors molt malat i sembla realment que la victòria portuguesa està al caure. Però a Portugal ningú s'acaba realment de creure que el camí estiga tan aplanat. Per això mateix a la desaparició del rei, comença a corre els remors que tot allò era una conspiració i que el rei o bé era mort o bé era empresonat però ningú ho feia saber perquè l'objectiu era portar Portugal a la crisi successòria. És l'anomenat sebastianisme. Amb aquesta expressió es parla d'una suposada conxorxa amb què durant molt de temps planà la idea que Sebastià estava viu però que l'havien retingut per tal que Portugal fos annexat a Castella i així construir l'Espanya visigòtica que desitjava Castella.
El cas, però, és que efectivament el tron portuguès cau en crisi successòria i Castella aprofita l'ocasió per annexar-se el regne. El rei no tenia descendent. La regència l'assumí el cardenal Enric el Cast que tenia filiació amb Manuel I de Portugal i Maria de Castella. Publicà un edicte amb què es convocaren les Corts per escollir nou monarca. Unes Corts nodrides d'universitaris especialitzats en Llei. Els candidats foren:
- Felip II, rei de Castella, Aragó, el Principat de Catalunya, el Regne de València i Mallorca, posseïdor de Navarra i amb capacitat de decisió sobre Andorra, hereu de la branca hispànica dels Habsburg
- António, prior de l'Ordre Militar do Crato, lligat a l'Església catòlica, fet que li concedia el suport del clergat
- Catarina de Bragança, filla de Duart de Portugal, casada amb Joan I de Portugal, sisè duc de Bragança

Bona part de la noblesa portuguesa es troba llavors força fascinada amb la idea d'Espanya. Castella posseïx un immens imperi totalment envejat a Europa. Veia amb bons ulls que Porgugal passàs sota l'ègida hispànica, fet que comportaria deixar que Castella absorbís igualment les colònies brasilera, angolesa o moçambina. Malgrat els esforços de totes les parts, el 1580 encara no hi ha elecció. La situació és geopolítica atès que si Castella absorbix Portugal, les seues possessions ultramarines s'engrandixen enormement. Els favorables a Castella, però, desitjosos de glòria i reputació, proclamen a Felip II com a rei i successor legítim de Portugal. Una proclama que no acabà d'agradar a tots els estaments de les Corts portugueses. António de Crato és llavors proclamat rei de Portugal. Castella passa doncs a l'atac i envaïx Portugal amb les seues tropes per assegurar-se que l'autoproclama es faça efectiva.
A la Batalla d'Alcàntara, António de Crato lidera la defensa portuguès que, a pesar de tots els esforços abocats, perd estrepitosament. El país és annexat a la doble corona de Castella i Aragó. Castella aconseguix el seu desig, recreat l'Espanya visigòtica. Portugal entra en decadència. Per bé que cadascuna de les antigues corones preservà les seues Lleis, monedes, llengües i Corts, la realitat és que Felip II inicia una clara tendència unificadora i centralitzadora que pretén eliminar totes les jurisdiccions en favor d'una única llei, per descomptat castellana. El portuguès com a llengua patix llavors la mateixa sort que el català, el gallec o el basc. Així el català, per exemple, malgrat ser d'ús popular, com el portuguès, la influència de la Cort castellana el porta a introduir escriptors catalans de parla castellana. La impremta deixa d'editar en català i passa a fer-ho en castellà. La legislació passa a dictar-se en castellà i les colònies passen a veure com s'hi introduïx el castellà en contra del portuguès.
Nota: actualment la historiografia portuguesa parla de l'annexió com el període "d'unió ibèrica" perquè es vol veure en aquesta absorció una unió de dues corones quan la realitat és que en aquella època es parlava d'Espanya i, efectivament, allò era la unió no de dues corones, però més aviat de quatre corones i prop de sis Corts. Per tant, l'expressió unió ibèrica és totalment intencionada i té una lectura molt anacrònica.
De fet, el comerç colonial passa a monopoli castellà en detriment de la potència que n'havia fet anteriorment la Cort portuguesa. Portugal entra en crisi econòmica i Castella n'augmenta els imposts. Disminuïx la producció agrícola, la població portuguesa marxa cap a l'estranger, els vaixells portuguesos són objecte d'assalts per part d'Anglaterra, els Països Baixos i França, el comerç descreix i la pirateria assota el territori portuguès. Les colònies patixen una greu crisi amb atacs constants i una guerra de desgast provocada pels rivals de l'imperi hispànic. En efecte, ni a França ni a Anglaterra els agrada gaire l'èxit hispànic. Envejosos, provoquen malestar a les colònies portugueses. Saqueigs i invasions són pa de cada dia a Brasil, el golf de Guinea o Moçambic. Els francesos i neerlandesos ataquen els dominis portuaris d'Ormuz, Malaca, Celian, Java o Moluques.

#### Revolta de Manuelinho
La primera revolta contra l'annexió tingué lloc el 1635 degut a qüestions tributàries. La població de Vila Real, Viana do Castelo i Lisboa es queixen de veure augmentar els imposts. Aquell any explota una revolta a Èvora i que pren una part del país. Atiats o no per la noblesa, el poble menut ix als carrers a reclamar menys imposts i incendia la casa del corregidor. Un símbol evident del rebuig contra Castella i les seues polítiques pancastellanistes. Els carrers s'incendien i a cada porta de cada casa s'hi penja pamflets propagandístics. La població s'exalta.
Per evitar de ser descoberts, els promotors de les pamfletades i de la revolta signaren amb el nom de Manuelinho, que era el nom d'un ciutadà amb problemes neurològics de comportament, la qual cosa esvaïa tota vertadera persecussió. L'Alentejo, Algarve i Porto adherixen fàcilment a l'anomena Revolta de Manuelinho. I, això no obstant, la noblesa i el clergat s'oposaren a les revoltes. Caldria considerar llavors que l'un com l'altre passaren a ser corromputs per Madrid, tal com succeí efectivament amb catalans o bascs. La monarquia sabé fer de les elits de cadascun d'aquests antics regnes clienteles sucoses.
Arrel de tot plegat, el 1637 un grup de nobles portuguesos, coneguts com a conjurats, munten una conxorxa per fer caure el poder hispànic i retornar la independència a Portugal. Eren prop de 40 els membres d'aquesta conxorxa que pretenia posar al poder a João de Bragança, descendent de Catarina de Bragança. Es considera que la Revolta de Manuelinho fou una prèvia atès que amb els Conjurats es planifica els esdeveniments de 1640.

#### Guerra de Restauració

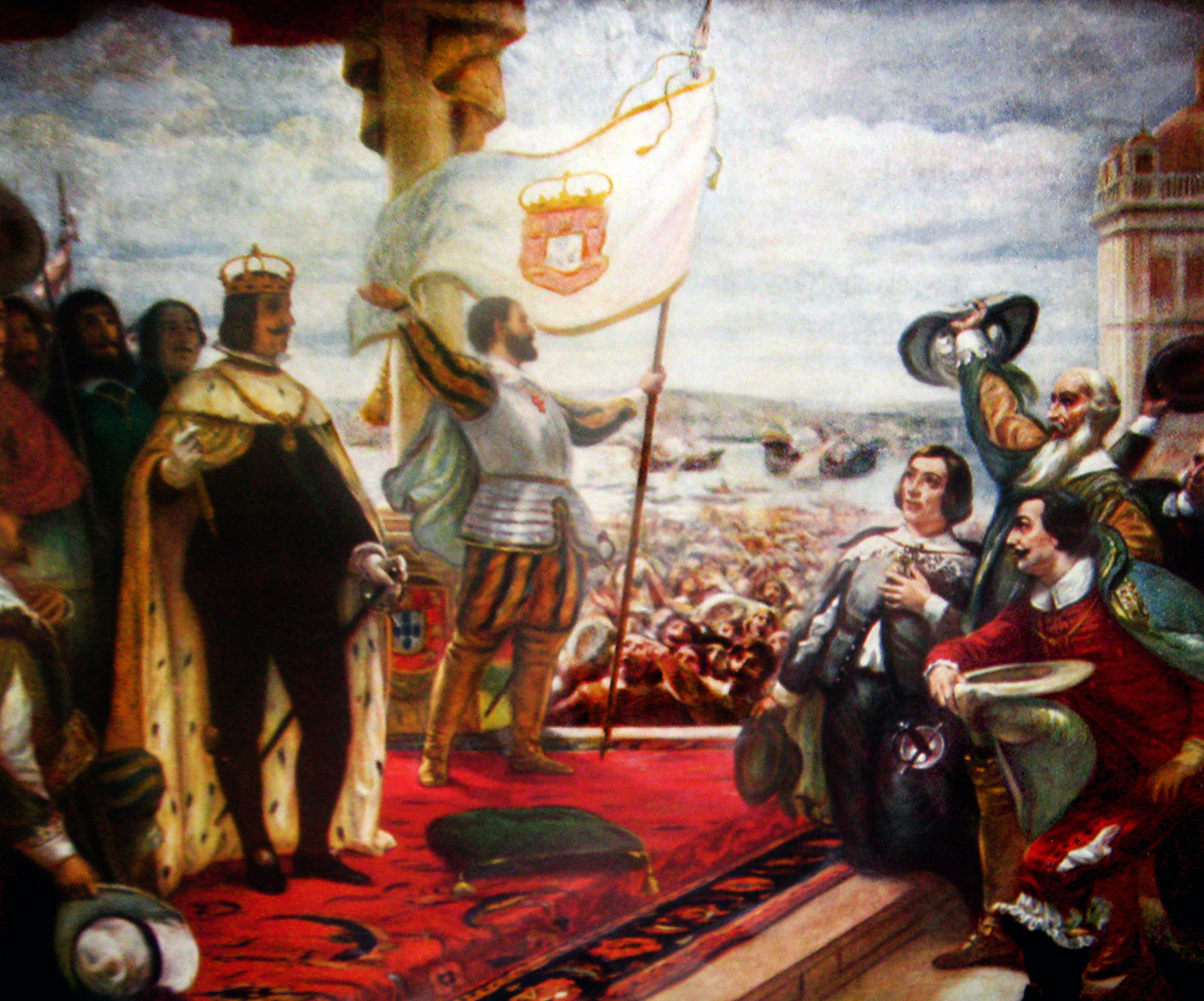
Proclama de João IV com a Rei de Portugal davant els Conjurats.

La Guerra de Restauració s'inserix en la Guerra dels Trenta Anys i, per tant, adquirix caire geopolític. Les protestes protestants contra l'Església catòlica derivaren al centre d'Europa en guerres constants durant tota l'Edat Moderna. Catòlics s'enfrontaren contra protestants en un seguit de guerres sagnants que afectaren països com ara França, Anglaterra, Escòcia, Alemanya o Txèquia. Aleshores les fronteres no eren aquestes i, per tant, aquestes guerres cal emmarcar-les en els projectes imperialistes de regnes com el francès, l'anglès o l'hispànic. En efecte, el protestantisme desestabilitzava l'Imperi hispànic comandat pels Habsburgs. Els seus territoris eren immensos i, sobretot, envejats a França com a Anglaterra. Els Habsburgs mantenien guerres colonials a Amèrica i guerres imperials contra el poder otomà a l'est europeu. Tenir una població contestatària, com la protestant, en debilitava el poder.
Però els prínceps bohemis eren contraris a practicar el catolicisme, tal com imposava el poder hispànic, raó per la qual esclatà una guerra de trenta anys el 1618. A la península ibèrica les guerres de religió no tingueren raó de ser atès que no hi havia dissidència protestant, malgrat que el poder pancastellà muntà la Lliga catòlica per fer front a l'oposició protestant centreeuropea. La Guerra dels Trenta Anys, però, és utilitzada a la península, com als Països Baixos, per revoltar-se contra Castella i la seua idea imperial d'Espanya i Europa. D'aquesta manera, des dels Països Baixos, una llarga guerra desdibuixa el territori neerlandès que lluita per retrobar la independència. La mateixa cosa succeïx a Portugal, el País Basc i els Països Catalans actuals.
A Catalunya la guerra pren forma el 1640 quan França aprofita l'ocasió per penetrar territori català i, així doncs, provocar el poder hispànic, en vista de portar-lo a una guerra i, de resultes, mirar de desestabilitzar-lo. França volgué en tot moment dividir el territori hispànic i per això tenia previst annexar-se Catalunya i donar el vist-i-plau a la independència d'Holanda i Portugal. D'aquesta manera, la Guerra dels Segadors o de Secessió catalana és contemporània a la Guerra de Restauració portuguesa.
De tots els territoris peninsulars, Portugal fou l'únic que aconseguí retrobar la seua independència durant la Pau de Westfàlia. França hi permet la representació de Portugal, Catalunya i els Països Baixos. La qüestió era sobreposar-se a l'enemic hispànic, tot posant-li davant seu territoris que ella considera regions. Espanya demana durant la guerra al territori portuguès, en virtut de la Unión de Armas, d'anar a fer-li la guerra a Catalunya i la resta de territoris catalans. Tanmateix, els Conjurats que ja preveien una revolta el 1640, no fan cas a les ordres i, de resultes, emprenen una guerra contra Castella.
La corona hispànica exigí fins i tot als Bragança de presentar-se a les Corts castellanes, cosa que era del tot reprovava pels que volien tornar a ser independents. Proclamen nou rei a Joan IV de Bragança i s'inicia així doncs una llarga guerra que anirà més enllà de la Pau de Westfàlia. Per fer reconèixer Portugal com a país independent, els Conjurats usaren de la diplomàcia a totes bandes. S'aproparen a França, Anglaterra, Holanda, Suècia o Dinamarca amb les seues ambaixades respectives. Hi destacà el conte del Castelo Melhor, Alfons VI, autodesignat regent i nomenat diplòmatic pels Conjurats.
El final de la guerra és desastrós per als Països Catalans actuals i mitigat per als Països Baixos. La Catalunya nord és annexada a França mentre Andorra acciona el botó de la diplomàcia per separar-se de Catalunya, fent creure que no és catalana, però andorrana dels dels Pariatges de 1288. Una estratègia que paga atès que a París com a Madrid es voldria veure el territori català dividit. És la màxima de dividix per regnar millor, un clàssic de l'imperi francès. Els Països Baixos, per la seua banda, accedixen a la independència, però perden el territori flamenc que queda a mans hispàniques i regira del tot la situació religiosa. Portugal, per tant, fou l'únic territori avantatjat i restaura finalment la seua independència en la figura de Pere II que és proclamat rei de Portugal a les Corts de 1697. Una nova dinastia, la de Bragança, pren el poder portuguès.

#### Guerra de Successió Espanyola

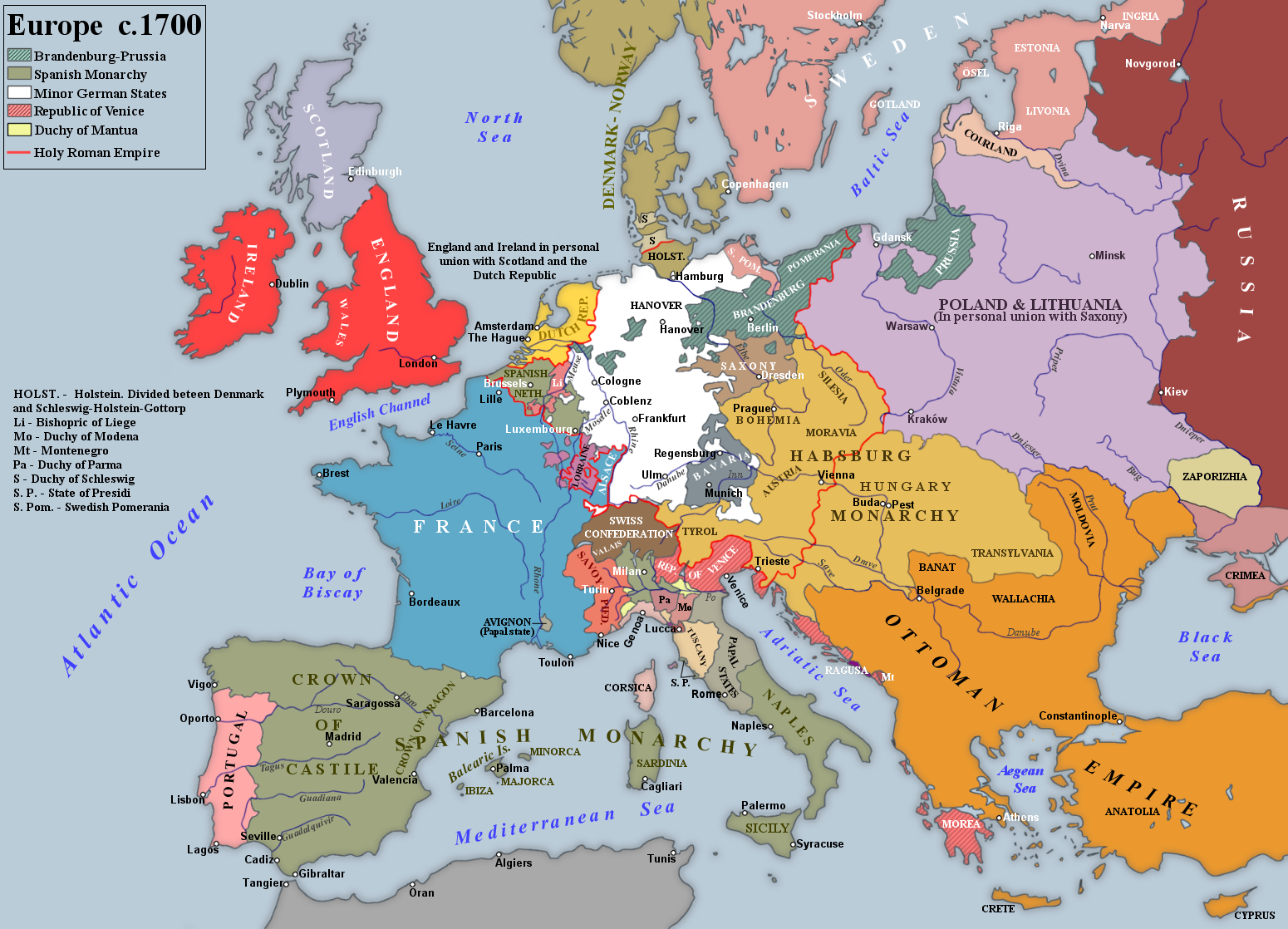
Europa tot just iniciar-se la Guerra de Successió.

El 1700 Carles II, monarca de la casa d'Àustria, mor sense descendència. Dos aspirants es disputen la corona: l'arxiduc Carles d'Àustria, fill segon de l'emperador Leopold d'Àustria; i Felip de Borbó, duc d'Anjou, net del rei francès Lluís XIV, conegut com a Rei Sol. Totes les potències europees són a l'expectativa perquè segons com es resolga el problema, França pot apoderar-se de tot l'imperi hispànic. Anglaterra no voldria pas que això passés perquè li restaria en les seues ambicions. Abans de morir, Carles II de Castella, Aragó i Navarra, fa escriure el seu testament diverses vegades fins que finalment es decanta per cedir el tron a Felip de Borbó. Una guerra pel domini imperial comença i Portugal entra a formar part de la Gran Aliança.
La corona anglesa, tot aprofitant els llaços diplomàtics que manté, demana l'ajuda d'antics sollevats contra Castella i, Portugal, Holanda, Hannover o els territoris de la corona confederada d'Aragó participen a la Gran Aliança contra França, Castella i Prússia. És una guerra de caràcter internacional que establirà la nova superpotència i les condicions del comerç d'esclaus. La guerra servix al tron portuguès per mantenir la seua autoritat vers Castella que malgrat haver de reconèixer la independència de Portugal arrel de la Conferència de pau de Westfàlia, l'historial passat deixa en evidència que no trigarà a reclamar altre cop la possessió del regne.
Els bel·ligerants fan la pau a Utrecht on Felip de Borbó és finalment acceptat com a monarca hispànic a condició que reunicie a les possessions franceses. Tracte fet, la guerra s'atura parcialment atès que els Països Catalans actuals no abandonen i lluiten per la seua independència. Deixats de banda, Barcelona capitula el 1714 i perd definitivament la seua sobirania. D'ençà que el poder hispànic, a mans del net del Rei Sol, imposa la construcció d'un estat absolutista. Els territoris de parla catalana viuen doncs un retrocés accelerat de tot allò que els diferenciava. A Madrid hi ha clarament l'objectiu de desfer-se de catalans i bascs per continuar construint el seu ideal d'Espanya visigòtica.
Portugal viu aquesta situació a distància i, de fet, ni tan sols mou un dit. Adopta la mateix estratègia que la diplomàcia andorrana, és a dir, la pràctica de fer-se l'andorrà. Ací la intenció és evitar que Castella vinga a preocupar-se per Portugal. Per tant, deixa que els catalans i bascs entren en una resistència constant, la qual ens porta als nostres dies, de forma que Castella no pot destinar mitjans per annexar-se Portugal, perquè es troba massa ocupada a reprimir catalans, bascs com gallecs.

### El Segle de les Llums

#### L'absolutisme portuguès
Retrobada la independència, Portugal importa el model absolutista francès. A França creix notablement el prestigi. El Rei Sol hi munta un estat centralitzat que mira de rivalitzar amb la confederació hispànica. El model resulta ser força efectiu i fa entrar el poder hispànic en decadència. De resultes, regnes com l'anglès es veuen temptats d'adoptar l'absolutisme, malgrat que a Anglaterra no tingué l'èxit esperat, com sí passà a Portugal. En efecte, en terres portugueses, l'absolutisme servix per marcar diferència amb Madrid.
A la primera meitat del segle xviii, Portugal promociona una política mercantilista per tal de recuperar-se de les destrosses que li crearen les guerres contra Castella. Començà l'exploració minera del Brasil i s'hi descobriren pedres precioses que feren de la Cort portuguesa una de les més riques d'Europa. Aquestes riqueses servien, sovint, per pagar els productes importats, principalment d'Anglaterra (per exemple, gairebé no existia la indústria tèxtil al regne, i tots els teixits eren importats d'Anglaterra). El comerç internacional es basava en la indústria vinícola. Es contracten tècnics anglesos i francesos, s'intensifica el comerç de la seda, s'aposta pel vidre, el paper i s'exporta el ferro. Un vertader proteccionisme s'establix amb les anomenades pragmàtiques. Obren companyies colonials d'explotació estatal al mateix estil que les holandeses, angleses i franceses.
Portugal estreny relacionas amb Anglaterra mitjançant el Tractat de Methuen en què Portugal importa llana anglesa a canvi d'exportar cap a Anglaterra vi portuguès. Tots dos regnes acorden alliberar les seues fronteres però tancar-les a la resta. Portugal, a banda, explota el comerç de sucre que importa del Brasil, a més del tabac i el cotó. El tabac és llavors objecte de polítiques proteccionistes a gairebé tots els imperis colonials europeus. França com Espanya imposen unes restriccions importants a les seues fronteres perquè han comprès el potencial. El contraban de tabac esdevé gairebé una norma.
Al vessant econòmic, s'hi afig la cultural. El rei Joan V de Portugal readapta la política propagandística de l'absolutisme francès i decidix potenciar la cultura del seu país amb Acadèmia de la història, la llengua i universitats. Es fona doncs la Reial Acadèmia de la Història, la Biblioteca Reial da Ajuda i la Biblioteca do Convento de Mafra. Intel·lectuals i cientistes de França o Anglaterra són contractats per nodrir de coneixement les institucions portugueses. Es funda un Museu d'Història Natural al Palau Reial i es crea un Observatori Astronòmic al Col·legi de Sant Antão.
Els carrers de Lisboa són adornats amb magnífics monuments i es potencia tot l'ambient rococó i clacissista. Hi destaquen el Palau-Convent de Mafra, la capella de Sant Joan Baptista, el Monestir de les Clarisses, l'Aqüeducte de les Águas Livres, la Basílica Patriarcal de Lisboa, etc. L'art agafa llavors la tapisseria, la pintura i la manufactura com a elements luxosos. El barroc inunda tota la capital. Molts portuguesos tornen a marxar del seu país però aquesta volta per estudiar a fora i, després, portar-ne el coneixement. Són els "estrangeirados", nom que de forma una mica burlesca mira de posa èmfasi en la necessitat de modernitzar un país a qui li costa retrobar la glòria imperial que li donaren les Exploracions i que ara es troba estroncada per les ambicions castellanes d'annexar-se territori aliè.
L'alta societat portuguesa viu així i tot d'un luxe exuberant. En canvi, la majoria de la població, prop del 90% viu de la misèria. L'absolutisme és un sistema de govern autoritari que fa recaure en la figura del Rei les decisions que són arbitràries. El sistema establix una jerarquia de classes que caracteritza de fet l'Edat moderna a Europa. El clergat i la noblesa formen part de la Cort reial que es nodreix d'aquesta.

#### Despotisme Il·lustrat a Portugal

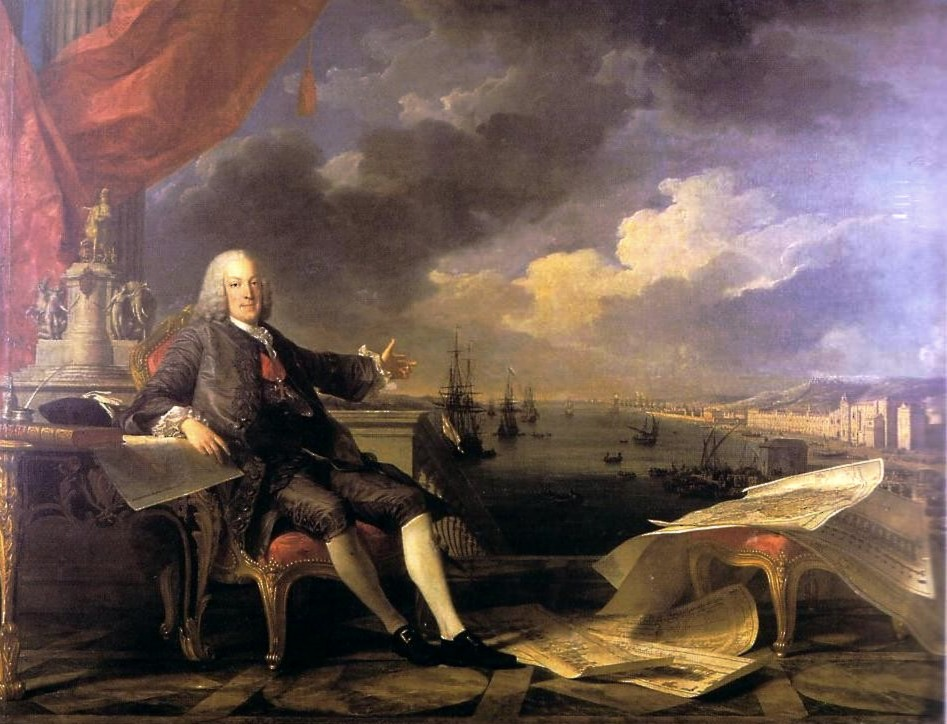
Sebastião José de Carvalho e Melo, més conegut com a Marquès de Pombal

A Portugal les idees il·lustrades entraren però de forma lenta i no significaren un canvi radical com passà en altres territoris europeus. El règim portuguès es troba de cara a la resta d'Europa aïllat. Anglaterra i França són les noves potències colonials i Portugal ha perdut tot el protagonisme. És una perifèria que ha d'enviar els seus propis intel·lectuals a formar-se a l'estranger. Per tot això, el país no visqué inicialment revoltes com les que tingueren lloc a França, malgrat que les crítiques cap a l'absolutisme es feren sentir.
Per això mateix la monarquia contractà el marquès de Pombal, D. José, el qual com a príncep il·lustrat mirà de modernitzar el país i adaptar-lo als nous corrents que circulaven als salons i cafès europeus. L'ocasió per posar a la pràctica aquesta nova política tingué lloc el 1755. L'1 de novembre d'aquell any un terratrèmol violent sacseja Portugal i la ciutat de Lisboa, capital del regne, és completament devastada. Primer per foc, a conseqüència del terratrèmol i, després, per aigua. Europa queda llavors astorada. Ningú acaba de comprendre que un país creient i tant acèrrimament ancorat en el catolicisme haja pogut ser devastat i destruït d'aquesta manera.
El mateix Voltaire aprofita l'ocasió per parlar-ne. A Càndid hi denuncia la societat, ancorada en la mitologia, autoritària i tancada a la ciència. Per a Voltaire és evident que allò no és obra de Déu i que caldria començar a separar l'Església del coneixement. Tenim aquí l'una de les bases de la Il·lustració. El filòsof aconseguí d'aquesta manera posar èmfasi en Portugal. El país esdevé tema de debat als salons il·lustrats. I, mercès o a conseqüència d'això, les crítiques cap a l'absolutisme són més i més visibles. Som llavors a les portes de la Revolució Francesa.
El marquès de Pombal assumeix doncs la missió de reconstruir la capital i el país després del desastre, això sí, sobre la base del despotisme il·lustrat. Ordena l'enterrament dels morts que llavors escampaven malalties entre la població que degut al terratrèmol es trobava blocada i deixava els cadàvers a la llum i vista de tothom. La nova capital o "nova Lisboa" mira d'imitar el model de ciutat global o mundial que liderà França amb el Rei Sol. Avingudes àmplies que es connecten amb places fins al palau que és el centre de l'Estat. No obstant, tindrem una arquitectura sòbria, que no porte a l'ostentació i calle les crítiques cap a l'absolutisme, massa carregat amb el barroc.
Això dona un prestigi enorme al marquès de Pombal que de facto acaba exercint com a monarca en comptes del monarca. La seva figura és exaltada actualment i, de fet, la Revolució dels Clavells comença a partir de l'estàtua en honor seu situada a Lisboa. I és que el marquès de Pombal desenvolupà l'economia i la indústria del seu país. Obrí fàbriques i potencià el seu rendiment. Ajudà amb subsidis la indústria de la llana, el paper i la seda. Torna a posar al dia el monopoli colonial alhora que demana crèdits al banc anglès per tal de finançar un nou renaixement cultural. Es munta quatre monopolis comercials colonials i una junta encarregada de les facultats de matemàtiques, filosofia, medicina, història, física, química i formació de professors.
D'aquestes polítiques neix el Reial Col·legi dels Nobles que fou l'equivalent a l'Institut de França. Les escoles comencen doncs a obrir-se progressivament alhora que es potencia l'aprenentatge del llatí i el grec. Uns progressos que s'estroncaren amb l'arribada de Maria I de Portugal al poder. Contrària a la Il·lustració, dona d'Antic Règim, abolix bona part de les lleis que promogué el príncep il·lustrat, tot obligant-lo a dimitir. I, a pesar de tot, la monarca, primera dona en ostentar el poder al país, continua la política propagandística cultural de tipus francès. Obre doncs una Reial Acadèmia de les Ciències, de la Marina, de la Guerra i una biblioteca pública a Lisboa. Alhora fa construir la Reial Casa Pia que fou una institució dedicada a acollir orfes menors d'edat i infants pobres.

#### Guerres Napoleòniques
A les guerres napoleòniques Portugal és envaït per les tropes franceses malgrat que l'ajuda que el país rebé d'Anglaterra li permeté expulsar les tropes força més ràpid que a la resta de la Península ibèrica. Castella, per la seva banda, aprofita la Revolució Francesa dels primers anys del segle xix per mirar d'envair altre cop Portugal. Quan les potències absolutistes declaren la guerra a França, l'exèrcit francès comandat per generals de Napoleó Bonaparte envaïx la península ibèrica. És la Guerra de la Independència d'Espanya a Castella, del Francès als Països Catalans i peninsular per a Portugal. A França es tracta d'una "campanya d'Espanya".
Nota: el 1801, Napoleó signa un tractat amb Espanya pel qual aquesta declararia la guerra a Portugal en cas que el regne mantinguera el seu suport a la corona anglesa, fet que desencadenà l'anomenada Guerra de les Taronges contra Castella. Fou una campanya de divuit dies en què l'exèrcit hispànic atacà una dotzena de pobles fronterers amb Castella. L'octubre de 1807, Napoleó torna a signar un tractat amb Espanya, el de Fontainebleau, segons el qual Castella s'annexa Portugal i França contribuïx a repartir-se.
Arrel de les vel·leïtats entre França i Anglaterra, Bonaparte apostà per crear una crisi social i econòmica a Anglaterra. Per això decidí decretar un bloqueig continental i, Portugal, en no respectar-lo és envaït. Considerant Portugal territori hispànic, així mateix es designa la guerra de "Campanya d'Espanya" en historiografia francesa, Napoleó aprofita i establix un règim liberal tutelat a Espanya. De passada, envaïx Portugal, annexiona Catalunya i Andorra, incloent la segona dins de Catalunya.
Les tropes franceses entren en territori portuguès pillant, robant, cremant cases i matant la gent que troben al seu passatge. Retiren les banderes portugueses i imposen un governador. La monarquia portuguesa demana l'ajuda d'Anglaterra i, aquesta, que vol veure fracassar el bloqueig continental, socorre amb el seu propi exèrcit. La situació es complica i la família reial ha de fugir de Portugal. Embarquen cap a Brasil. Aleshores la monarquia tampoc vivia les seues millors estones. La reina és atesa per demència i el regne cau en mans de la regència del príncep Joan, després que la descendència de Maria I de Portugal morís. Quaranta vaixells de mil persones porten la família fins a Rio de Janeiro des d'on Brasil passa a ser la metròpoli i Portugal la colònia.
Tres onades perllongaren la guerra contra Portugal. L'exèrcit francès destruí Porto i obligà part la població a fugir. S'organitza llavors una línia de defensa a Lisboa amb què l'exèrcit portuguès aconseguix juntament amb l'anglès fer fora el francès. Les tropes són perseguides fins a la frontera. Però malgrat la victòria, el resultat donà una cara molt trista al país. Enfonsat econòmicament, ara es trobava enfonsat físicament. La família reial ordena llavors al mariscal Beresford de prendre la regència mentre no puga trepitjar sol portuguès.

## Edat Contemporània

### Monarquia constitucional (1820–1910)

#### La Revolució Liberal de 1820

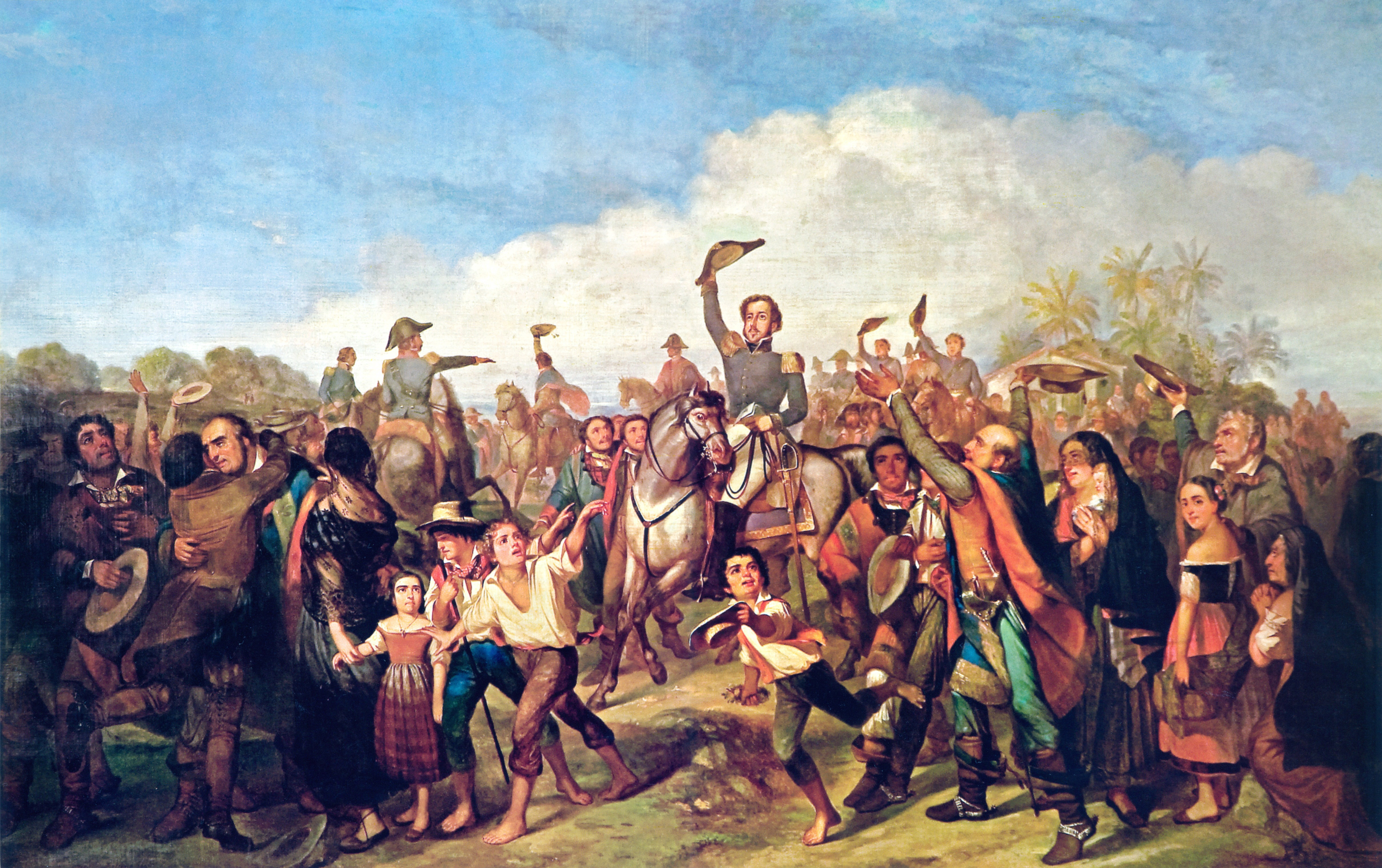
El Príncep Pere envoltat per una multitud a São Paulo després de donar les notícies de la independència brasilera el 7 de setembre de 1822.

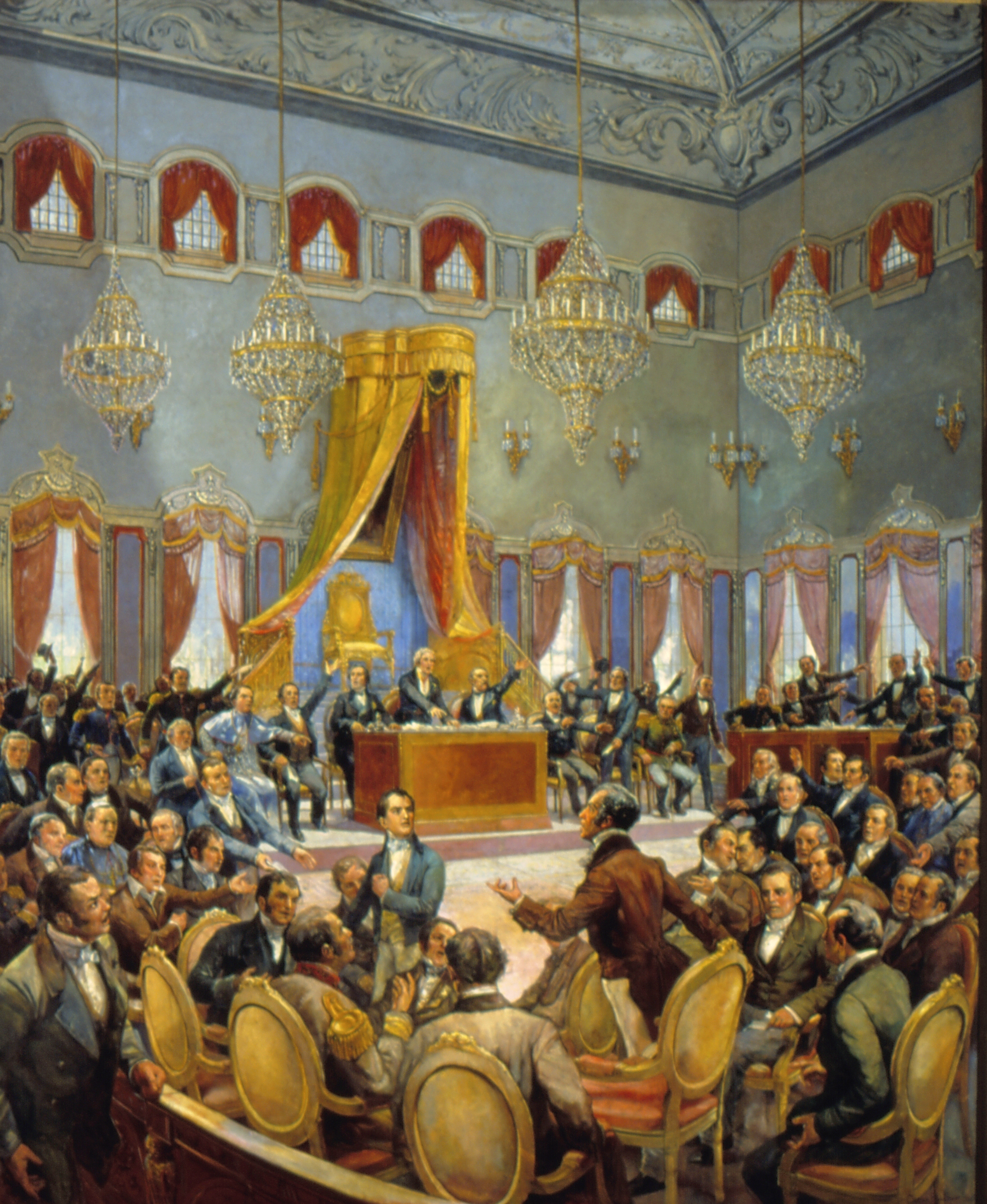
Sessió a les Corts de Lisboa, Palácio das Necessidades. Diputats reunits en assemblea amb representants de les províncies brasileres per a l'aprovació de la Constitució.

A conseqüència de les guerres napoleòniques, de l'absència de la família reial, de la presència de les tropes angleses com a regents, del final del pacte colonial i l'obertura de Brasil dins el comerç mundial, molts són els qui protesten a Portugal. Mentre Portugal és ocupat, la colònia deixa de ser-ho i aquest fet incomodà i molt a la noblesa portuguesa. Rio de Janeiro és la nova capital del regne portuguès i, de fet, Joan VI era rei del Regne Unit de Portugal, Brasil i Algarve.
A la vegada, el liberalisme polític s'implanta arrel de la Revolució Francesa, de l'existència d'una burgesia que com la resta de països voldria acabar amb l'Antic Règim i contesta d'ençà temps l'absolutisme. Per tot plegat esclata l'agost de 1820 una revolta a Porto. És la Revolució Liberal que malgrat presentar-se victoriosa el 1820 tenia ja un precedent, un assaig, el 1817. Aquell any s'organitzà una batuda d'amagat per tal de fer fora el regent de l'exèrcit anglès. Però fou un fracàs. Tres anys després, la burgesia es recolza de la població per fer fora l'exèrcit anglès i instaurar de passada un règim liberal. El resultat final atorga per primera vegada al poble una Constitució i, per tant, a diferència d'allò que es podria llegir en historiografia francòfona, es podria dir que a Portugal no hi havia cap mena de retard en quant a la circulació de les idees liberals.
La primera monarquia constitucionalista portuguesa és doncs fruït d'una organització preparada anys abans. En sortir del Congrés de Viena, el país hi veu restaurat l'absolutisme i, aquest, feia força temps, sobretot amb l'ascens de Maria I de Portugal, que prohibia la circulació de literatura il·lustrada. Les idees porten temps bullint entre la burgesia que com la resta de països és exclosa de les decisions polítiques malgrat tenir el mateix pes monetari que la resta de classes privilegiades. Una organització secreta, certament de tipus maçònica, els sanedrins, organitzen així doncs a esquenes de la monarquia una revolta liberal. Per bé que Portugal entra triomfant al Congrés de Viena com a potència absolutista, la realitat és que a esquenes seua hi tenim plans per fer-la caure.
En eixir doncs del Congrés de Viena, Portugal esdevé dels primers països a contestar la doctrina de Metternich. La cara visible de l'associació sanedrina fou en Manuel Fernandes Tomás. L'associació aprofità el viatge de Beresford a Brasil on havia de demanar al rei portuguès provisions i donar-li compte de la situació del país d'origen, per convèncer els militars portuguesos d'organitzar, de passada, les bases per la instal·lació d'un règim liberal. S'organitza llavors una junta provisional de govern amb què es convoquen les Corts i s'implanta una Constitució. El 26 de gener de l'any següent, s'organitzen les primeres eleccions que lluny d'imaginar-se, no són del tot representatives. Només hi podia participar la gent que podia pagar-se la seua participació alhora que les dones no hi eren benvingudes.
La revolta és molt ben rebuda al Brasil on hi esclaten diverses manifestacions públiques en suport al règim liberal portuguès. Parà, Baia o Rio de Janeiro són algunes de les ciutats que s'incendiaren a crits d'eleccions. Són de fet la mostra evident del fracàs del Congrés de Viena. Així, a Portugal com a Brasil, les crítiques són creixent i la burgesia té el pot ple de les polítiques absolutistes. No cal perdre de vista que aquest ambient degué contagiar i força la mateixa família atès que la disputa entre el fill del rei i el rei portuguès deriva en la proclamació de la independència de Brasil. Proclama que s'inscriu en el context continental americà.
En efecte, des que les 13 colònies s'independitzen de l'imperi britànic que Amèrica del Sud es rebota contra l'imperi hispànic. A l'Amèrica del Sud s'aprofita les guerres napoleòniques per emancipar-se del poder pancastellà. Neixen progressivament nous estats que es regixen pel principi d'Estat-nació. En realitat són els criolls els qui protagonitzen aquest nou ordre mundial. Nodrits per la literatura liberal de les Llums, organitzen revoltes per instaurar el liberalisme a tot el continent. Com a conseqüència, es proclama la independència de Mèxic, Paraguai, l'Argentina, Xile o Colòmbia.
En el cas portuguès, la independència de Brasil és degut a una disputa reial. El monarca portuguès hagué d'exiliar-se durant 14 anys a Brasil. Allà s'hi educà el seu hereu, Pedro I de Brasil, el qual es nodrix de l'ambient crioll. Alhora el seu pare fa de Brasil la metròpoli i, per tant, hi construïx escoles, biblioteques, hi desenvolupa el comerç i la indústria, hi funda règims jurídics i polítics, a més de financers, propis, i, per acabar, hi construïx una xarxa de transports. Brasil entra doncs en plena Revolució Industrial emancipant-se, de facto, de Portugal. El fill hi participa. No només això, sinó que comprèn la burgesia brasilera que pensa que Brasil podria sobreviure i projectar-se perfectament sense cap mena d'intervenció de Portugal. Les bases queden doncs establertes i quan el rei portuguès torna al seu país d'origen, decreta juntament amb les Corts el retorn de la posició de metròpoli a Portugal. Brasil que s'ha desenvolupat mercès a la seua situació de metròpoli, no vol de cap manera retornar a ser una colònia. Arguments econòmics en mà, Pere I de Brasil, aleshores regent del territori brasiler, demana el final del monopoli colonial i, en cas de no tenir-lo, que fou efectivament no concedit, declara la independència.
El 7 de setembre de 1822 Brasil passa a ser una Estat independent no reconegut per Portugal. Pere és llavors aclamat emperador i "defensor perpetu" de Brasil a Rio de Janeiro. El rei portuguès, Joan VI, enrabiat, no reconeix la declaració i la monarquia portuguesa trigarà 3 anys a fer-ho. Una guerra diplomàtica s'instaura entre la proclama i el reconeixement. L'objectiu final és poder ser reconegut de forma a instaurar relacions normalitzades i de tu a tu entre Brasil i Europa. S'aconseguix finalment a la mort del pare. El fet, però, és vertaderament revolucionari atès que arrel de la proclama s'engendra una nova Constitució per a Portugal. El 1822 el rei portuguès es veu gairebé obligat a jurar una nova constitució que establix un règim molt més obert.
- sufragi universal directe aprovat
- separació de poders en executiu, legislatiu i judicial
- dret de veto del rei sobre el poder executiu i legislatiu
- reconeixement de la llibertat d'expressió, associació i educació
- obligatorietat d'acatament a la constitució

La Constitució tenia, però, com tota monarquia constitucional, la seua doble cara. Les dones i els analfabets queden exclosos de participar en política. El regne és majoritàriament analfabet i, per tant, només una minoria participa a les preses de decisions. Alhora el rei té dret a veto malgrat que hi haja obligatorietat d'acatament de la Constitució. Encara som lluny de tenir una democràcia pluralista.

#### Restauració: guerra civil portuguesa
Havent-se establert un règim constitucionalista, la noblesa acèrrima a l'absolutisme prepara una contrarevolució. El 1826 el rei portuguès, Joan VI, mor i això desencadena una vertadera disputa sobre la successió. Els absolutistes aprofiten i abanderant-se de Miguel, fill de Joan VI, miren de fer front al liberalisme, liderat pel rei de Brasil, germà seu, Pere I de Brasil i IV de Portugal.
En efecte, abans que en Miguel tinguera dret al tron, l'hereu immediat era en Pere I de Brasil, proclamat allà com a "Emperador". Constitucionalista convençut, agafa el vaixell i aterra a Portugal per regentar el país. Miguel de Bragança, per la seua part, mira d'imposar l'absolutisme amb dos cops d'Estat fallits. El primer amb Vila-Francada com a lloc de partida, el segon amb Abrilada. Durant tres mesos Pere I de Brasil assumix el càrrec de rei de Portugal en tant que Pere IV i, llavors, intenta unificar novament Brasil i Portugal. El seu germà, Miguel, temorós de que la unió servisca per implantar durablement el liberalisme, s'hi oposa amb tot un reguitzell de tradicionalistes, tal com es designava en aquella època la dissidència absolutista.
Miguel s'autoproclama amb l'ajut dels tradicionalistes rei de Portugal i això aboca el país a una guerra civil. La guerra acaba fàcilment malgrat que Miguel I de Portugal és succeït per Maria da Glória a la regència. Pere VI, per posar fi al conflicte, acorda crear una nova Carta constitucional, és a dir, una nova Constitució que s'hauria d'haver aplicat el 1822. Aquesta preveia conciliar absolutistes i liberals de forma que la noblesa tradicionalista poguera tenir els seus càrrecs polítics garantits i la burgesia poguera, alhora, garantir l'existència d'un sistema liberal. La burgesia s'anoblix i la noblesa s'aburgesa.
Miguel, després d'ésser expulsat, torna a Portugal per jurar-hi la nova Carta Constitucional el 1826. Un mes després, es convoquen altre cop les Corts amb una escenari més tradicionalista que no l'era l'any 1820. Miguel hi és coronat de forma que aprofita l'ocasió per anul·lat la Constitució, depositar la monarquia constitucional, així com a Maria II de Portugal. Durant els prop de sis anys seüents, la guerra civil reprèn i s'abreuja. Pere IV és obligat a abdicat del tron brasiler en favor del seu fill Pere II de Brasil. D'aquesta manera, desposseït del tron brasiler, Pere IV organitza una coalició internacional per enderrocar el seu segon germà Miguel I de Portugal. A partir d'aquest punt, Miguel I assumix derrotes les unes rere les altres fins a donar-se finalment per vençut. Vers el 1832 s'establix la pau amb la Convenció d'Èvora Monte que restaura la monarquia constitucional i a Maria II de Portugal.

#### Decadència monàrquica i colonial

Mapa cor-de-rosa

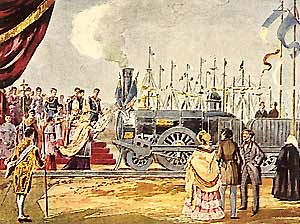
Inauguració, el 28 d'octubre de 1856, de la primera línia de ferro a Portugal, aguarel·la d'Alfredo Roque Gameiro

El regnat de Maria II fou turbulent i progressista. Progressista perquè mercès al ministre Mouzinho da Silva el país es reforma de dalt a baix. S'abolixen els privilegis feudals, l'Església perd part del seu patrimoni, s'instaura un codi civil, imposts universalistes, una administració moderna i s'allarga l'ensenyança primària a tot el país. L'educació torna a ser obligatòria i esdevé gratuïta. Es construïxen escoles politècniques a Lisboa i Porto. Es reorganitza tot l'ensenyament per tenir una segona ensenyança. El territori, per la seua banda, és reorganitzat. El país serà dividit en províncies, comarques i consells.
Quant a l'àmbit colonial, s'abolix l'esclavatge, es fomenta l'explotació dels minerals, es desenvolupa la cultura del cotó, el cafè i el sucre, es distribuïx terres als colons, abandonat el sistema de capitanies-donatàries i es reconvertixen les companyies colonials. De fet, en l'àmbit colonial Portugal no pot pas fer d'una altra manera i adopta una actitud més aviat pragmàtica. Anglaterra i França són aleshores les potències per excel·lència colonials de tot el món. Gairebé més de la meitat del planeta és sota les seues ordres. Posseïxen meitat del continent africà. Per tant, si Portugal, com a imperi colonial vol continuar expandint la seua "glòria", ha d'adoptar mesures més aptes a competir amb els seus homòlegs.
Tanmateix, no totes les reformes foren ben rebudes. Mostra d'això fou la Revola de Maria da Fonte. Es tracta d'una protesta tradicionalista que volia un sistema de salut proper a l'Antic Règim. Per això protestà contra la Llei de salut del ministre Casta Cabral. Entre altres motius, els tradicionalistes no acceptaven que hi hagueren cementiris parroquials, és a dir, laics en lloc de cementiris eclesiàstics. Alhora bona part de la població no acceptava gens ni mica la pesadesa dels imposts a què estava subjecta i per això els tradicionalistes atiaren els ànims i el 1846 esclatà una revolta que prengué el nom d'una dona, Maria da Fonte, cara visible i pública del descontentament.
Tot amb tot, la monarquia regenerada fou duradora. La resta del segle xix portuguès estigué marcada per un progrés constant capitanejat per la monarquia. A tall d'exemple, s'abolix la pena de mort i s'adopta cadascun dels punts de la Declaració de Drets Humans i del Ciutadà promulgada per la Revolució Francesa. Aquesta ajuda a instal·lar progressivament la indústria, a ritme del maquinisme. La Revolució Industrial, però, no fou del tot un èxit a Portugal atès que a les portes de la Primera Guerra Mundial, el país encara és força rural i no hi ha hagut realment cap èxode rural. La monarquia és cada vegada més contestada, siga per les derrotes colonials com pel poc progrés industrial. Alhora els enginyers de la Constitució de 1822 troben a faltar el seu projecte i fins i tot es radicalitzen atès que ara voldrien tenir una República.
En efecte, a la Confertència de Berlín de 1884, Anglaterra, envejosa de les possessions portugueses, desitjosa d'estendre encara més el seu imperi, decidix desfer-se de més de la meitat de l'imperi colonial portuguès d'Àfrica. A l'Àfrica, fins a la data, els Estats actuals d'Angola, Zàmbia, Zimbabwe i Moçambic eren propietat del tron portuguès. Com que la Conferència serví sobretot per satisfer les ambicions colonials de pocs, alhora que havia d'afirmar una suposada superioritat alemanya contra els imperis francès i britànic, la resta d'Estats no s'oposen a veure com un altre Estat europeu es veu privat de les seues possessions. França, en efecte, és conscient del potencial portuguès, així com Anglaterra. Tots dos orquestren la Guerra d'Independència de Bèlgica per tal de disminuir el poder colonial neerlandès. Així doncs Portugal es veu privada del seu anomenat "mapa cor-de-rosa" o mapa color rosa en català. És amb aquest nom que es coneix les possessions portugueses de l'època. A la cartografia de la Conferència, en efecte, les possessions portugueses havien estat pintades en rosa. I, per tant, Portugal perd Zàmbia i Zimbabwe que són atorgades al Regne Unit.

#### El Romanticisme portuguès
Donat que Portugal és durant el segle xix un país homogeni i que seguix sent independent, malgrat les ambicions hispàniques, altament recolzades per França, el Romanticisme a Portugal no prengué les mateixes postures que l'italià, català o albanès. Això no obstant, també hi hagué molta literatura i cultural romàntica dins el país.
En història, per exemple, comença una relectura que porta a antics caps guerrers ibèrics, en aquest cas Viriat, a ser exaltats com la imatge metafòrica del que hauria de ser la Nació portuguesa amb majúscules. En plena decadència colonial, Portugal usa de les seues poques colònies per exaltar l'orgull d'ésser portuguès. Per tant, es crea el mite del navegant. Aquesta és l'expressió amb què premsa, literatura i altres mèdia divulguen la imatge d'un país aventurar en què a través de les Exploracions s'aportà civilització a tot el planeta. Un país capdavanter, responsable d'haver europeïtzat tot el món. Un país ferotge, com tots els "aventurers" que agafaren l'àncora i el vaixell per creuar mil mars i provar que existia un camí alternatiu per a la Ruta de la Seda. Un país orgullós d'ésser portuguès i no pas espanyol.
Aquest mite del navegant s'acompanya llavors de les arts. Així dins del corrent romàntic, el rivival portuguès pren forma de neomanuelí. És un exemple d'això la Torre de Betlem o el Palau Hotel de Buçaco. En literatura s'exalta a Lluís de Camões que acaba i tot per ésser designat com a nomenclatura de l'Acadèmia de la Llengua Portuguesa, és a dir, l'Institut Camões. En pintura destacà en Domingos António Sequeira. Arquitectònicament es pot parlar el Palau Nacional de Pena a Síntra.
Fet i fet, el segle xix portuguès és igual de romàntic com el francès, l'anglès o l'alemany. Hi ha una clara exaltació de la llengua portuguesa que s'imposa a les colònies. Esdevé l'una de les característiques que ha de distingir Portugal d'Espanya. A Espanya mentrestant un nacionalisme romàntic i dotat, com el portuguès, d'imperialisme, imposa el castellà a la península ibèrica. En no aconseguir Portugal, Madrid ha de replantejar-se el seu projecte d'Espanya visigòtica. Per tant, d'ençà que deixa de parlar-se de Castella i es parla d'Espanya. Però, l'Espanya contemporània, que segons la teoria no inclou Portugal i Andorra, no deixa de desitjar annexar-se Andorra, Gibraltar i Portugal. Durant el segle xix, per tant, mira d'aconseguir la Unió entre els dos països sense gaire èxit. I és que a Portugal s'hi nodrix a propòsit el nacionalisme romàntic amb clares connotacions imperials per tal de desvincular-se del projecte pancastellà.
Per tant, com a Alemanya, la nació portuguesa s'exalta a partir, d'una banda, la llengua i, de l'altra, la religió catòlica. I, com a França, es nodrix d'ambicions imperials per mantenir viu el sentiment d'una Nació forta com els "navegants" que donaren la volta al món, desfiant els mars i les potències rivals. Per tot això hom pot comprendre que alguns part minsa volguera en aquella època unir-se a Galícia.

### República (1910–1926)

#### Caiguda de la Monarquia Constitucional

Bandera republicana portuguesa

Si, en efecte, Portugal conserva Angola i Moçambic és degut a la seua resistència, motiu per a la implantació de la República. El tracte de la Conferència de Berlín era de cedir gairebé tot el territori colonial portuguès al Regne Unit. Si més no aquest era el tracte atès que els portuguesos mai abandonaren les seus colònies i la monarquia britànica els llançà un ultimàtum el 1890. El monarca portuguès, Carles I, organitza campanyes militars d'ocupació per imposar la seua autoritat davant les pretensions britàniques. Nomena un ministre d'excepció, Joan Franco, responsable de regentar el país com si fora una dictadura i, a la vegada, tanca el Parlament. Es dissolen les Corts, es tanquen les administracions municipals i parroquials. La premsa queda censurada i limitada a dir allò que el règim vol.
A Portugal són pocs els qui volen cedir, i encara menys els qui veuen que s'estiga fent una bona gestió de la situació. El 31 de gener de 1891 un grup de dissidents del règim, ocupen en plena matinada el Palau del Consell de Porto i implanten una República. Canten el primer himne de Portugal, la portuguesa com a acte simbòlic de canvi de règim. Tot seguit assassinen el rei per garantir-se que el règim és un èxit. Com si encara no tingueren prou, coneixedors dels esdeveniments posteriors a la Revolució Francesa, assassinen igualment a l'hereu del rei. S'apunten els canons de l'exèrcit, manipulat pels republicans, cap al Palau Reial i el Palau das Necessidades. S'hissa la nova bandera, republicana, s'implanta un govern col·legial provisional i al balcó de l'ajuntament de Lisboa s'hi proclama davant el poble la "República de Portugal". Entre el 1910 i el 1926 els portuguesos visqueren en règim republicà.

#### La Primera República de Portugal
La revolta que dona lloc a la República prengué la família reial i, el segon fill del monarca, temorós de veure's assassinat, pren el camí i es dirigix a la ciutat de Porto per organitzar-hi una contrarevolució que mai tindrà lloc.
Els republicans eren una minoria urbana en un país rural i restringiren el dret de vot als homes alfabetitzats. Fou un període de gran inestabilitat política. En els setze anys de durada, s'hi succeïren nou presidents i 45 governs. El parlament era el centre del sistema polític i triava al president de la república, que tenia poc poder per arbitrar entre les diferents faccions. El sistema de partits estava fragmentat i se succeïen governs sense majoria parlamentària suficient. Una facció del Partit Republicà Portuguès, els "Democràtics" d'Afonso Costa, es convertí en el centre del sistema polític i controlava l'administració alhora que, per mitjà del caciquisme, les eleccions. La resta de faccions republicanes recorreren a la insurrecció per arribar al poder, igual que els monàrquics. Hi hagué nombroses conspiracions i cops d'estat. El règim era feble i les polítiques laiques i de control de l'Església Catòlica l'enfrontaren a la població rural.
Heus ací algunes de les Lleis republicanes:
- Llei de la família
- Llei del divorci
- Llei de registre civil
- Llei de la impremta
- Llei de separació entre Església i Estat
- Llei dels accidents de treball
- Llei del Dret a Vaga

La primera constitució republicana de Portugal es publicà el 1911. El govern hagué de frenar força persecucions contra l'Església catòlica. L'ambient de la península ibèrica és força tens. A Catalunya durant les dècades següents s'hi declara igualment la República. A Espanya la República Espanyola seguix mantenint les seus ambicions visigòtiques. Per tant, impedix tota mena de progrés a Andorra on una revolta mira durant la dècada dels 1930 d'implantar una Monarquia constitucional. Alhora mira de vetar tots els intents secessionistes catalans com bascs. La República és força feble. L'Antic Règim no accepta que Espanya siga governada per una república malgrat que aquesta reclame Andorra com a part del seu territori. Les polítiques laïcitzadores són polèmiques i els terratinents no estan disposats a baixar-se de la mula. Comencen doncs les persecucions contra la jerarquia catòlica. A Portugal el contagi es notable. Molts jesuïtes són expulsats, s'extingixen les ordres religioses i molts convents o institucions catòliques són assaltades. Una part dels polítics portuguesos es deixa seduir pels hispànics. Aquests segons tornen a proposar a Portugal de quedar-se dins d'Espanya. Hi destinen els esforços escaients, així com destinen esforços per evitar la secessió andorrana, catalana i basca.
El règim republicà portuguès fou doncs molt dèbil. Així i tot, els governs republicans privilegiaren el desenvolupament del país. Es funden museus, es desenvolupa la ciència, s'inauguren cursos públics d'educació, sorgixen nous periòdics, es reduïx la setmana de treball a sis dies, s'instal·len mecanismes d'higiene i protecció per al treballador, etc.

#### Primera Guerra Mundial
Quan esclata la Primera Guerra Mundial, Portugal mantené una actitud ambigua entre la neutralitat i la declaració de guerra. No hi havia cap posició oficial i el país no es declarava per d'un costat i per l'altre. Això mantingué el país al marge de la guerra durant el principi del conflicte. El país tenia força dificultats per industrialitzar-se. L'any 1914, per exemple, es compta amb un 43% de mortalitat infantil. Prop del 80% de la població portuguesa viu al camp. Del 20% restant, Lisboa i Porto són les ciutats que concentren el gruix urbà. Tot i així, la repressió policial davant les manifestacions obreres i anarquistes no es deixaren esperar. La Revolta de la Patata (1917) seria la més destacada de totes. Unes revoltes que s'assimilen i força a l'ambient que visqué Rússia. En aquell país, com a Portugal, hi havia un procés d'industrialització molt retardat i per aquest motiu el proletariat no tenia, teòricament, raó d'ésser i, això no obstant, n'hi havia. És així perquè Marx denunciava que el nou règim com l'anterior són la mateixa cosa i llevat de la igualtat de drets polítics, existix desigualtat econòmica. Allò que diferencia i força Portugal de Rússia en aquesta època, és la introducció de nous règims en consonància amb l'entorn, fins i tot abans d'hora que el seu entorn. La Revolució Liberal de 1820 és fins i tot de les més capdavanteres a Europa.
I malgrat aquesta situació, Portugal es veié obligat a entrar en guerra. Els britànics apel·laren a l'antiga aliança britanico-portuguesa per sol·licitar la presa dels vaixells alemanys que sojornaven al riu Tajo. Portugal hi accedí i Alemanya li declarà la guerra. El govern portuguès es comportà automàticament com un agent controlador. Si la situació no era gens bona abans que esclatés la guerra, ara seria terrible. En cap moment el govern creà un ministeri exprés de la Guerra, com sí havia passat en altres països. Ni tampoc s'encarregà de crear un ministeri que gestionés l'economia del país. Tot i així, el Ministeri de Foment i de Finances Públiques fou els responsables de racionalitzar, fixar els preus i la venda. Si abans de la guerra el govern tenia por d'intervenir en la país per no influenciar sobre els principis bàsics d'una economia de lliure-canvi, ara feia tot el contrari.
La declaració de guerra a Portugal afectà directament les seues colònies. Mentre s'enviava militars portuguesos a Flandes, Moçambic i Angola rebien atacs alemanys. El govern creà un contingent a propòsit: el CEP, Corpo Expedicionário Português, és a dir, el Cos Expedicionari Portuguès). Aquestes hagueren d'anar a fer la guerra a Flandes i protegir els Açores, la Madeira, Moçambic i Angola. Al final de la guerra, certament pel paper desenvolupat al costat dels aliats, el país és acceptat a la Societat de Nacions com a membre fundador. Això li permeté reafirmar-se i consolidar força definitivament la seua independència de cara a Espanya. Aquesta ja no pot públicament demanar a Portugal de quedar-se dins d'Espanya i per això mateix mentre hi haja règim democràtic en territori pancastellà, Madrid no pertorbarà la independència portuguesa. França, per la seua banda, a qui li agradaria annexar-se Catalunya i Andorra, o, en cas alternativa, cedir els dos territoris a Madrid, ha d'acceptar la independència portuguesa i, com Espanya, públicament tracta Portugal com a estat nació a part. A canvi, sobretot pel que fa a França i Anglaterra, Portugal dona suport gairebé sec als aliats.

### Dictadura (1926–1974)

#### Dictadura salazarista

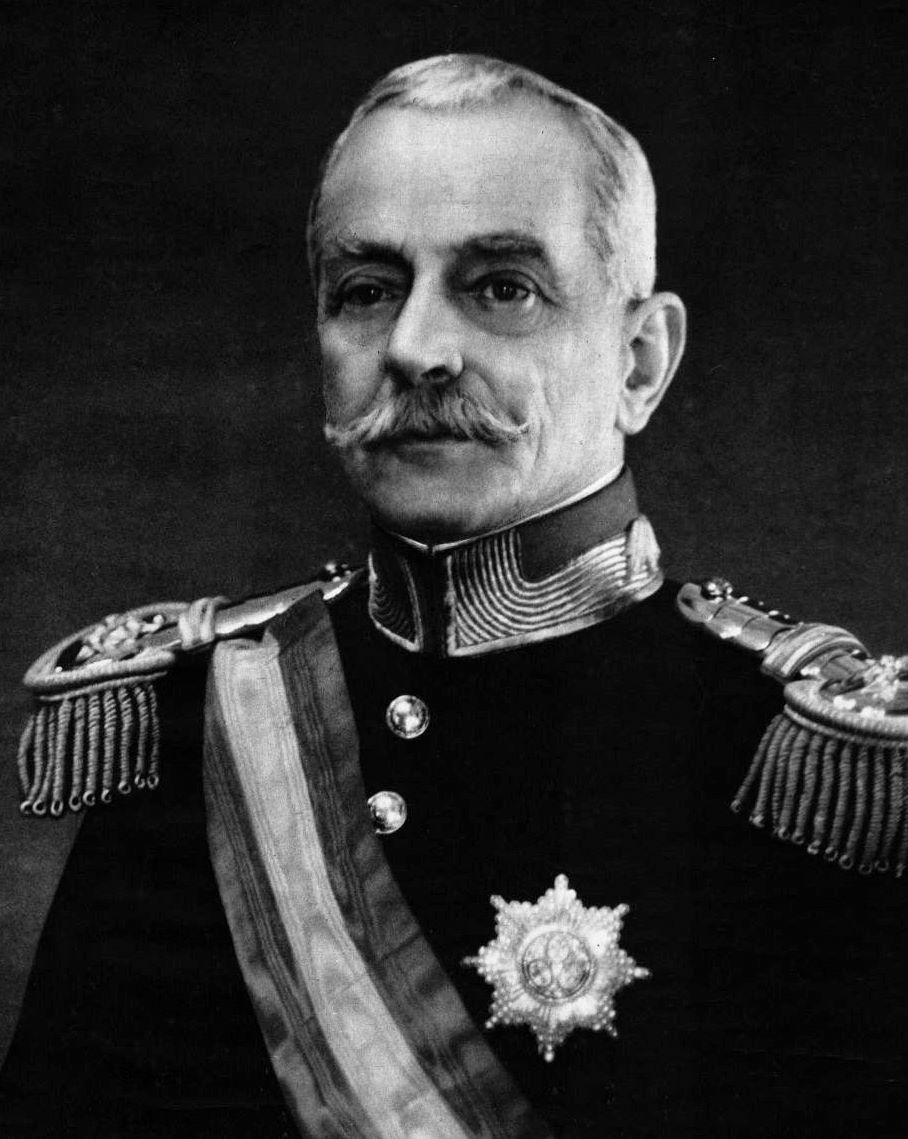
Fotografia d'Òscar Carmona

La Primera Guerra Mundial aprofundix més la crisi econòmica i la manca d'avançament heretat del període monàrquic constitucional. Per aquest motiu un cop d'Estat militar posa punt final a la primera república i el 1926 instal·la una dictadura feixista encapçalada pel general Carmona. L'ambient a Europa és propens a això. A Itàlia hi puja un règim feixista que tindrà com a cara visible a Mussolini. Ioannis Metaxàs fa exactament la mateixa cosa a Grècia mentre Woldemaras, Ulmanis i Päts imiten els feixismes europeus a Lituània, Letònia i Estònia. Aviat el feixisme s'implanta a Alemanya, Àustria i Polònia. Molts d'aquests dictadors són titllats els responsables d'haver garantit la independència dels països respectius. I és que després de la Pimera Guerra Mundial, els geopolítics al servei de l'imperi francès i britànic repartixen l'est de manera a recrear uns escenari que reforce el nacionalisme tancat, com el serbo-crocat, i així, aparte la Unió Soviètica. És per això mateix que en mans de geopolítics francesos es crea Iugoslàvia.
El comunisme ha avançat força i en països conservadors de natura, com ara Luxemburg, hi ha un vertader risc de veure implantar-se repúbliques populars i, això, els Aliats no volen veure-ho pas. Per tant, Anglaterra com França no veuen amb mals ulls que Portugal seguisca la tendència feixista europea i, de retruc, el monarca hispànic no troba cap altra solució i implanta al seu torn una dictadura en la persona de Primo de Rivera. La població portuguesa és força analfabeta. No hi ha hagut vertaderament una Revolució Industrial i durant la Gran Guerra el comunisme ix al carrer amb tot l'orgull. Per tant, atiant una població pobre, exhausta i analfabeta, un grup de militars implanten una dictadura feixista que tindrà al ministre de Finances, António de Oliveira Salazar, la cara del règim, abans que els comunistes instal·len un règim comunista.
El setembre de 1926 dues revoltes miren de frenar la dictadura però no hi arriben. Aleshores el país veu un període de transició en què els colpistes passen d'un règim militarista a una dictadura autoritària de caràcter feixista. Primerament s'anomenarà Dictadura Militar i, després, Dictadura Nacional per, finalment adoptar la forma d'Estado Novo, és a dir, Estat Nou en català. La darrera etapa ve acompanyada d'un referèndum que havia de confirmar que la població volia l'Estat Nou. Referèndum altament contestat atès que l'oposició acusà en tot moment d'haver-se manipulat.
Vet aquí les principals etapes abans de l'establiment de l'Estat Nou:
- 17 de juny de 1926 cop d'Estat
- Octubre de 1926 s'establixen les noves bases per a les colònies
- 22 d'octubre de 1926 s'establix la censura de la premsa
- 11 de setembre de 1926 revolta a Chaves contra el règim
- Febrer de 1927 el Partit Comunista Portuguès és prohibit
- 10 de mars de 1927 el règim crea una revista propagandística: Presença
- 26 de mars de 1927 es posa en marxa la policia política
- 1 de desembre de 1927 l'educació és reestructurada: s'eliminen els anys d'estudi, és obligatòria, però només s'hi aprèn propaganda
- 27 d'abril de 1928 António de Oliveira de Salazar és nomenat ministre

#### Guerra Civil Espanyola
El Marroc, país on Espanya, França i el Regne Unit escalfen els preparatius per la primera i segona guerres, escenari de l'ambició colonial més cruenta, és l'indret d'on partí l'alçament militar que portà Espanya a la Guerra Civil el 1936. Una guerra que tindrà diversos motius. Primerament, la República que implanta polítiques liberals i això no agrada gens ni mica als lleials a la monarquia. Els terratinents no volen pas cedir i l'abolició dels privilegis replega tota una propaganda antirepublicana ben orquestrada dins el camp monàrquic. Segonament, a Catalunya s'hi proclama la República Federada i en agermanament amb tots els pobles ibèrics. Espanya que ni sota la República abandona les seues ambicions visigòtiques, atorga un estatut d'autonomia a Catalunya que resulta paper mullat. Tot seguint la tendència europea, el nacionalisme més ètnic i imperial, reprèn les consignes feixistes i inicia una "Reconquesta" de la Península ibèrica.
En efecte, una guerra civil ateny la Península ibèrica. Republicans contra feixistes, però, sobretot, nacions contra imperis. El règim feixista hispànic creua la frontera portuguesa mi mira d'annexar-se Portugal. Alhora el règim feixista dona provisions i abituallament a Andorra a canvi que si vol mantenir-se al marge, done suport al bàndol "Nacional" perquè, en efecte, per al dictador hispànic, Francisco Franco, d'Espanya només n'hi ha una i és la península ibèrica. En boca dels seus ministres, Andorra és dins la Seu d'Urgell i la Seu d'Urgell dins de Catalunya. Els Països Catalans no existixen i el País Basc tampoc. El català i el basc són patuès, el portuguès i el gallec s'accepten per manca de mitjans de fer-se amb Portugal.
Portugal lluita doncs per foragitar l'exèrcit feixista i, malgrat aconseguir-ho, durant tota la dictadura la propaganda es posa en marxa per exaltar l'orgull d'ésser portuguès i no espanyol. D'aquesta manera el cinema divulga i explota el mite del Sebastianisme segons el qual Portugal haguera esdevingut un imperi de gran dimensions si Espanya no s'hagués annexat Portugal durant l'Edat moderna. Tot un discurs d'odi vers Castella és orquestrat des de dalt. I, no debades, s'establix una relació d'amistat entre Portugal i Espanya, si més no, diplomàticament. El març de 1939 té lloc la signatura del Tractat d'Amistat i No-Agressió entre Lisboa i Madrid, conegut com a Pacte Ibèric, que comportava una zona de pau dins de la península Ibèrica, on tots dos Estats es respectarien mútuament. El català i el basc són perseguits, el castellà imposat com a "espanyol", per descomptat, "idioma del imperio" i el portuguès ignorat, alhora que el gallec tractat com a dialecte.

#### L'Estado Novo

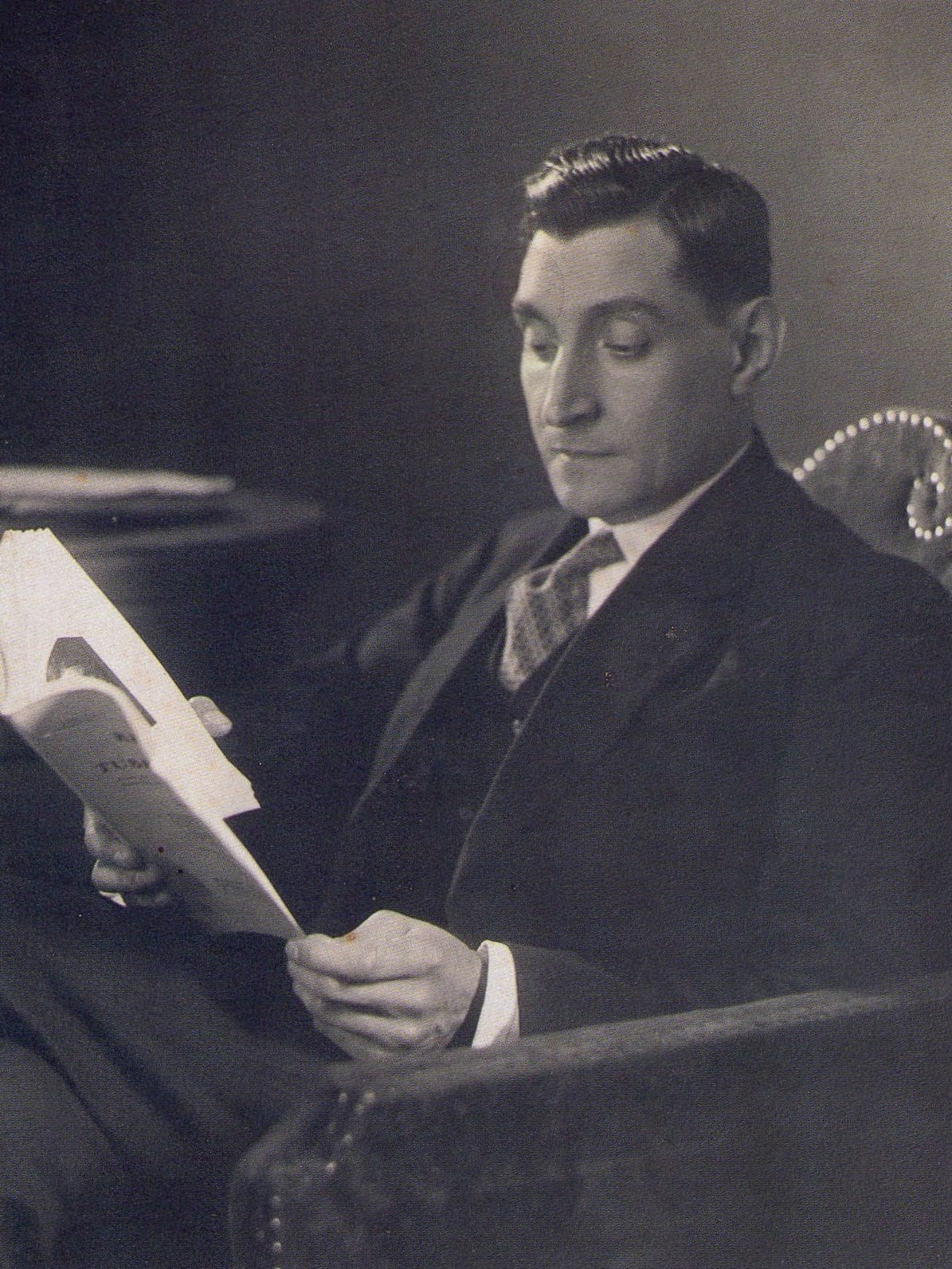
António de Salazar, dictador feixista portuguès

L'Estat Nou portuguès era autàrquic i feixista. El seu pensament polític estava en contra del comunisme i de les tradicions de liberalisme polític i econòmic. Era corporativista. Creia en el darwinisme social, era profundament conservador i nacionalista. El 1932 Salazar abandona el càrrec de ministre de Finances i es convertix en president del Consell de Ministres. A partir d'aquest moment es comencen a formar les estructures del nou règim polític, caracteritzat per l'existència d'un únic partit (la Unió Nacional), per un sistema econòmic intervencionista i per l'antiparlamentarisme.
Nota: a Portugal encara hi ha força treball a fer de cara al passat dictatorial atès que alguns historiadors seguixen mantenint l'afirmació errònia que el salazarisme no era feixista. Preferixen l'ús del terme de règim autoritari o el de feixisme clerical, però els lligams amb Itàlia i les dictadures hispàniques evidencien que era un règim feixista. Si declarà neutralitat durant la Segona Guerra Mundial fou condicionat pels llaços amb Anglaterra que garantix suport militar al país per evitar que siga annexat per Espanya.
El 1933 va entrar en vigor una nova Constitució. De caràcter presidencialista, admetia l'existència d'una Assemblea Nacional i d'una Cambra Corporativa composta per elements lligats a les professions. A la pràctica, el President de la República fou una figura apagada, l'Assemblea Nacional fou ocupada per lleials al règim i el poder fou concentrat en la figura de Salazar. Els antics partits polítics portuguesos desapareixeren, amb l'excepció del clandestí Partit Comunista Portuguès (fundat el 1921, els dirigents del qual foren durament perseguits per la policia política. La censura, establerta el 1926 fou consolidada i es prohibí totes les vagues. El 1936 el règim crea la Legió Portuguesa, una milícia d'inspiració feixista, i la Mocidade Portuguesa destinada al reclutament de la joventut i a transmetre-li les idees del règim.
Vet aquí algunes dades claus de la dictadura:
- 30 mil presos polítics[102]
- 1 intent d'assassinat del dictador
- 2 milions morts a les colònies per la guerra
- 2 milions d'assassinats per la dictadura
- 4,5 milions de desplaçats a les colònies per la guerra
- Abril 1936 obertura del Camp de Concentració del Tarrafal al Cap Verd

Les relacions internacionals del règim feixista portuguès foren totalment estratègiques i contradictòries amb la ideologia del règim. En efecte, conscient de la necessitat de garantir la independència del país, concedix bases militars al Regne Unit, el qual fa la vista gran i no planteja cap mena de cop d'Estat a Portugal per fer caure la dictadura. França, que ambiciona com Madrid d'unificar la península ibèrica, es plany constantment a l'ONU sobre l'existència d'un règim dictatorial a Espanya, sense mencionar conscientment la situació portuguesa.
D'aquesta forma, Portugal integra l'Organització per a la Cooperació i el Desenvolupament econòmic i l'Organització del Tractat de l'Atlàntic Nord. Els Estats Units, per la seva banda, que preferixen que el món siga regit per règims feixistes que comunistes, pacta la introducció del capitalisme a la dictadura hispànica, tot fent la vista grossa sobre la repressió que viuen les nacions gallega, basca i catalana, sense comptar amb la situació andorrana i aranesa. Per una banda com de l'altra, ni el Regne Unit ni França volen veure caure els règims totalitaris de la península i, per tant, durant prop de 30 anys Portugal com les nacions espanyola, catalana, gallega o basca viuen sotmeses a règims autoritaris sense que les manifestacions a l'exterior aconseguisquen res.

#### Guerra colonial portuguesa

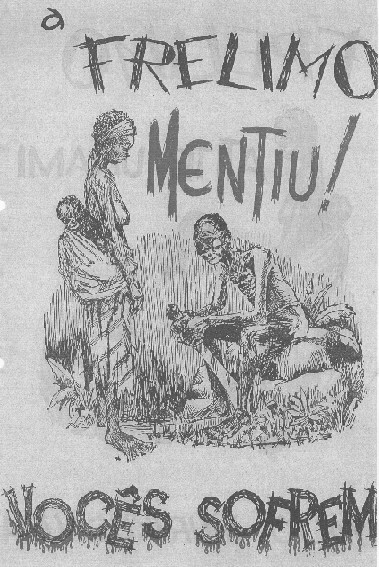
Pancarta de propaganda contra el coló portuguès.

La descolonització europea posterior a la guerra fe créixer les crítiques cap al colonialisme i la resistència cap a la dominació portuguesa de pobles africans. Després de la proclamació de la independència de l'Índia el 1947, Portugal rebutja la demanda de l'Índia de retirar-se del territori nacional. Aquesta actitud fou condemnada pel Tribunal Internacional i l'Assemblea de Nacions Unides. El règim feixista portuguès sabia que no tenia gaire a guanyar amb les colònies vist l'embranzida colonial que prengueren el Regne Unit i França, però volgué mantenir-les a tot preu perquè li aportava "prestigi" davant uns veïns, el francès, hispànic i britànic, afins a les teories de la civilització contra bàrbars, de llengües nacionals contra patuesos, etc.
Per aturar les pressions polítiques internacionals, i a l'espera de poder preservar un Portugal intercontinental, l'Estat Nou formulà una nova política ultramarina el 1951: revoca l'Acte Colonial de 1930 i crea l'anomenada "solució portuguesa", que passà per designar les colònies com a províncies ultramarines, tot considerant que aquestes eren part integrant i inseparable de Portugal, com a "nació multirracial i pluricontinental". El 1954, després de manifestacions pacífiques i la recusa del govern portuguès de negociar-hi, la Unió Índia annexa Dadrà i Nagar Haveli.
A principis de la dècada dels 1960, a les colònies portugueses africanes diversos grups formen partits de resistència contra el colonitzador i en favor de l'autodeterminació. A Angola hi sorgix l'MPLA i l'UPA, a Guiné el PAIGC i a Moçambic l'FRELIMO, inspirats en líders com ara Agostinho Neto, Eduardo Mondlane i Amílcar Cabral. La Primera Guerra Freda entre Estats Units i la Unió Soviètica alimentà ideològicament i materialment aquests partits. El 15 de Mars del 1961, l'UPA ataca l'Estat portuguès de l'Índia en territori propi, és a dir, després de 451 anys d'ocupació portuguesa. Bona part dels Estats de l'ONU reconegueren l'acció de l'Índia però, no obstant, Salazar continuà recusant-se a reconèixer la sobirania índia, tot mantenint aquests territoris representant-se a l'Assemblea Nacional Portuguesa.
Primer a Angola, després a Guiné i el Cap Verd, i el 1964 a Moçambic, sorgixen operacions de guerrilla en tres fronts, fet que donà el punt de partença a l'anomenada Guerra Colonial portuguesa, en llengua portuguesa, Guerra d'Ultramar. Tot i el gran nombre de tropes portugueses desplaçades, que arribà a atènyer els 200 mil homes, en part reclutats a les mateixes colònies, la guerrilla assumí l'èxit. La guerra es prolongà tot causant prop de 63 mil morts. Els costs de la defensa augmentarent, arribant al 46% del total de la despesa pública portuguesa del 1969, tot contribuint a l'empobriment de l'economia. El 10% de la població colona de les colònies fuig llavors cap a Portugal, procurant d'aquesta forma escapar de la pobresa i el servei militar. Són acollits en un país que en l'espai de poc temps veu un cop d'Estat que enderroca la dictadura i que es deixa prendre pels moviments favorables a la descolonització. Mal vists per l'acolliment que els proporciona l'Estat, han de marxar de Portugal i, llavors, prenen el camí cap a Andorra, França, Luxemburg, Suïssa, Alemanya Occidental, Estats Units, Veneçuela i Àfrica del Sud.
El 1968 Salazar és apartat del poder degut a causes de malaltia i li succeïx Marcelo Caetano. Entre el 1968 i el 1970, el nou govern mira d'obrir-se i modernitza l'economia, tot liberalitzant la política. És l'anomenada Primavera Marcelista, que crea l'espectativa d'una vertadera reforma del règim, cosa que es transformà en paper mullat. El context internacional es torna llavors força desfavorable al règim. A Espanya hi ha clares dificultats de mantenir-hi el règim. La resistència catalana i basca són cada volta més visibles i menys porugues. A Andorra hi esclaten els primers cops contra l'autoritarisme dels coprínceps i el règim feixista hispànic. A Grècia no hi triga a haver un cop d'Estat amb què s'hi instal·la una democràcia pluralista, malgrat que crea un problema de calibre amb Xipre. Durant la dècada dels 1980, el règim soviètic comença a caure estrepitosament, fins que el mur de Berlín segella el seu distí final. Per tot això el règim salazarista no aconseguix mantenir-se dempeus. "Orgullosos de nosaltres", o això deia el règim, el feixisme portuguès mira de mantenir les seues colònies durant els 1970, però el cop d'Estat acaba atorgant la independència a les colònies i, finalment, totes són descolonitzades a excepció de Macau i Timlor de l'Est. El primer retorna a la Xina durant els 1990 mentre que el segon adquirix la independència tot just començar el nou segle.

### Democràcia (1974–present)

#### Revolució dels Clavells

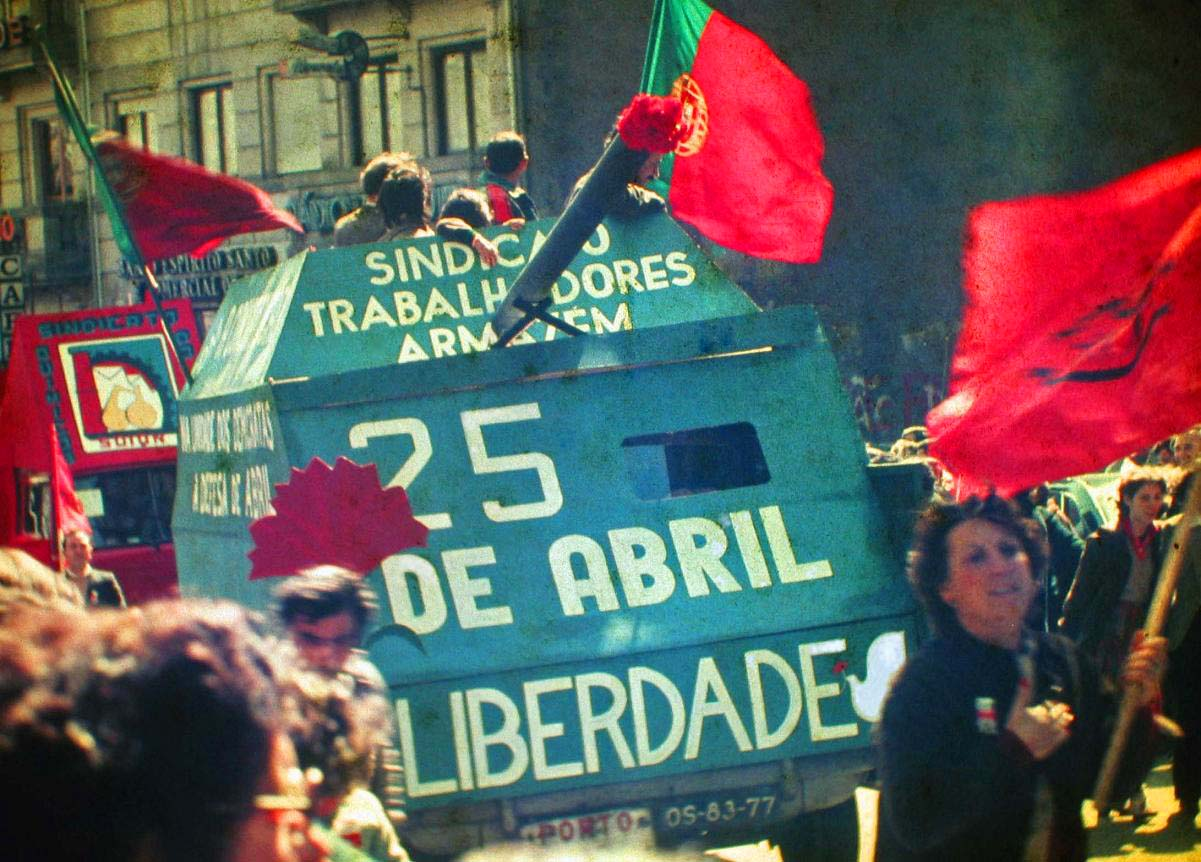
Manifestació del 25 de abril de 1983 a Porto

A la dècada dels 70 del segle XX el descontent de la societat portuguesa davant l'Estat Nou creix, impulsat per les dificultats econòmiques resultats de 13 anys de guerra colonial i de la crisi del petroli de 1973. El rebuig de Marcelo Caetano d'acceptar una solució política per a la guerra rebotà les Forces Armades de Portugal, que feren caure el règim en l'anomenada Revolució dels Clavells. Oficials intermedis de l'exèrcit, principalment capitans amb el suport dels seus superiors, organitzen l'agost de 1973 a Bissau actes clandestins. Amb el lema "democratitzar, descolonitzar i desenvolupar" el país, imposen la democràcia amb un cop d'Estat.
Nota: la idea sembla que prengué molta força després que el general António de Spínola, exgovernador de Guiné-Bissau, publicara l'obra "Portugal i el futur". Per primer cop una alta patent militar aposta públicament per donar una solució política a les revoltes independentistes de les colònies. El 14 de març els generals Spínola i Coasta Gomes són detinguts i exulpats dels seus càrrecs respectius.
El 25 d'abril de 1974 a Lisboa comença el cop d'Estat que no fou violent. El poble surt al carrer a celebrar el final de la dictadura amb clavells a la mà. El símbol és fotografia i filmat per tots els mèdia d'arreu del planeta. La revolta pren doncs el mon de Revolució dels Clavells. Els militars creen una junta de govern provisional, després substituïda pel consell de la Revolució. António de Spínola és designat President de la República. La censura és abolida, els presoners polítics alliberats i les institucions del règim extingides. S'inicia llavors un procés per donar la independència a les colònies. Això disparà les vagues d'immigranció de portuguesos cap al seu país d'origen.
Inicialment es donà una divisió entre militars conservadors de l'entorn de l'Spínola, d'inclinació socialista, amb el del primer ministre Vasco Gonçalves. El dia 11 de mars de 1975 el país viu l'amenaça d'un cop d'estat orquestrat per Spínola. El cop falla i Spínola és força a l'exili. Es dirigix a Brasil. El mateix dia el govern provisional de Portugal pren mesures econòmiques de caràcter socialista, decreta la nacionalització del banc i les assegurances. Li seguixen les principals indústria i mèdia, una reforma agrària, etc. Prop de 90.000 hectàrees de terra agrícola són ocupades entre l'abril de 1974 i el mes de desembre de 1975.
L'ambient anticolonialista porta els retornats de les colònies a marxar del país cap a Europa. A Europa no sempre se'ls acull correctament. França, per exemple, viu una vaga d'immigració vinguda d'Espanya i Portugal. Aleshores el populisme pren els carrers i la política francesa que menysprea els immigrants, tractant-los d'invasors. Els primers dos anys de la postrevolució foren d'inestabilitat i possible guerra civil. El període que va des de la Revolució fins a la Constitució, s'anomena Procés Revolucionari en Curs. Estigué caracteritzat per disputes entre les forces d'esquerra i de dreta, particularment durant l'anomenat "estiu calent".

#### Adhesió a la Comunitat Econòmica Europea

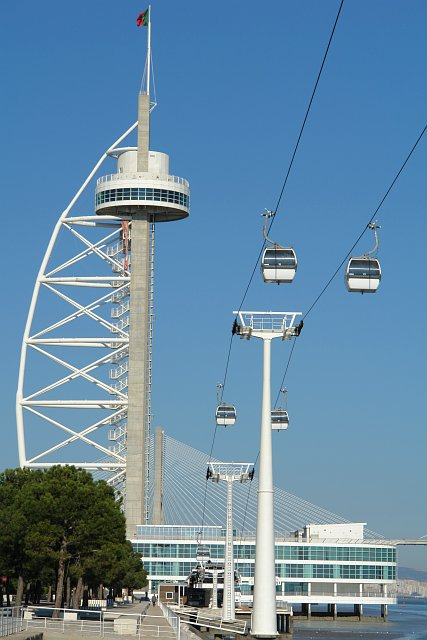
Torre Vasco da Gama i el telefèric adjacent (Lisboa).

A la dècada dels 1980 Portugal i Espanya signen la seua adhesió a la Comunitat Econòmica Europea. La presentació del dossier aconseguí desblocar l'afer andorrà i finalment, després d'impediments constants, França i Espanya han d'acceptar Andorra com a país i, per tant, la seua independència. El 1993 Andorra esdevé finalment un país reconegut per tota la comunitat internacional.
L'adhesió portuguesa imposà a Portugal ajustament profunds per readaptar la seua economia al liberalisme, alhora que havien de treure el país de la pobresa. A carrera llarga, l'economia portuguesa abandona la pobresa i s'introduïx en la cultura de masses, el capitalisme penetra el país anant de carrera dreta. El nou període està marcat per l'elecció, des de la dècada dels 1960, d'un civil al cap de l'Estat: Mário Soares, escollit el 16 de febrer de 1986. La seua majoria absoluta li permet estabilitzar durablement la vida política. El país coneix un fort creixement. Es beneficia de fons d'estructuració europeus que recuperen el retard econòmic estimat a deu anys.
A còpia dels criteris neoliberals, el govern de Cavaco Silva privatitza moltes empreses anteriorment privades i això passà per una revisió constitucional votada el mes de juliol de 1989, amb les polèmiques i descontents dels sectors proteccionistes. El final de la reforma agrària suma una altra fita per al progrés del país. Les ciutats són aleshores ençà el motor de la nova economia portuguesa. L'entrada de l'euro imposà polítiques de rigor alhora que queia el PSD al poder.
La dècada dels 1990 s'inicia doncs amb una cara del tot nova. Lisboa acull l'Exposició Universal de 1998 que esdevé un aparador per al país. Alhora contribuïx al creixement econòmic. Portugal es mostra en l'ocasió com un país modern, desenvolupat, capitalista i de democràcia pluralista. Una societat que ha abandonat el règim feixista i camina en consonància amb el món. Per això mateix torna a explotar la temàtica del mite del navegador a l'exposició. L'any 2004 amb la celebració de la Copa de l'Euro de futbol, el país torna a mostrar-se amb la seua millor cara. Els mèdia incentiven un resorgiment nacionalista i el país es pinta amb els colors de la bandera portuguesa. El futbol i el suport a la selecció nacional esdevé monotema a la premsa i la televisió hi deixa hores interminables. Podríem dir que a les portes de la crisi del 2008, Portugal ha abandonat les misèries i s'internacionalitza.

#### La cultura de masses
L'obertura de Portugal amb la Revolució dels Clavells permet al país fer penetrar la cultura de masses. La societat del consum s'instal·la llavors durablement. S'hi viu una revolució sexual i comença l'hora del destape a la portuguesa. Es liberalitzen els mèdia i el país viu una vertadera revolució audiovisual. El cinema nacional deixa d'estar al servei de la propaganda. Obren grans superfícies de supermercats com ara Intermarché, Lidl, Continente, etc. L'abundància alimentària apareix tot de cop. Obren marques de prêts-à-porter com ara Beneton, Levis, etc. Tenim un canvi cultural. Hi penetra la música i el sistema de música capitalistes. Surten al mercat els primers boysband com ara Milénio o Darrazar. Igualment, tot seguint la tendència, apareixen les primeres girlsband com ara Tentações. El país obre festivals de música i això repercuteix en el tarannà que s'acomoda a la vida capitalista. Les ciutats s'engrandeixen i els pobles rurals són abandonats progressivament. Moltes firmes multinacionals franceses i anglosaxones s'implanten al país. D'aquesta manera els portuguesos deixen de sortir de casa seva en direcció d'Europa. El jovent es transforma en el més format de la història del país. Si surt, precisament, és perquè a l'exterior es comença a demanar mà formada portuguesa. El Regne Unit o Alemanya són els països de destinació predilecta. Tot just començar el nou segle, el país lidera el continent en quant a innovació i recerca científica. És aleshores que s'aprova el matrimoni homosexual sense cap mena de violència als carrers i cap moviments homofòbic entre els mèdia. Els portuguesos veuen igualment l'obertura durant els 80 i 90 de multinacionals com ara McDonalds o Pizza Hut. Vers els 2010 el país lidera l'obertura de serveis streaming com ara Netflix.

#### La Gran Depressió del 2008
El 2009 a les eleccions s'hi confirma la dominació del partit socialista portuguès sense majoria absoluta. Comença la crisi econòmica arrel dels crèdits de les subprimes que emergixen el món industrialitzat en nombres roigs. El teixit empresarial pateix un daltabaix i es reduïx. Les grans multinacionals aprofiten l'ocasió per fusionar-se. El lideratge socialdemòcrata no trigarà a estampar-se. El govern han d'aprovar mesures austeres i això porta les primeres protestes. La situació financera del país es torna crítica. El dèficit públic s'accelera i passa en una any de 2,7% a 9,4% del PIB. La Troika imposa mesures de contenció a canvi d'un rescat financer del país. Els bancs se'n surten mentre la població torna a la pobresa. S'ensorren els bancs i les hipoteques prenent el poble que no pot desfer-se'n. La Unió Europea empitjora llavors el tarannà portuguès obligant-lo a escanyar encara més l'economia.
Torna una vegada d'emigrants portuguesos que marxen del seu país en no trobar feina. És la joventut que no treballa ni estudia. No treballa perquè no hi ha feina, no estudia perquè ja ha estudiat. El partit socialista perd suport i a cada campanya electoral el drama social empitjora considerablement. La Troika no vol sentir a parlar de concessions. De dretes o d'esquerres, tothom es troba llavors sota les ordres d'Alemanya i França. L'oposició creix i és comunista. Reclama sobirania. El país tanca les portes. Resignats, són pocs els que surten al carrer a reclamar res i l'abstenció bat rècords. La política ha perdut interès i la població deixa de veure la Unió Europea com a signe de progrés i modernitat.
La Xina aprofita les polítiques de la Troika per complaure els portuguesos, tot comprant-los deute públic. Alhora de passar comptes, Portugal no vol saber-ne res de França i la Unió Europea. França, preocupada per veure enfonsar-se el seu projecte ideològic, estreny relacions amb Portugal. Tanmateix, aleshores ençà que han esclatt els escàndols de corrupció política a la premsa. El salari mínim es troba a nivells molt baixos, dels pitjors d'Europa. Espanya, Irlanda i Grècia són apuntats amb el dit. Són els PIG acrònim d'aquests països i semànticament en llengua anglesa "porcs". I, tot i així, resulta que al nucli de la Unió Europea també hi ha casos de corrupció, resulta que el deute és galopant per a tothom, resulta que les mesures d'austeritat de la Troika estan delmant considerablement l'economia europea i, així i tot, són els PIGS els responsables o si més no això voldrien els països nòrdics. A Portugal s'hi presencia perfectament com durant la Crisi Grega, la Unió Europea fa els ulls grossos als resultats del referèndum. El menyspreu a la democràcia i a la vida econòmica porta molts portuguesos a votar el partit comunista mentre al carrer hi creix el sentiment de glòria imperial. Els portuguesos deixen de veure llavors la diferència entre el feixisme i la democràcia liberal. La Unió Europea es troba llavors davant un fracàs monumental.